# Verbrechen der Wehrmacht
Als Verbrechen der Wehrmacht werden Verbrechen bezeichnet, die Angehörige der Wehrmacht im Zweiten Weltkrieg begangen haben. Zu ihnen gehören Planung und Durchführung von Angriffs- und Vernichtungskrieg, Massenmorde an Zivilisten und als Partisanen Verdächtigten, Misshandlung und Ermordung von Kriegsgefangenen, Besatzungsverbrechen sowie die direkte und indirekte Teilnahme an Völkermorden, darunter dem Holocaust und dem Porajmos. Die Wehrmachtführung erließ verbrecherische Befehle, die gegen Normen des Kriegsvölkerrechts (Genfer Konventionen, Haager Landkriegsordnung und Gepflogenheiten des Krieges) verstießen.
Die juristische und politische Aufarbeitung dieser Verbrechen ist bis heute nicht abgeschlossen. In NS-Prozessen seit 1945 wurden nur wenige Verbrechen der Wehrmacht verhandelt. Sie wurden in der Bundesrepublik Deutschland lange öffentlich bestritten oder verharmlost, ihre Strafverfolgung verschleppt und behindert. Wie viele einfache Soldaten an ihnen beteiligt waren, die Opferzahlen und die Motive der Täter sind bis heute umstritten.

## Verbrechensbereiche
Verbrechen der Wehrmacht verteilen sich auf die Vorbereitung eines Angriffskriegs, der auf Vernichtung zielte, und tödliche Begleiterscheinungen und Folgen der Kriegführung. Ersteres geschah vor allem in Bezug auf Osteuropa, Letzteres geschah in und nach allen Eroberungskriegen der Wehrmacht, zuletzt auch beim Rückzug deutscher Truppen im „Altreich“.
Die Verbrechen erfolgten hauptsächlich in folgenden Bereichen:
- als Vernichtung großer Bevölkerungsteile der Feindstaaten durch die Kriegführung
- als Ausbeutungspolitik der besetzten Länder
- als mit „Bandenbekämpfung“ (gemeint waren Partisanen) gerechtfertigte Massenmorde an Zivilisten
- als Zusammenarbeit mit SS-Einsatzgruppen und Militärverwaltungen besetzter Gebiete beim Aufspüren, Ausliefern und Ermorden verfolgter Gruppen, besonders von Juden
- als mörderische Behandlung von Kriegsgefangenen, besonders durch systematische Unterversorgung von Rotarmisten
- als Erschießungen von „Verdächtigen“ durch die Geheime Feldpolizei
- als sogenannte Endphaseverbrechen,[1] darunter etwa 50.000 standrechtlich vollstreckte Todesurteile gegen eigene Soldaten.[2]

Sie fanden vor allem in den rückwärtigen Gebieten der Ostfront statt, so dass Besatzungsverbände mit etwa 700.000 Soldaten im Herbst 1943 daran häufiger beteiligt waren als Frontverbände mit etwa zwei Millionen Soldaten. Einheiten wie die Geheime Feldpolizei oder das sogenannte Jagdkommando waren durch ihr Aufgabengebiet erheblich stärker an den Verbrechen beteiligt als die restlichen Soldaten ihrer Divisionen.

## Struktur und Rolle der Wehrmacht vor Kriegsbeginn
Die Wehrmacht war 1935 aus der Reichswehr hervorgegangen, deren Offizierskorps auch in der Weimarer Zeit großenteils die konservativen und reaktionären Traditionen des Kaiserreichs fortgesetzt und bewahrt hatte.
Diese Wandlung vollzog sich in mehreren Schritten: Voraussetzung war die Zustimmung zur Wiederaufrüstung ab Herbst 1933, danach folgte die Aufnahme vieler ehemaliger SA- und Polizeiangehöriger nach dem Röhm-Putsch (der indirekt auch auf Betreiben der Wehrmacht ausgeführt wurde, da sie die SA als sogenanntes „Volksheer“ und unliebsamen Konkurrenten sah). Neu war sodann der Führereid 1934 sowie die Einführung der Wehrpflicht und Neubildung von Oberkommandos für alle Teilbereiche 1935. So gab die Militärführung die Theorie der zwei Machtsäulen von Partei und Militär schrittweise auf und wurde überwiegend zur Armee des Dritten Reiches ausgebaut.
Im Januar 1938 stürzten der Reichswehrminister Werner von Blomberg und der Oberbefehlshaber des Heeres, Generaloberst Werner von Fritsch, über Homosexuellen-Vorwürfe (Fritsch) und Intrigen der SS. Dies öffnete Hitler den Weg, sich selbst als Oberbefehlshaber einzusetzen und NS-treue Generäle in leitenden Dienststellungen einzuführen (Keitel und Jodl). Als Führungsorgan trat das Oberkommando der Wehrmacht (OKW) an die Stelle des Reichswehrministeriums. Nachdem Hitler das OKW eingerichtet und übernommen hatte, war die Wehrmacht eine der tragenden Machtsäulen des NS-Regimes, mit dessen Interessen sie ideologisch und politisch weitgehend übereinstimmte. Mit rund 18 Millionen Angehörigen während des Krieges wurde die Wehrmacht auch militärisches Instrument für die nationalsozialistische Eroberungs- und Vernichtungspolitik.
Aufgrund der Aufarbeitung umfangreicher Dokumente der Wehrmacht ist es unbestreitbar, dass das Heer auch aktiv an Vernichtungsaktionen teilnahm und die Wehrmacht durch aktives Handeln oder Unterlassen an Verbrechen beteiligt war. Besonders die Oberkommandos, aber auch mittlere Offiziere, Unteroffiziere und Mannschaften waren an Massenverbrechen in den besetzten Gebieten beteiligt.
Die Generalität
Ein relativer Konsens besteht über die politische Mitverantwortung der Wehrmachtführung für viele NS-Verbrechen in den von deutschem Militär besetzten und verwalteten Gebieten. Die Kriegsverbrechen der Wehrmacht waren häufig Teil der spezifisch nationalsozialistischen Gewaltverbrechen und ermöglichten diese zum Teil erst in dem ausgeführten Umfang. Sie lassen sich daher historisch nicht klar von den großangelegten Deportations-, Vertreibungs- und Ausrottungsvorhaben des NS-Regimes trennen. Mitwissen, Zustimmung oder offene beziehungsweise stillschweigende Duldung des Großteils der Generalität hinsichtlich der Planung und Ausführung der Verbrechen kann als erwiesen gelten. Dies wird durch etliche Befehle und Anweisungen von OKW, einzelnen Generälen und untergeordneten Befehlsstellen deutlich.
Hitler und die Wehrmachtführung bezogen wesentliche Impulse aus der Schrift Erich Ludendorffs Der totale Krieg von 1934. In dieser wurde eine optimale Mobilisierung der Gewaltbereitschaft und eine Einheit zwischen ziviler Gesellschaft und militärischer Organisation eingefordert. Wesentliche Elemente nationalsozialistischer Gedanken wurden von Ludendorff vorformuliert. Und obwohl Ludendorff damit Hitler eines der nachhaltigsten Stichwörter der NS-Ideologie geliefert hat, wich dessen Militärstrategie im totalen Krieg doch inhaltlich deutlich von den Überlegungen Ludendorffs ab. Anders als Ludendorff, der basierend auf der Dolchstoßlegende dem Militär sämtliche Verfügungsgewalt überlassen wollte, sah Hitler den Krieg als genuin politisch an; dadurch gewann der Krieg an Grausamkeit, die weder der Ideologie Ludendorffs noch seines geistigen Antipoden Clausewitz, dessen Werk Ludendorff als überholt betrachtete, unterlag.
Schon vor Ausbruch des Krieges wurde die Armee durch Erlasse der Führung auf einheitliche ideologische Linie mit dem NS-Staat eingeschworen. Generaloberst Werner von Fritsch, Oberbefehlshaber des Heeres bis 1937, erwartete gemäß Erlass vom 25. April 1936 besonders vom Offizier,

„… daß er den Anschauungen des 3. Reiches gemäß handelt, auch wenn solche Anschauungen nicht in gesetzlichen Bestimmungen, Verordnungen oder dienstlichen Befehlen festgelegt sind.“

Der Generalfeldmarschall und Oberbefehlshaber des Heeres ab 1938 Walther von Brauchitsch betonte Ende 1938 in einem Erlass über die Erziehung des Offizierskorps:

„Wehrmacht und Nationalsozialismus sind desselben geistigen Stammes. Sie werden weiter Großes für die Nation leisten, wenn sie dem Vorbild und der Lehre des Führers folgen, der in seiner Person den echten Soldaten und Nationalsozialisten verkörpert.“

OKW und OKH-Dokumente belegen eindeutig, dass die Entwürfe für den Gerichtsbarkeitserlass Barbarossa und den Kommissarbefehl im Verantwortungsbereich des OKW (Halder, Müller, Jodl, Warlimont u. a.) und der Wehrmacht vorgedacht und ausgearbeitet wurden.
Etliche andere Befehle der Führung forderten von der Truppe ein extrem hartes und teilweise völkerrechtswidriges Vorgehen. Beispiele hierfür sind der Befehl Keitels vom 16. September 1942, ein Befehl des Befehlshabers der Panzergruppe 4, Erich Hoepner, vom Mai 1941 oder Generalfeldmarschall von Mansteins vom 20. November 1941.

## Verbrecherische Befehle
Das OKW entwickelte mehrere Befehle, die in ihrer Eindeutigkeit nur als „verbrecherische Befehle“ bezeichnet werden können und allesamt auch nach damaligem Recht Aufforderungen zu Verbrechen bis hin zu Mord waren.

### Kommissarbefehl
Am 30. März 1941 wies Hitler auf einer Konferenz zur Vorbereitung des „Russlandkrieges“ (Unternehmen Barbarossa) die anwesenden Generäle an, die sowjetischen „Kommissare“ (Parteifunktionäre) nach Kriegsbeginn zu töten. Dieser Absicht folgend formulierten das OKW und die Rechtsabteilung des Oberkommandos des Heeres (OKH) entsprechende Befehle.
Der Kommissarbefehl des OKW vom 6. Juni 1941 befahl, „politische Kommissare jeder Art und Stellung“ – zivile sowjetische Parteifunktionäre und Führungsoffiziere in der Roten Armee – schon wegen des bloßen Verdachts von Widerstand oder Sabotage sofort auf dem Gefechtsfeld oder nach Gefangennahme hinzurichten:

„Diese Kommissare werden nicht als Soldaten anerkannt; der für Kriegsgefangene völkerrechtliche Schutz findet auf sie keine Anwendung.“

General Walter Warlimont, der die Ausführungsrichtlinien des Befehls im Auftrag des OKW unterzeichnete, bekräftigte, dass hier „eine Schonung und völkerrechtliche Rücksichtnahme“ falsch sei: „Sie sind daher, wenn im Kampf oder Widerstand ergriffen, grundsätzlich sofort mit der Waffe zu erledigen.“ Auch Generalleutnant Hermann Reinecke übernahm den Befehl für die ihm unterstehende Abteilung Kriegsgefangene im OKW mit einem Grundsatzbefehl vom 8. September 1941 dahingehend, dass der „Waffengebrauch gegenüber sowjetischen Kriegsgefangenen in der Regel als rechtmäßig gilt“, da die sowjetischen Gefangenen „jeden Anspruch auf Behandlung als ehrenhafter Soldat [...] verloren“ hätten.
Eine Meldung an die Einsatzgruppen stellte dazu fest, dies erleichtere die „Lösung der Judenfrage“. „Kommissar“ und „Jude“ wurden somit in der Praxis häufig gleichgesetzt. Bis Juli 1941 gab es dort jedoch nur niedere Ränge, sogenannte Politruks (Politarbeiter, Agitatoren). Nach Bekanntwerden des Befehls entfernten zudem viele sowjetische Führungsoffiziere ihre Abzeichen von den Uniformen und waren dann nicht mehr von einfachen Soldaten unterscheidbar.
Der Kommissarbefehl wurde den drei Wehrmachtteilen und den Oberbefehlshabern aller Armeen und Luftflotten schriftlich, von dort aus den meisten rangniederen Einheiten mündlich weitergegeben. Er stieß zwar in einigen Truppenteilen auf Widerspruch, wurde jedoch laut Aktenlage von bis zu 80 Prozent der deutschen Divisionen vollstreckt. Im Ergebnis führten deutsche Fronttruppen laut Aktenbelegen 4000 Exekutionen durch, die Gesamtopferzahl könnte aber auch im fünfstelligen Bereich liegen. Im Mai 1942 hob Hitler den Kommissarbefehl nach einer Bitte des OKH zur Überprüfung versuchsweise auf, um den feindlichen Widerstand aufzuweichen und eingeschlossene sowjetische Truppen eher zur Kapitulation zu bewegen. Danach wurde der Befehl nicht erneuert, jedoch für Juden unter den Rotarmisten bis zum Kriegsende weiter vollzogen.

### Kriegsgerichtsbarkeitserlass

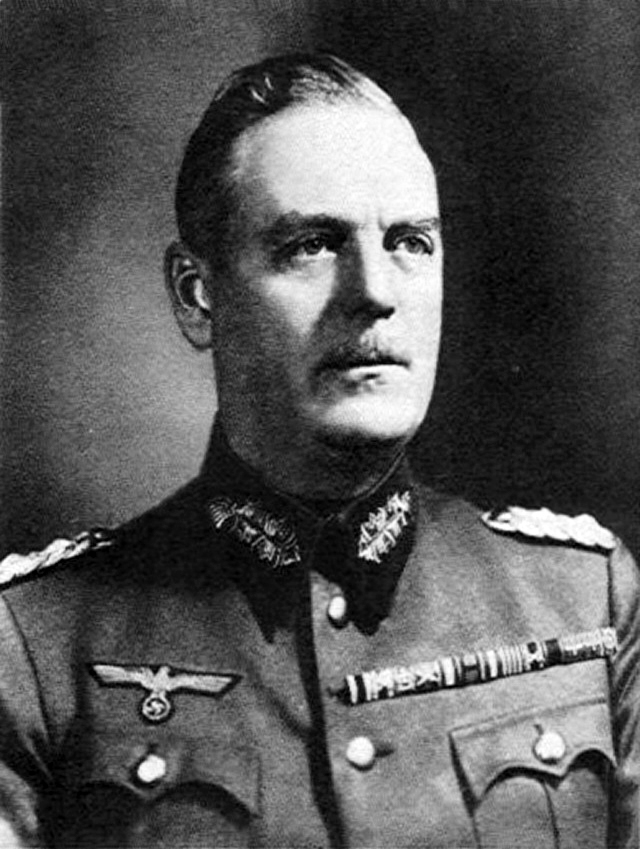
Generalfeldmarschall Wilhelm Keitel, Chef des Oberkommandos der Wehrmacht

Am 14. Mai 1941 erließ das OKW den von Generalfeldmarschall Wilhelm Keitel unterzeichneten Kriegsgerichtsbarkeitserlass. Dieser sah vor,
- Straftaten feindlicher Zivilpersonen der Zuständigkeit der Kriegsgerichte und Standgerichte „bis auf weiteres“ zu entziehen,
- Freischärler „durch die Truppe im Kampf oder auf der Flucht schonungslos zu erledigen“,
- auch „alle anderen Angriffe feindlicher Zivilpersonen […] auf der Stelle mit den äußersten Mitteln bis zur Vernichtung des Angreifers niederzumachen“.

Gemeint war, als Herkunft von Partisanen verdächtige Orte kollektiv zu bestrafen, etwa durch Niederbrennen, Töten und Deportieren der Einwohner. Ausdrücklich verboten wurde, „verdächtige Täter zu verwahren, um sie […] an die Gerichte weiterzugeben“. Damit entzog der Erlass als Partisanen verdächtigten Zivilisten von vornherein jeden Rechtsschutz und erlaubte beziehungsweise befahl den Truppeneinheiten Lynchjustiz und Kollektivgewalt an der sowjetischen Zivilbevölkerung. Zugleich entzog er den Militärgerichten die gesetzliche Pflicht zur Strafverfolgung der Täter außer bei exzessiven Vergewaltigungen.

### Sühnebefehl
Mit dem Sühnebefehl vom 16. September 1941 erging vom OKW die Weisung an die Truppe, für jeden aus dem Hinterhalt getöteten Soldaten 50 bis 100 Zivilpersonen zu töten. Zu diesem Zweck wurden vorsorglich Zivilisten (vorrangig Kommunisten, Juden und „Zigeuner“) als Geiseln interniert.

### Nacht- und Nebelerlass
Mit dem Nacht- und Nebelerlass vom 7. Dezember 1941 gab das OKW die geheime Anweisung, des Widerstands verdächtigte Personen aus Frankreich, Belgien, Holland und Norwegen bei Nacht und Nebel ohne Militärgerichtsverfahren nach Deutschland an einen geheimen Ort zu verschleppen. Davon versprach sich die Wehrmachtsführung einen größeren Abschreckungseffekt.

### Kommandobefehl

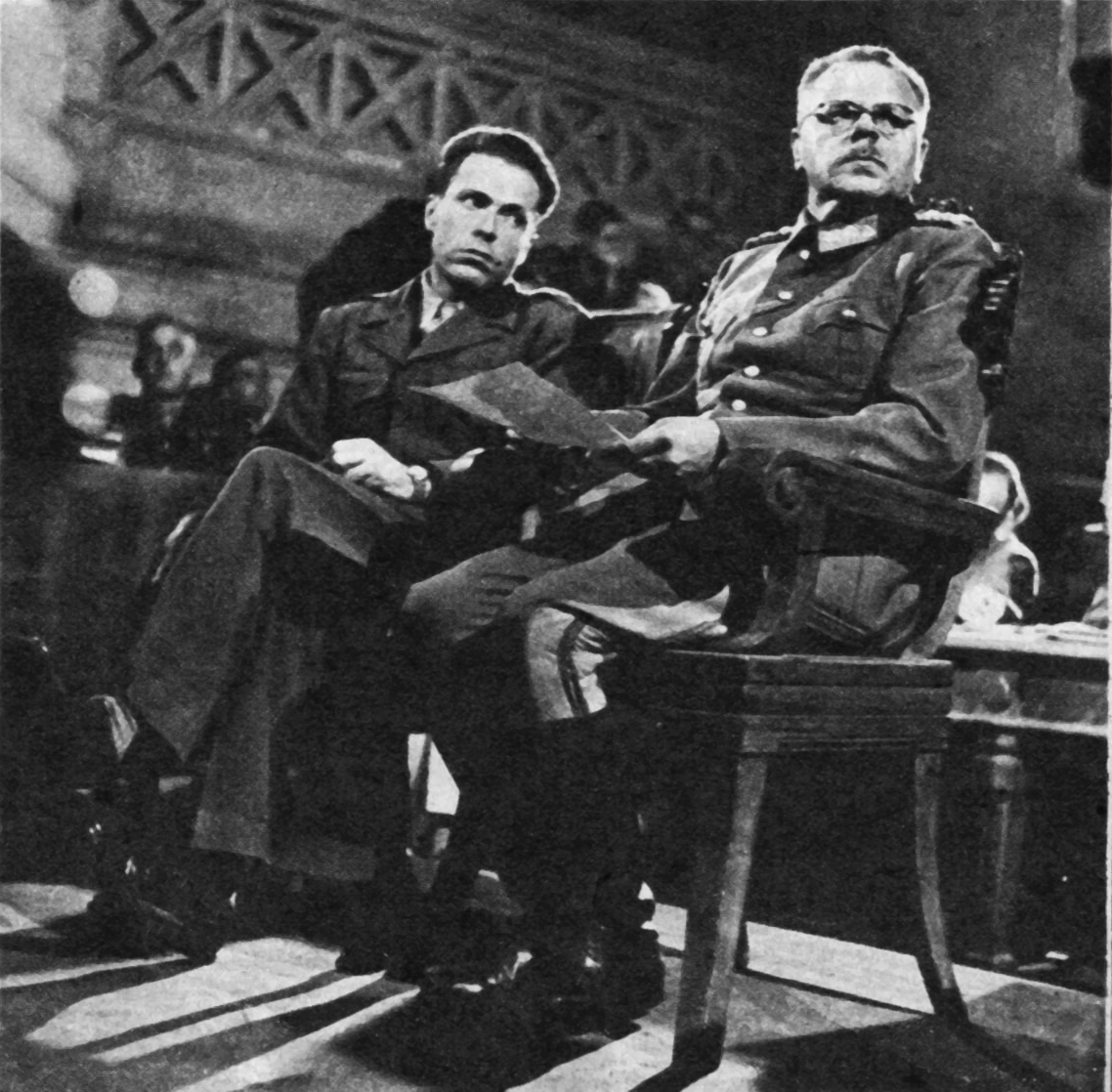
General Anton Dostler angeklagt wegen Mordes an Kommandosoldaten, Caserta, 1945

Mit dem Kommandobefehl vom 18. Oktober 1942 erging über das OKW die Weisung als Geheime Kommandosache an die Truppe, Angehörigen alliierter Kommandoeinheiten sei jeder Pardon zu verweigern. Sollte die Wehrmacht lebende Gefangene erhalten, wären sie zur Liquidierung an den Chef der Sicherheitspolizei und des SD zu übergeben.

### Kugel-Erlass
Mit dem Kugel-Erlass des OKW vom März 1944 erging ein Geheimbefehl mit der Weisung, wiedergefangene Offiziere und höhere Unteroffiziere nach ihren Fluchtversuchen an den Chef der Sicherheitspolizei und des SD zu übergeben. Diese Kriegsgefangenen kamen dann in das KZ Mauthausen, wo sie systematisch ermordet wurden.

## Zahlen

### Täter
Die Anteile einfacher Wehrmachtsoldaten im Ostheer an den Verbrechen sind ebenso wie die Kriterien für ihre Beteiligung umstritten. Schätzungen reichen von unter fünf Prozent bis zu achtzig Prozent.
Juristisch wurden 0,05 Prozent der Wehrmachtssoldaten von deutschen und alliierten Gerichten wegen Kriegsverbrechen oder Beteiligung am Holocaust verurteilt. In diese Zahl eingeschlossen sind auch die Massenurteile der sowjetischen Gerichtsbarkeit aus der unmittelbaren Nachkriegszeit, von denen die meisten Anfang der 1990er Jahre von der Militärstaatsanwaltschaft der Russischen Föderation als unbegründet aufgehoben wurden.

### Opfer
Der Kommissarbefehl führte zu einigen Tausend Todesopfern. Der Befehl zur Auslieferung von jüdischen und politischen Kriegsgefangenen an den SD führte zu nachgewiesenen 140.000 Opfern. Schätzungen veranschlagen jedoch bis zu 600.000 Opfer.
Über die Anzahl der Partisanen und der gegen sie eingesetzten deutschen Truppen, die Verluste auf beiden Seiten sowie die Opfer unter der Zivilbevölkerung kann, nicht nur für die östlichen Kriegsschauplätze, wegen stark voneinander abweichender Schätzungen kaum etwas Präzises ausgesagt werden.
Insgesamt starben nach einer Schätzung von Christian Streit 3,3 Millionen sowjetische Kriegsgefangene, das sind 57 Prozent aller in deutsche Kriegsgefangenschaft geratenen Rotarmisten. Nach Angaben von David J. Dallin verstarben sogar 3,7 Millionen bzw. 63 %. Zwei Millionen waren bereits vor dem Frühjahr 1942 tot, weil sie nicht schonend behandelt werden sollten und ihre Aufnahme in Lagern mangelhaft oder gar nicht vorbereitet worden war. Das Massensterben ging zurück, als man die Kriegsgefangenen der Sowjets als Arbeitskraft benötigte, aber erst ab Juli 1944 wurden sie wie westliche Gefangene versorgt. Nach der Quellenlage lässt sich die Frage, wie „Absicht oder Notstand“ zusammenwirkten, zwar nicht abschließend, aber dahingehend beantworten, dass sich ein erheblicher Teil der Truppenführer die ideologischen Vorgaben der politischen Führung zu eigen gemacht hatte. Bei englischen und amerikanischen Kriegsgefangenen betrug die Todesrate etwa 3,5 Prozent.

## Osteuropa

### Polen
Adolf Hitler machte den Heeresgruppenführern und Armeeführern auf dem Obersalzberg am 26. August 1939 klar, dass ein militärischer Sieg im vorbereiteten Überfall auf Polen nicht ausreiche. Vielmehr komme es „auf die Beseitigung der lebendigen Kräfte“ an, um das zu erobernde Gebiet für das deutsche „Volk ohne Raum“ zu sichern. Dazu vereinbarten Reinhard Heydrich und Eduard Wagner, Generalquartiermeister des Heeres, schriftlich, dass „rückwärts der fechtenden Truppe“ sogenannte Einsatzgruppen aus SS, Sicherheitspolizei und SD die „Bekämpfung aller reichs- und deutschfeindlichen Elemente“ wahrnehmen sollten. Aus dem Vorgehen im Reich war bekannt, dass darunter vor allem Juden und Kommunisten zu verstehen waren. Die Wehrmachtführung trat ihre nach der Haager Landkriegsordnung gegebene Verantwortung für die besetzten Gebiete und deren Zivilbevölkerung also an die Kräfte ab, die bereits im Reich mit den rassenpolitischen Säuberungen beschäftigt waren.

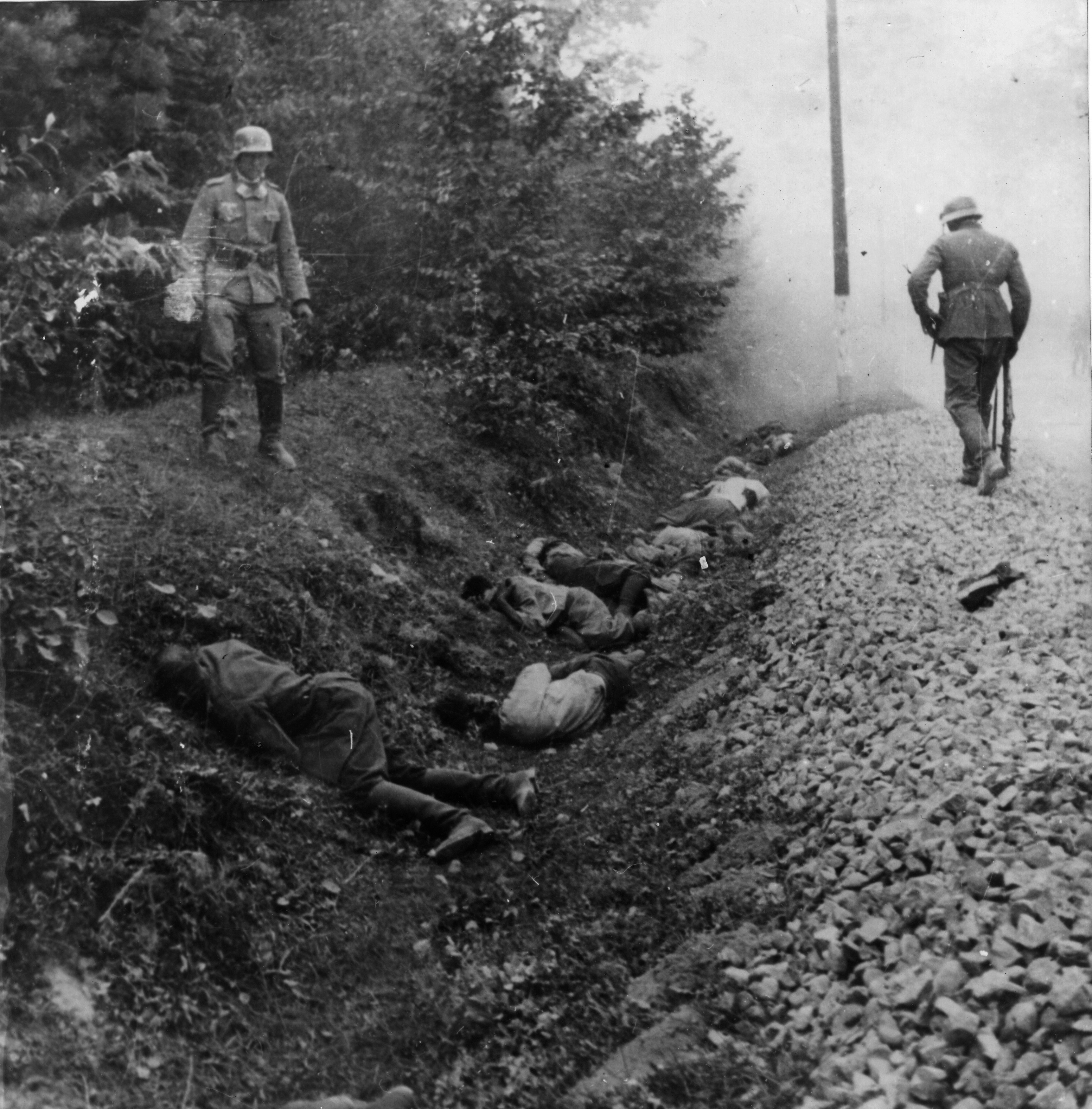
Vom Infanterieregiment 15 (mot.) erschossene polnische Kriegsgefangene in Ciepielów (9. September 1939)

Das Oberkommando der Wehrmacht (OKW) und des Heeres (OKH) vertraten die Notwendigkeit dieser Vereinbarung aktiv gegenüber dem Offizierskorps. Walther von Brauchitsch bot Himmler Unterstützung bei ihrer Erklärung an; einzelne Generale wie Walter von Reichenau, Erich von Manstein und andere waren für die propagandistische Indoktrination der Truppenkommandeure zuständig. Diese und die unmittelbar Ausführenden blieben nach geltendem Recht jedoch verantwortlich für ihre Taten. Das Militärstrafgesetzbuch (MStGB), die Kriegsstrafverfahrensordnung (KStVO) und die Kriegssonderstrafrechtsverordnung (KSSVO) bedrohten Vergehen gegen die „Manneszucht“, das heißt insbesondere Plünderung und Übergriffe gegen die Zivilbevölkerung, mit Festungshaft oder Todesstrafe. Allerdings setzten der Kriegsgerichtsbarkeitserlass und andere Verordnungen diese Gesetze faktisch außer Kraft.
Angeknüpft wurde an eine traditionelle, am „Kriegszweck“ orientierten Abwertung des Kriegsvölkerrechts. Der Oberbefehlshaber des Heeres, Walther von Brauchitsch, verfügte am 12. September 1939 mit einer „Verordnung über Waffenbesitz“, dass die Gebiete westlich von San, Mittellauf Weichsel und nördlich des Narew nicht mehr als Kampfgebiet anzusehen seien. Tausende versprengter polnischer Soldaten, die sich noch in diesen Gebieten aufhielten und als Kombattanten mit dem Recht zu kämpfen bzw. Waffen zu tragen hätten angesehen werden müssen, wurden dadurch zu Freischärlern, Räubern und Banditen erklärt. Damit wurden Massaker wie die Erschießung Hunderter solcher polnischen Soldaten am 8. September im Wald bei Ciepielów legitimiert.
Gemäß der vereinbarten Aufgabenteilung sorgte die Wehrmacht für Unterkünfte, Versorgung und Kraftfahrzeuge der Einsatzgruppen, die in und nach dem Überfall auf Polen bis Ende 1939 etwa 60.000 polnische Intellektuelle, darunter 7.000 Juden, ermordeten. Die Wehrmachtführung blieb in diese letalen Tätigkeiten eingebunden. Mehr als 3.000 polnische Soldaten wurden abseits der Kampfhandlungen von deutschen Soldaten ermordet. Zwischen dem 1. September und dem 25. Oktober 1939 wurden über 16.000 Zivilisten hingerichtet. Es ist davon auszugehen, dass zumindest während des deutschen Einmarsches mehr als die Hälfte der Opfer auf das Konto der Wehrmacht gingen. Historiker wie Gerd R. Ueberschär kommen daher zu dem Ergebnis: „Die Wehrmacht war bereits in Polen erheblich in die NS-Verbrechen verstrickt.“ Bis Februar 1940 erhoben Vertreter der Heeresführung wie Generaloberst Johannes Blaskowitz bei Brauchitsch zwar Vorwürfe gegen das Vorgehen von Polizei- und SS-Verbänden, fanden dort aber kein Gehör mehr. Mit seinem Befehl „Heer und SS“ vom 7. Februar 1940 betonte Brauchitsch vielmehr die Notwendigkeit der von Hitler „für die Sicherung des deutschen Lebensraumes“ angeordneten „Lösung volkspolitischer Aufgaben“, die „zwangsläufig“ zu sonst ungewöhnlichen, harten Maßnahmen gegen die polnische Bevölkerung geführt habe.
Durch den geheimen Gnadenerlass nach dem Polenfeldzug wurden deutsche Straftaten auf polnischem Gebiet am 4. Oktober 1939 amnestiert.

### Tschechoslowakei
Nach dem Münchner Abkommen wurde durch die Zerschlagung der Rest-Tschechei der Tschechische Landesteil der Tschechoslowakei völkerrechtswidrig durch die Wehrmacht besetzt. Nach dieser Annexion wurde das unter deutscher Verwaltung stehende Reichsprotektorat Böhmen und Mähren errichtet. Aus dem slowakischen Landesteil wurde der Slowakische Staat, ein vom Deutschen Reich kontrollierter Satellitenstaat. Mit diesem Vorgehen brach Adolf Hitler sein Versprechen, nach der Angliederung des Sudetenlandes keine weiteren Gebietsansprüche an die Tschechoslowakei zu stellen.
Aufgrund der nach der Annexion geschaffenen Deutschen Gerichtsbarkeit war die Rechtsgrundlage für die Verfolgung von Minderheiten und Andersdenkenden geschaffen.

### Sowjetunion

#### Kriegs- und Versorgungsplanung
Einen Vernichtungskrieg gegen die Sowjetunion hatte Hitler seit 1924 öfter angekündigt. Er begründete ihn in seiner Programmschrift Mein Kampf (1925) mit zwei angeblich unumgänglichen Zielen: der Eroberung von „Lebensraum im Osten“ und der Zerschlagung des „Bolschewismus“, also des sowjetischen Staats- und Gesellschaftssystems bzw. des „jüdischen Bolschewismus“, dessen Vertreter in der NS-Propaganda mit dem „Weltjudentum“ als Hauptfeind der „arischen Rasse“ gleichgesetzt wurden.
In einem Vortrag am 30. März 1941 bezeichnete er den kommenden Russlandkrieg vor etwa 250 Generälen der Wehrmacht als „Kampf zweier Weltanschauungen“ und verlangte, „von dem Standpunkt des soldatischen Kameradentums abzurücken“.
Bereits vor den ersten Kampfhandlungen und der Verabschiedung völkerrechtswidriger Befehle skizzierte Generaloberst Georg von Küchler am 25. April 1941 vor Divisionskommandeuren Prämissen für den Krieg gegen die Sowjetunion. Zunächst führte er vor den Anwesenden aus, dass die bestätigten Planungen für den Angriff auf die Sowjetunion sowie die besprochenen Details der Durchführung der Geheimhaltung unterlägen. Sodann führte er aus:

„Sollten die Einwohner (Anm.: Russlands) sich am Kampf gegen uns beteiligen, […], so werden sie als Franc-tireurs behandelt und den entsprechenden harten Strafen zugeführt. […] Die politischen Kommissare und GPU-Leute sind Verbrecher. […] Sie sind kurzerhand vor ein Feldgericht zu stellen.“

In einem weiteren Befehl vom 28. April 1941 verfügte der OBdH Generalfeldmarschall Walther von Brauchitsch „Regelungen für den Einsatz der Sicherheitspolizei und des SD im Verbande des Heeres“. Hier heißt es:

„Die Sonderkommandos der Sicherheitspolizei und des SD führen ihre Aufgaben in eigener Verantwortlichkeit durch. Sie sind den Armeen hinsichtlich Marsch, Versorgung und Unterbringung unterstellt. […] Für die zentrale Steuerung dieser Kommandos wird im Bereich jeder Armee ein Beauftragter des Chefs der Sicherheitspolizei und des SD eingesetzt.“

Das OKW plante das „Unternehmen Barbarossa“ als weiteren Blitzkrieg. Um einer nun aufgrund der seit September 1939 andauernden Kriegführung drohenden Unterversorgung mit Lebensmitteln entgegenzuwirken, wollte man ab dem Kriegsjahr 1941/42 alle deutschen Truppen und Teile der deutschen Zivilbevölkerung während der gesamten weiteren Kriegsdauer auf Kosten der Einheimischen aus den eroberten sowjetischen Gebieten ernähren. Dazu beschloss das Wirtschaftsrüstungsamt des OKW in einer Besprechung von General Georg Thomas mit den Staatssekretären der kriegswirtschaftlich bedeutsamen Ressorts am 2. Mai 1941:

„1. Der Krieg ist nur weiter zu führen, wenn die gesamte Wehrmacht im 3. Kriegsjahr aus Russland ernährt wird.

2. Hierbei werden zweifellos zig Millionen Menschen verhungern, wenn von uns das für uns Notwendige aus dem Land herausgeholt wird.

3. Am wichtigsten ist die Bergung und Abtransport von Ölsaaten, dann erst Getreide. Das vorhandene Fett und Fleisch wird voraussichtlich die Truppe verbrauchen.“

Auf der Basis dieses Hungerplans begrenzte das OKW die Lebensmittelvorräte des deutschen Heeres für den Russlandfeldzug auf wenige Wochen. Für die weitere Versorgung sollten die fruchtbaren südrussischen Schwarzerdegebiete vom Norden abgeriegelt und alle Lebensmitteltransporte dorthin unterbunden werden. Damit wurde der Tod zahlloser Russen, Ukrainer und Weißrussen von vornherein in Kauf genommen. Im Kriegsverlauf gab das OKW bestimmte sowjetische Landstriche zur Plünderung frei, darunter Charkow, Städte im Donezbecken, auf der Krim und vor Leningrad. Schon im Winter 1941/42 setzte in vielen größeren Städten ein Massensterben ein. In der Folge „starben die schwächsten der Stadteinwohner, also Kinder, Alte und Personen ohne Familienanhang, monatlich zu Zehntausenden“. Erst durch die Verschleppung vieler Einwohner als Zwangsarbeiter besserte sich die Lage im Folgewinter etwas.

#### Partisanenbekämpfung

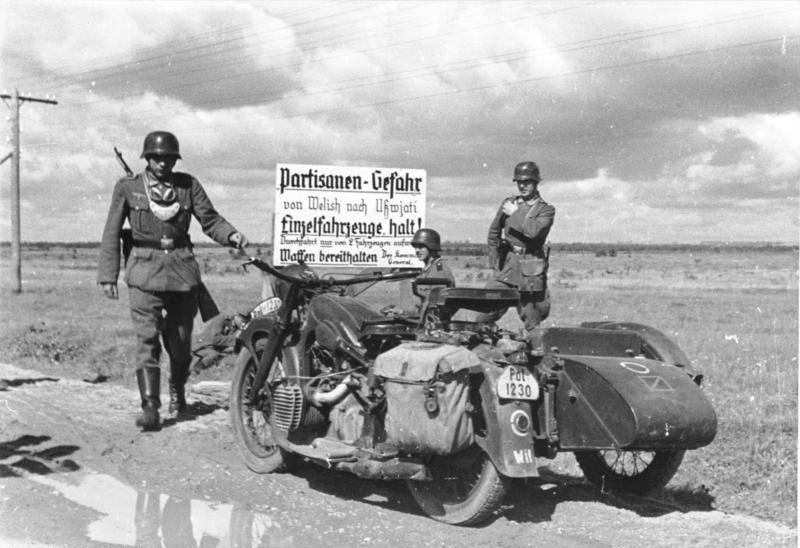
Feldgendarmerie in einem sowjetischen Partisanengebiet

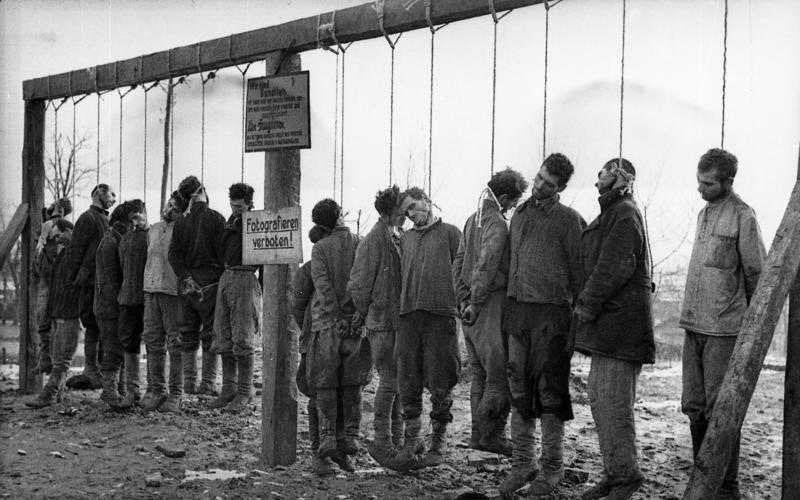
Hinrichtung gefangener sowjetischer Partisanen, Januar 1943

Ab 1942 wurde der Widerstand sowjetischer Partisanen im rückwärtigen Raum für die Wehrmacht zunehmend zu einer ernsthaften Bedrohung, welche sie vor dem Krieg in den Planungen nicht beachtet und lange unterschätzt hatte. Der Kampf zwischen Wehrmacht und Partisanen wurde ab 1942 von beiden Seiten mit unerbittlicher Härte und verbrecherischen Handlungen gegen den Gegner sowie die Zivilbevölkerung geführt.
Am 14. Mai 1941 erließ das OKW den von Generalfeldmarschall Wilhelm Keitel unterzeichneten Kriegsgerichtsbarkeitserlass. Dieser sah unter anderem vor, Partisanen „durch die Truppe im Kampf oder auf der Flucht schonungslos zu erledigen“, auch „alle anderen Angriffe feindlicher Zivilpersonen […] auf der Stelle mit den äußersten Mitteln bis zur Vernichtung des Angreifers niederzumachen“.
Einen eindeutigen rechtlichen Status für Partisanen kannte das damalige Völkerrecht nicht, so dass diese nur bei Tragen eines bleibenden und von weitem erkennbaren Zeichens, dem offenen Tragen der Waffen, der Beachtung der Gesetze und Gebräuche des Krieges und Existenz eines verantwortlichen Anführers als Kriegsgefangene galten. Zudem war die Hinrichtung gefangener irregulärer Kämpfer vom damals geltenden Kriegsrecht (Haager Landkriegsordnung von 1907) unter gewissen Umständen gestattet. Zumindest die ersten beiden Punkte sowie Punkt vier trafen auf viele der sowjetischen Partisanen häufig nicht zu. Wie selbst die französische Anklage und amerikanische Richter in Nürnberg urteilten, stellte allein die Erschießung gefangener Partisanen – selbst ohne Gerichtsverfahren – noch kein Kriegsverbrechen dar. Auch seien Geiselerschießungen und Repressalien im „angemessenen Rahmen“ nach damaligem Kriegsrecht nicht generell verboten, allerdings auch nicht ausdrücklich erlaubt, gewesen.
Allerdings gehörte zu den notwendigen rechtlichen Voraussetzungen derartiger Tötungen unter anderem das Verbot, Geiseln ohne richterliches Verfahren, aus Rache oder aus Gründen militärischer Zweckmäßigkeit zu töten. Weiter musste verpflichtend nachgewiesen werden, dass die Täter selbst nicht gefasst werden konnten, eine Beteiligung der Bevölkerung an der zu sühnenden Widerstandsaktion gegeben war und dass keine Möglichkeit der Wiederherstellung von Ruhe und Ordnung durch andere Maßnahmen mehr bestand. Vor allem musste die Anzahl der getöteten Geiseln verhältnismäßig sein. „Sühnemaßnahmen“ und Geiselerschießungen mit exzessiv festgelegten Quoten, wie 100 getötete Geiseln – unter ihnen auch Frauen und Kinder – auf einen getöteten Deutschen, waren daher eindeutig nicht rechtens und als Kriegsverbrechen einzustufen. Ferner waren erhebliche Verstöße gegen die Menschenrechte, wie etwa besonders grausame Handlungen oder die Tötung von Kindern, eindeutige Kriegsverbrechen. Daher stellten viele Massaker der deutschen Partisanenbekämpfung auch nach damaligem Recht keine Kriegshandlungen, sondern schwere Kriegsverbrechen dar.

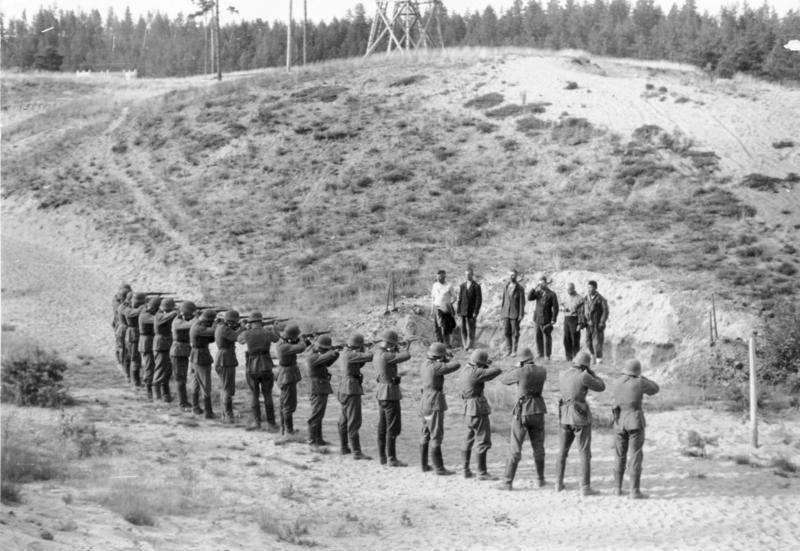
Deutsche Soldaten erschießen im September 1941 in der Sowjetunion als Partisanen bezeichnete Männer (Aufnahme einer Propagandakompanie).

Insofern überschritt die Wehrmacht den schon relativ weiten Spielraum der legalen Partisanenbekämpfung sehr häufig in exzessiver und somit verbrecherischer Weise. Es wurden häufig nicht nur Partisanen, sondern auch vorgebliche „Partisanenhelfer“ und „Partisanenverdächtige“ ungeprüft und relativ wahllos liquidiert. Die Partisanenbekämpfung betraf zunehmend mit der Partisanentätigkeit in keinem Zusammenhang stehende Personen, Ortschaften und Bevölkerungsgruppen. Die jüdische Bevölkerung wurde pauschal mit „dem Partisanen“ gleichgesetzt bzw. als dessen Helfer eingestuft und ermordet. Ferner ist anzumerken, dass trotz Josef Stalins Aufruf zum Partisanenkampf vom 3. Juli 1941 selbiger lange nicht in Schwung kam und es sich bei im rückwärtigen Heeresgebiet aufhaltenden Rotarmisten meist um unorganisierte Soldaten handelte, welche sich oft nur aus Angst vor den Deutschen versteckten.
Die deutsche Taktik, auf sogenannten „Rollbahnen“ vorzurücken, diese für den Nachschub zu schützen und dabei gleichzeitig weiträumige Landstriche von der Größe beispielsweise des Saarlands seitlich undurchkämmt liegen zu lassen, führte zu der grotesken Situation, dass es bis Ende 1942, Anfang 1943 immer noch Gebiete gab, die keinen deutschen Soldaten, Polizisten oder Verwaltungsbeamten gesehen hatten.
In Hinsicht auf die „Bekämpfung“ dieser Personen spricht Hannes Heer für den Zeitraum 1941 bis 1942 sogar von einem „Partisanenkampf ohne Partisanen“. Lutz Klinkhammer dagegen wertet den Partisanenkrieg der Wehrmacht weder als Mythos noch als Chiffre für den Massenmord, aber auch nicht als ausschließlich militärische Angelegenheit. Er stellte eine Mischform zwischen Kampfhandlungen und Mordaktionen an der Zivilbevölkerung dar.
Der Sühnebefehl des OKW vom 16. September 1941 besagte, dass für jeden ermordeten Deutschen bis zu 100 Geiseln und für jeden Verwundeten bis zu 50 Geiseln zur Sühne erschossen werden sollten. Basierend darauf hatte der Wehrmachtbefehlshaber Südost am 19. März 1942 Weisung an seine Truppenkommandeure „betreffend Bekämpfung von Aufständischen“ erlassen. Die von Jodl unterzeichnete „Kampfanweisung für die Bandenbekämpfung im Osten“ vom 11. November 1942 fasste alle vorherigen Einzelverfügungen zusammen und forderte unerbittliche Härte auch gegen Frauen und Kinder ein. Im Zentrum dieser sog. Partisanenbekämpfung stand das deutsch besetzte Weißrussland mit 345.000 Todesopfern, davon 90 Prozent Zivilisten. Eine dieser Großaktionen, bei denen es vordergründig darum ging, der Partisanentätigkeit durch Verwüstung des Hinterlandes die Grundlage zu entziehen, stellte das Unternehmen Cottbus im Mai/Juni 1943 dar, bei dem die Kampfgruppe von Gottberg mit der 286. Sicherungs-Division der Wehrmacht kooperierte, die ca. 20.000 Menschen das Leben kostete. Dabei fiel neben den eingesetzten SS-Kräften auch die 286. Sicherungsdivision durch ihre „Brutalität des Vorgehens“ auf.
Dass die Partisanenbekämpfung schon 1941 auch als ein willkommener Vorwand für die Ausrottungspolitik gesehen wurde, belegt folgende Aussage Hitlers aus einer geheimen Besprechung mit führenden NS-Funktionären: „Die Russen haben jetzt einen Befehl zum Partisanen-Krieg hinter unserer Front gegeben. Dieser Partisanenkrieg hat auch wieder seinen Vorteil: er gibt uns die Möglichkeit, auszurotten, was sich gegen uns stellt.“

#### Behandlung der Kriegsgefangenen
Zur verbrecherischen Behandlung von Kriegsgefangenen gab es die folgenden teilweise geheimen Anordnungen:
- Kommissarbefehl; im Einvernehmen mit dem Chef des Allgemeinen Wehrmachtsamtes General Hermann Reinecke und dem Chef der Kriegsgefangenenlager der Wehrmacht Oberst Breyer erließ Heydrich den Einsatzbefehl Nr. 8 vom 17. Juli 1941. Am 21. Juli folgte der Einsatzbefehl Nr. 9, der das Reichsgebiet einbezog.[65][66] In jedem Kriegsgefangenenlager und Durchgangslager sollten die „in politisch, krimineller oder sonstiger Hinsicht untragbare[n] Elemente“ durch ein Kommando von SS- und SD-Mitarbeitern herausgefiltert werden. Ausfindig gemacht werden sollten Funktionäre der Komintern, maßgebende Parteifunktionäre, Volkskommissare, alle ehemaligen Polit-Kommissare der Roten Armee, Intelligenzler, Juden und fanatische Kommunisten sowie „unheilbar Kranke“ zur Exekution außerhalb der Kriegsgefangenenlager.
- Der Kommandobefehl sah die Exekution von gefangenen Kommandosoldaten vor, gleichgültig ob sie Uniform trugen oder nicht.
- Der Kugel-Erlass sah die Exekution von geflohenen Offizieren und ranghöheren Unteroffizieren vor.

Einzelne deutsche Oberbefehlshaber ließen auch andere gefangene Rotarmisten ermorden, darunter weibliche Offiziere, die als besonders fanatisch galten, obwohl sie faktisch nur zu Hilfsdiensten eingesetzt wurden. In Weißrussland drohte man versprengten Rotarmisten mit Erschießung, falls sie sich nicht freiwillig in einer gesetzten Frist gefangen nehmen ließen.
Die meisten sowjetischen Gefangenen wurden zuerst von Sammelstellen in Durchgangslager im Operationsgebiet, von dort in Stamm- oder Offizierslager im Hinterland – u. a. in der Ukraine, Polen, Österreich, Rumänien und im Deutschen Reich – gebracht. Vielfach mussten sie die Wege in Fußmärschen zurücklegen; dabei ermordeten die Begleitmannschaften die erschöpft Zurückbleibenden zu Tausenden, z. B. nach der Kesselschlacht von Kiew (ca. 1.000) und im Raum Wjasma–Brjansk (ca. 4.000). Genaue Zahlen kann die Forschung hier nicht mehr ermitteln.

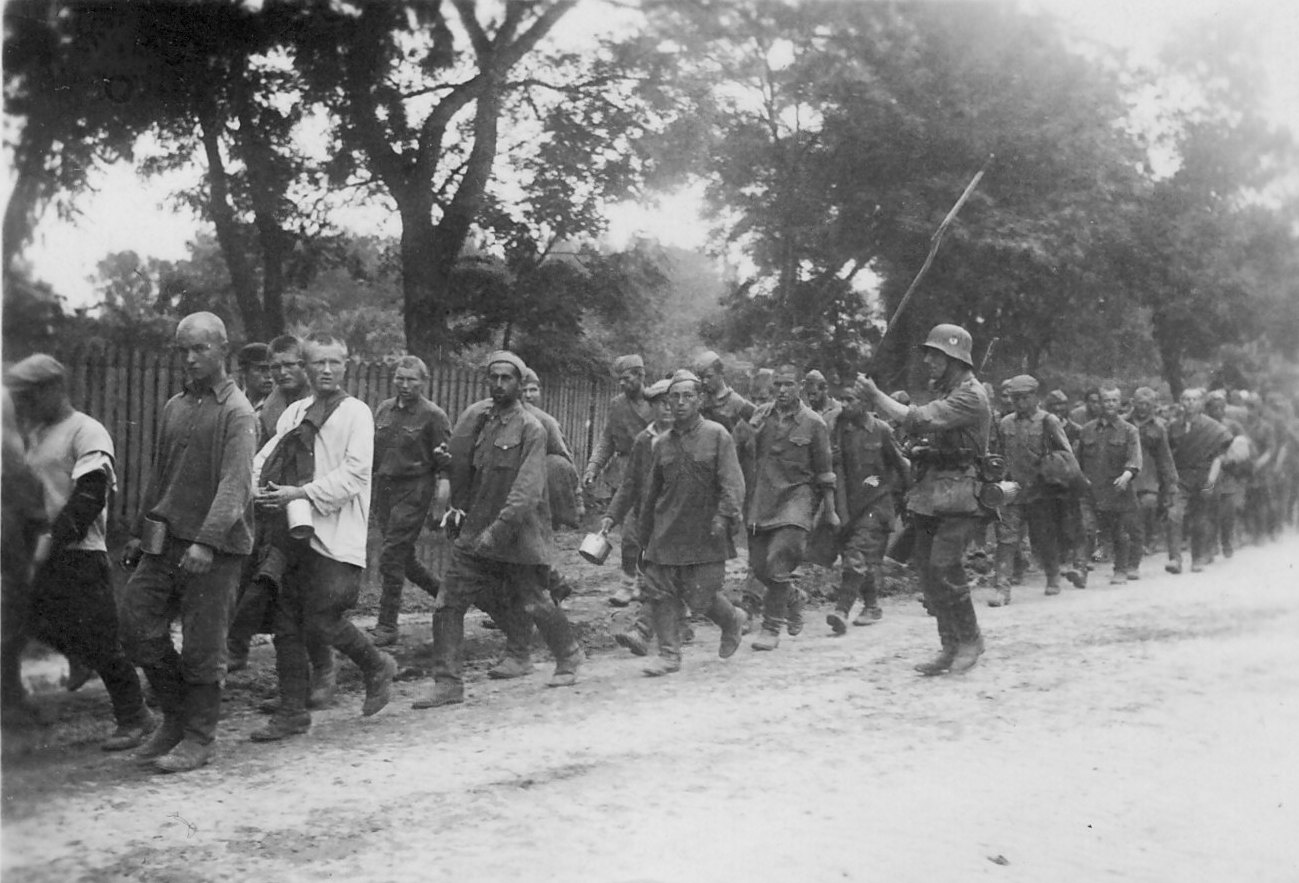
Kolonne sowjetischer Kriegsgefangener (1941)

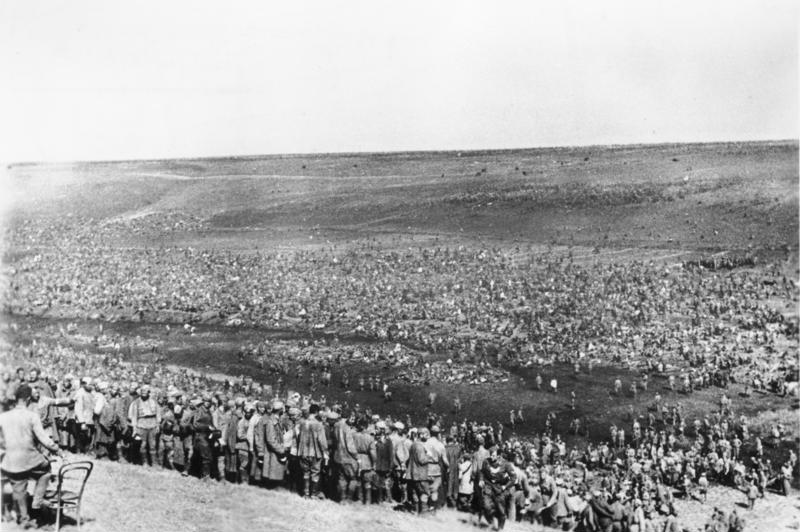
Gefangene Rotarmisten im Lager (1942)

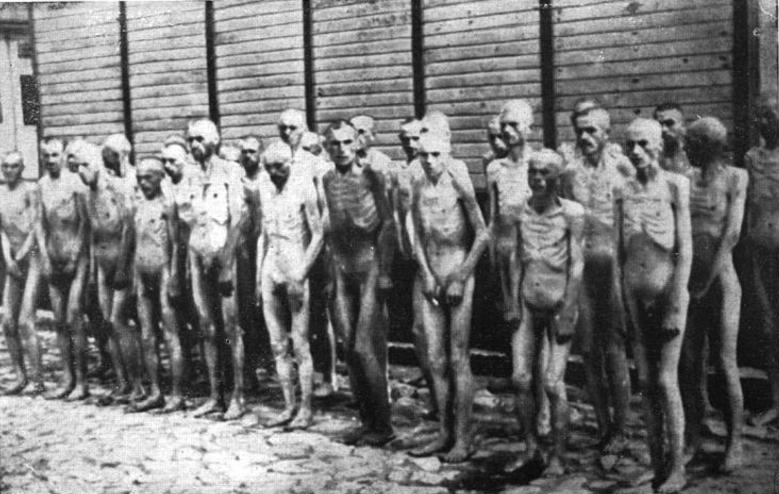
Ausgehungerte sowjetische Kriegsgefangene im KZ Mauthausen, Bundesarchiv

In vielen Lagern wurden die Ankömmlinge sich selbst überlassen, mussten unter freiem Himmel oder in selbstgegrabenen Erdhöhlen wohnen, erhielten zu wenig Nahrung und keine oder kaum ärztlich-medizinische Versorgung. Bis September 1941 waren die Tagesrationen noch relativ ausreichend, danach kürzten die Militärspitzen die Zuteilungen erheblich. Die Gründe dafür waren der unerwartet ausgebliebene Blitzsieg, der mangelnde Nachschub für das eigene Heer, das in den eroberten Gebieten zu wenig Lebensmittel vorfand, mangelnde Transportkapazitäten und eine speziell Ende 1941 einsetzende allgemeine Versorgungskrise, der bevorstehende Winter und Hitlers anfängliches Verbot, sowjetische Gefangene ins Reich zu transportieren.
Selbstgeschaffene kriegswirtschaftliche Sachzwänge führten dazu, dass die für die Ernährung Verantwortlichen sich fast ausschließlich auf die Versorgung der eigenen Truppe konzentrierten, wobei die Inkaufnahme des Hungertodes der Gefangenen durch die Brutalisierung des Krieges und ideologische Einflüsse begünstigt wurde und „in den Monaten Oktober 1941 bis Januar 1942 mit der Transport- und Versorgungskrise der Wehrmacht zusammenfiel“.
Diese selbstgeschaffenen Sachzwänge, die eine Versorgung der Gefangenen unmöglich machten, waren strukturell dadurch bedingt, dass das OKW im März 1941, als es mit den Versorgungsplanungen begann, zwar „zwei bis drei Millionen sowjetische Kriegsgefangenen“ erwartete, aber „kurz vor Angriffsbeginn die Entscheidung fiel, keine sowjetischen Kriegsgefangenen nach Deutschland zu verbringen“. So entstand ein vom bisherigen Organisationsschema abweichendes Lagersystem. Bis Mitte Dezember gerieten „rund 3,35 Millionen Rotarmisten in deutschen Gewahrsam“, die langfristig in provisorischen „Durchgangs-“ und „Stammlagern“ untergebracht wurden. Weder waren die Ressourcen noch die organisatorischen Voraussetzungen vorhanden, um diesen Menschen die ihnen völkerrechtlich zustehende Versorgung angedeihen zu lassen. Oftmals standen nicht einmal abgesperrte Bereiche (provisorische Lager) zur Verfügung, so dass man die Gefangenen mit einfachen Postenketten sicherte und erfrieren oder verhungern ließ.
Hermann Göring wollte die Stimmung der deutschen Bevölkerung nicht durch das Ausbleiben von Getreidelieferungen gefährden und behauptete wahrheitswidrig am 16. September 1941, man sei bei der Verpflegung der bolschewistischen Gefangenen im Gegensatz zur Verpflegung anderer Gefangener „an keine internationalen Verpflichtungen gebunden“:

„Ihre Verpflegung kann sich daher nur nach den Arbeitsleistungen für uns richten.“

Tatsächlich galt Artikel 82 des Genfer Abkommens von 1929, das Deutschland 1934 unterzeichnet hatte, auch für Feindstaaten, die dem Vertrag nicht beigetreten waren. Doch Anfang Oktober 1941 verfügte Generalquartiermeister Eduard Wagner:

„Nichtarbeitende Kriegsgefangene in den Gefangenenlagern haben zu verhungern. Arbeitende Kriegsgefangene können im Einzelfalle auch aus Heeresbeständen ernährt werden.“

Damit erhielten gerade die schon geschwächten, arbeitsunfähigen Rotarmisten, deren Anteil in den Folgemonaten sprunghaft anstieg, nicht mehr genug tägliche Nahrung. Die Folgen zeigten sich vor allem in den Stammlagern: Von Oktober 1941 bis Mai 1942 starben wahrscheinlich bis zu zwei von 3,7 Millionen sowjetischen Kriegsgefangenen, mindestens 850.000 davon in der Obhut des Heeres vor Verlegung in das Hinterland. Eine angeordnete leichte Anhebung der Nahrungsrationen im Dezember 1941 kam zu spät und wurde vielfach nicht umgesetzt. Auch im folgenden Kriegswinter starben weitere Hunderttausende durch menschenunwürdige Behandlung beim Transport und im Lager, kriminellen Entzug von Nahrung, Unterbringung und Krankenpflege sowie inhumanen Arbeitszwang. Unter den Todesopfern waren auch viele sowjetische Zivilisten, Angehörige von Milizen, Bautrupps und Rekruten. Die Gesamtzahl der indirekt ermordeten Lagerinsassen wird auf etwa drei Millionen geschätzt. Hauptverantwortlich für das Massensterben mit genozidalem Ausmaß war das Allgemeine Wehrmachtamt unter Hermann Reinecke, das die Verteilung und Versorgung der Kriegsgefangenen organisierte.
Ausnahmeregeln zur Entlassung für hilfswillige Ukrainer, Balten, Angehörige von Turkvölkern und Sowjetdeutsche bei guter Führung und Wohnort in Lagernähe galten nicht für „Slawen“. Einzelne Lagerkommandanten versuchten zwar, übermäßige Arbeitskraftverluste und Seuchen aufzufangen und zusätzliche Lebensmittel zu beschaffen, hinderten aber zugleich die örtliche Bevölkerung mit Schusswaffengewalt, den Verhungernden durch den Lagerzaun Nahrung zuzustecken.
Zudem wählten die Lageroffiziere mit Hilfe von Spitzeln und Denunziationen zwei Gruppen aus der Masse der gewöhnlichen Gefangenen aus: besonders wertvolle, die man zum Überlaufen und Mitarbeit in der Wehrmacht bewegen wollte, und „unerwünschte“ oder „gefährliche“ Personen. Letztere übergab man dann Sonderkommandos der Sicherheitspolizei, die sie entweder sofort erschossen oder in für sie eingerichtete Sonderlager deportierten. Vielfach ermordeten die Lagerbesatzungen der Wehrmacht diese Gruppe auch selbst. Dies traf etwa 150.000 Rotarmisten, darunter viele Juden, für die der Mordbefehl bis Kriegsende bestehen blieb.
Insgesamt zeigte sich im Umgang mit Rotarmisten überall dieselbe rassistische Haltung, wonach nur die Stärksten ein Lebensrecht hätten und man die Schwachen zugrunde gehen lassen bzw. die „Gefährlichen“ ermorden müsse.
In den Nürnberger Prozessen hatten die angeklagten Militärs, darunter Wilhelm Keitel, das Massensterben der sowjetischen Kriegsgefangenen auf die angeblich unmögliche Versorgung der immensen Gefangenenmassen zurückzuführen versucht. Dass dies Folge einer verbrecherischen Kriegsplanung, Kriegführung und rassistischer Menschenverachtung war, bei der die Nahrungsversorgung für die eigene Truppe aus den besetzten Gebieten auf Kosten der Zivilbevölkerung und der Kriegsgefangenen geschah, heben Historiker wie Dieter Pohl hervor:

„Das „Unternehmen Barbarossa“ führte direkt in den Völkermord. Erstmals plante die deutsche Führung die Ermordung großer Bevölkerungsgruppen in einen Feldzug ein […] mit Nahrungsentzug, Entrechtung und Repressalmassakern. Die zahlenmäßig größte Gruppe von Opfern stellen die sowjetischen Kriegsgefangenen […].“

Siehe auch: Massaker von Babyn Jar, Massaker von Drobyzkyj Jar, Massaker von Kamenez-Podolsk

#### Behandlung von Zivilpersonen
Zivilpersonen wurden – soweit es als zweckmäßig angesehen wurde – dem Verhungern, Erfrieren oder Tod durch Seuchen preisgegeben. So während der ca. eine Million Todesopfer fordernden Belagerung von Leningrad. Bei der Vorbereitung ihres Rückzugs im Frühjahr 1944 befahl der Oberbefehlshaber der 9. Armee Josef Harpe im März 1944, arbeitsfähige Zivilisten zwangszurekrutieren und mitzunehmen und parallel dazu deren arbeitsunfähigen Angehörige, die sich nicht mehr selbst versorgen konnten, zu deportieren. Sie sollten alle in drei Notlagern bei der weißrussischen Ortschaft Osaritschi, nördlich der Stadt Masyr, konzentriert werden. Dort starben mindestens 9000 Menschen. Das Massensterben in diesen Lagern wird von Dieter Pohl, Historiker am Münchner Institut für Zeitgeschichte, als „eines der schwersten Verbrechen der Wehrmacht gegen Zivilisten überhaupt“ charakterisiert.

#### Krankenmorde
Zwar kam es in den besetzten Teilen der Sowjetunion zu keiner systematischen Mordaktion gegen Geisteskranke, zumal zu Beginn des Feldzuges keine genaue Regelung getroffen worden war, wie mit sowjetischen Psychiatriepatienten umzugehen war. Aber unter bestimmten Konstellationen wurden auch Anstaltspatienten Opfer von Massenmorden. Für die deutschen Besatzer waren die psychisch kranken Menschen unkontrollierbar, gefährlich, „unnütze Esser“ und Quellen von Seuchen. Diese Sichtweise war auch in der Wehrmacht verbreitet, welche die Verwaltung der besetzten Gebiete übernahm. Bereits 1939 hatten Wehrmacht, SS und Volksdeutsche Mittelstelle die Verlegung von Anstaltsbewohnern im besetzten Polen sowie in den Provinzen Posen und Ostpreußen durch Verweis auf ihre Interessen an der Nutzung der Gebäude forciert und damit nicht nur frühe Krankenmorde durch Erschießen und Gaswagen mitbestimmt, sondern auch die Morde der „Aktion T4“ in bestimmten Regionen wie Bayern, Württemberg, Baden und Rheinland forciert. Auch in den besetzten Gebieten der Sowjetunion reklamierten Militärmediziner die Anstaltsgebäude oft für Lazarette, während die Besatzungsmacht kaum bereit war, die „unproduktiven“ Insassen ausreichend zu ernähren. Ob es zu einem Massenmord kam, hing deshalb von der Initiative einzelner Dienststellen ab. Walter Stahlecker, Chef der Einsatzgruppe A, protokollierte am 8. Oktober 1941, er sei von hohen Offizieren der Wehrmacht mehrfach dringend gebeten worden, Nervenheilanstalten, „die für Quartierzwecke benötigt wurden, zu säubern“. Doch auch im Generalstab des Heeres wurde die Frage diskutiert. Generalstabschef Franz Halder notierte am 26. September 1941 nach einem Vortrag von Generalquartiermeister Eduard Wagner: „Irrenanstalten bei Nord. Russen sehen Geistesschwache als heilig an. Trotzdem Tötung notwendig.“ Es wurde eigens ein im Massenmord erfahrenes SS-Kommando (Sonderkommando Lange) aus dem Warthegau angefordert.
Am 26. Dezember 1941 unterstützte General Georg von Küchler als Befehlshaber der 18. Armee einen Antrag des XXVIII. Armeekorps, wegen „Seuchengefahr“ etwa 230 Patientinnen einer Anstalt im ehemaligen Kloster Makarevskaja Pustin durch Einsatzgruppen der Sicherheitspolizei und des SD töten zu lassen. Im Nürnberger Generalsprozess bestritt er dies und vermutete einen Irrtum. Im ähnlichen Makarevskaja-Fall, bei dem etwa 1.200 Patienten einer großen psychiatrischen Anstalt im November 1941 zur Tötung an die Einsatzgruppen übergeben wurden, ergaben spätere Forschungen seine Beteiligung. Für den Bereich der Heeresgruppe Mitte ist der Fall der Anstalt für geisteskranke Kinder von Červen bei Minsk dokumentiert, bei dem die Ortskommandantur den Massenmord vorschlug. Im unter Militärverwaltung stehenden Dnepropetrowsk ermordete das Einsatzkommando 6 bis zum 12. November 1941 800 Insassen der Anstalt Igrin. Im kurzzeitig besetzten Kalinin ließ ein Regimentskommandeur der 6. Panzerarmee zehn geisteskranke Anstaltsinsassen erschießen. Die übrigen Insassen wurden zwar freigelassen, aber bei Wiederergreifung ermordet. Der Ic-Offizier der 3. Panzerarmee meldete dem Panzer-AOK. 3 im Juni 1942 113 Behinderte in Isakovo bei Vjaz’ma, das daraufhin die „Beseitigung der Krüppel“ anordnete und Sicherheitspolizei und SD damit beauftragte. Die bisherige Erkenntnisse zeigen eine stufenweise Radikalisierung der von der Wehrmacht und den Einsatzgruppen gegen die Anstaltspatienten ergriffenen Maßnahmen. In Winniza in der Ukraine wurde von der Militärverwaltung zunächst die Nahrungsmittelzuteilung reduziert. Im Herbst 1941 wurden 800 Kranke erschossen und 700 weitere durch Gift umgebracht. Das Anstaltsgelände wurde anschließend als Sanatorium und Kasino genutzt. Nach der Besetzung von Kursk durch die 2. Armee zwang die Stadtkommandantur sowjetischen Ermittlungen zufolge das medizinische Personal der dortigen psychiatrischen Anstalt, alle als nicht arbeitsfähig eingestuften Insassen zu töten. 400 Menschen verhungerten und etwa 600 wurden durch Giftspritzen getötet.
Dieter Pohl schlussfolgert, dass das Militär bei diesen Massenmorden oftmals die Funktion übernahm, die während der Euthanasie im Reich von den Gesundheits- und Innenverwaltungen übernommen wurde. Indem sie darüber entschieden, welche Anstalten „geräumt“ werden sollten und welche nicht, entschieden sie faktisch über Leben und Tod der Patienten, während der SS- und Polizeiapparat das Töten übernahm.

## Südosteuropa

### Albanien
Nachdem am 6. Juli 1943 im italienisch besetzten Albanien Teile der deutschen 1. Gebirgsdivision südlich von Borova, einem kleinen Bergdorf, von lokalen Partisanen angegriffen wurden, begingen Angehörige der Division das Massaker von Borova, zerstörten das Dorf und töteten 107 Einwohner (überwiegend Frauen, Kinder und Alte).

### Griechenland
Griechenland wurde im Oktober 1940 von italienischen und im späteren Verlauf auch von deutschen und bulgarischen Truppen angegriffen und anschließend besetzt. Die wirtschaftliche Ausbeutung des Landes führte zur Großen Hungersnot, darüber hinaus wurden an über 100 Orten Gräueltaten an der Bevölkerung verübt, diese Orte werden im Gedenken daran als Märtyrerdörfer und -städte Griechenlands bezeichnet.

#### Kreta

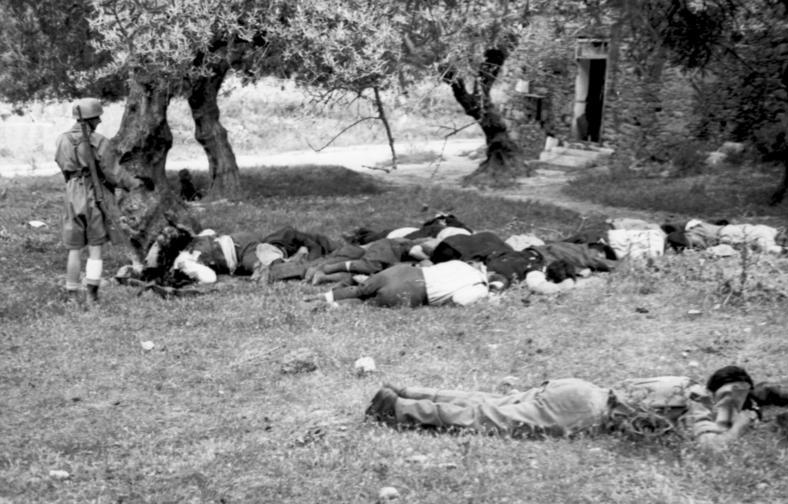
Erschießung von Zivilisten in Kondomari, Kreta 1941

Nach ersten „Vergeltungsaktionen“ beim Sonderunternehmen Völkerbund durch deutsche Gebirgsjäger nach der Luftlandeschlacht um Kreta versuchten die folgenden Kommandanten auf Kreta, General Alexander Andrae, General Bruno Bräuer, General Friedrich-Wilhelm Müller und General Heinrich Kreipe, anfangs, zu einer weniger harten Repressionspolitik überzugehen.
Die Fallschirmjägertruppen wurden in Folge unmittelbar von der Insel abgezogen und durch Infanterie- und Sicherungsdivisionen ersetzt. Als es zu Sabotageaktionen an Flughafen- und Treibstoffanlagen und zu Zusammenstößen mit kretischen Partisanen, den Andarten, während der sich anschließenden Besatzungszeit kam, gingen auch sie zu Massenexekutionen an Zivilisten über. So ließen sie in einer „Sühneaktion“ im September 1943 im Unterbezirk Viannos ein Dutzend Dörfer niederbrennen, wobei mindestens 440 Personen (Männer, Frauen und Kinder) starben. Auch der Rückzug in die Region um Chania, die 'Kernfestung Kreta', im Herbst 1944 wurde von Zerstörungen kretischer Dörfer entlang der Rückzugslinie und von Hinrichtungen von Zivilisten begleitet. Laut griechischen Schätzungen starben während der deutschen Besatzung Kretas zwischen 3.000 und 9.000 Zivilisten.
siehe auch 
- Kondomari (2. Juni 1941, 23 erschossene Landarbeiter)[91]
- Kandanos (3. Juni 1941, 23 Tote),
- Parivolia bei Chzania (Juni 1941, 42 Männer wurden vor den Augen ihrer Frauen erschossen),
- am 14. September 1943 überfielen Deutsche mehrere Dörfer (darunter Viannos, Amira, Vechos, Kephalovrissi, Krevvates, Agios Vassilios, Pefkkos, Simi, Gdochia, Myrtos, Mournies, Malles). Sie töteten 440 Menschen, nahmen 200 fest und zerstörten drei Orte.[92]
- Anogia (im August 1944 mit Beschuss und Dynamit zerstört)[93]

#### Nordostgriechenland
Am 17. Oktober 1941 zogen Truppen der 164. Infanterie-Division in Ano Kerdylia und Kato Kerdylia ein, trieben alle männlichen Bewohner im Alter von 16 bis 60 Jahren zusammen und erschossen sie. Über 200 Menschen wurden bei dem Massaker ermordet. Die beiden Orte wurde nicht mehr wieder aufgebaut. Lediglich eine neue Ortschaft Nea Kerdilia entstand später.

#### Peloponnes und Nordwestgriechenland
Auch Gebirgsjäger waren an Kriegsverbrechen beteiligt, so die 1. Gebirgs-Division an der Erschießung von italienischen Kriegsgefangenen der Division „Acqui“ auf Kefalonia und Korfu. 155 Offiziere und 4.750 einfache italienische Soldaten, die sich den deutschen Truppen ergeben hatten, wurden nach ihrer Gefangennahme, den Befehlen des Oberkommandos der Wehrmacht folgend und allen Bestimmungen des Kriegsvölkerrechts widersprechend, getötet. Dies war eines der schwersten Kriegsverbrechen mit direkter Beteiligung von Wehrmachteinheiten. Darüber hinaus unterstützten Gebirgsjäger die Geheime Feldpolizei bei der Deportation der jüdischen Bevölkerung in Griechenland. Anfang Juli 1943 wurde die 1. Gebirgs-Division nach Westgriechenland in den Epirus verlegt. Die militärischen Erfolge der ELAS hatten eine Verstärkung der deutschen Besatzungstruppen notwendig gemacht, und als Antwort darauf sollte der Terror intensiviert werden. Auch für sie galt Hitlers Befehl vom 16. Dezember 1942:

„[…] Wenn dieser Kampf gegen die Banden sowohl im Osten wie auf dem Balkan nicht mit den allerbrutalsten Mitteln geführt wird, so reichen in absehbarer Zeit die verfügbaren Kräfte nicht mehr aus, um dieser Pest Herr zu werden. Die Truppe ist daher berechtigt und verpflichtet, in diesem Kampf ohne Einschränkungen auch gegen Frauen und Kinder jedes Mittel anzuwenden, wenn es nur zum Erfolg führt…“

Allein in den drei Monaten zwischen Anfang Juli und Anfang Oktober 1943 wurden rund 207 Ortschaften mit 4.500 Häusern zerstört und über 2.000 Griechen und Albaner, darunter Frauen, Alte und Kinder getötet.
Ein Indiz dafür, dass es höchst selten zu Gefechten mit Partisanen kam, ist die Tatsache, dass „nur“ 23 Gebirgsjäger in diesem Zeitraum gefallen sind.
siehe auch:
- Kommeno (16. August 1943, 317 Einwohner ermordet),
- Lyngiades (3. Oktober 1943, 83 Tote),
- Kalavrita (13. Dezember 1943, über 650 Tote),
- Klissoura (Epirus),
- Massaker von Distomo (10. Juni 1944, 218 Tote)[103]

#### Judenverfolgung in Thessaloniki
Unmittelbar nach dem deutschen Überfall auf Griechenland traf Anfang Mai 1941 ein der 12. Armee angegliedertes Sonderkommando des Einsatzstabs Reichsleiter Rosenberg unter Leutnant Hermann von Ingram in Griechenland ein. In Thessaloniki führte eine lokale Arbeitsgruppe des Einsatzstabes in Zusammenarbeit mit der Geheimen Feldpolizei der Wehrmacht über 50 Razzien bei der jüdischen Gemeinde von Thessaloniki durch. Dabei wurden die für spätere Deportationen notwendigen Einwohnerdaten gesammelt und historisch wertvolle Dokumente, Kulturgüter und liturgische Gegenstände geraubt, darunter ca. 100.000 Bücher aus den jüdischen Bibliotheken.

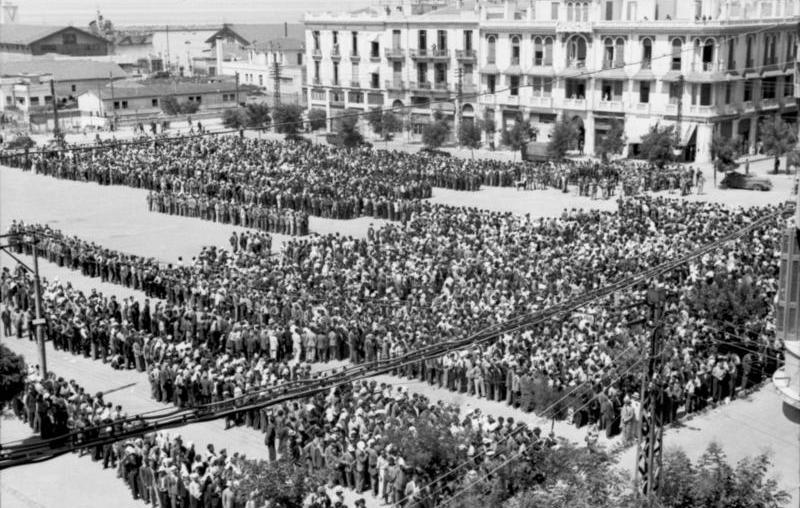
Erfassung jüdischer Männer zur Zwangsarbeit, Propagandaaufnahme der Wehrmacht, Juli 1942

Im Herbst 1941 wurde bei einer Besprechung im Führerhauptquartier Wolfsschanze mit Adolf Hitler von Reichsführer SS Heinrich Himmler im Beisein von Reinhard Heydrich und den Wehrmachtsoffizieren Wilhelm Keitel, Alfred Jodl, Rudolf Schmundt und Gerhard Engel die Frage der jüdischen Bevölkerung von Thessaloniki aufgeworfen und Himmler erhielt die Vollmacht zur Deportation. Auf Anordnung des Militärbefehlshabers Saloniki Ägäis, General Curt von Krenzki, mussten sich alle männlichen Juden im Alter von 18 bis 45 Jahren am 11. Juli 1942, einem Sabbath, auf dem Freiheitsplatz zur Musterung und Erfassung zur Zwangsarbeit versammeln. Die tauglichen Juden wurden in malariaverseuchte Sümpfe geschickt oder mussten Schwerarbeit in Chrombergwerken leisten. Die Zwangsarbeitspflicht wurde im Oktober 1942 wieder aufgehoben. Kriegsverwaltungsrat Max Merten von der Militärverwaltung Saloniki-Ägäis hatte der jüdischen Gemeinde eine Vereinbarung abgepresst, die die Juden gegen Zahlung von 2,5 Mrd. Drachmen und Überlassung des wertvollen, 300.000 Quadratmeter großen Areals des jüdischen Friedhofs (auf den die Stadtverwaltung seit langem ein begehrliches Auge geworfen hatte) von der Zwangsarbeit befreite.
Am 6. Februar 1943 traf das Sonderkommando der Sicherheitspolizei für Judenangelegenheiten in Saloniki Ägäis mit den SS-Hauptsturmführern Dieter Wisliceny und Alois Brunner in Thessaloniki ein. Das Kommando legte Max Merten umfangreiche vorgefertigte Judenerlasse vor, die dieser für den Befehlshaber Saloniki Ägäis der Heeresgruppe E in Kraft setzte. Griechische Juden mussten fortan den Judenstern tragen, ihre Geschäfte und Wohnungen damit kennzeichnen und in Ghettos umsiedeln. Innerhalb von weniger als drei Wochen wurden die nationalsozialistischen Maßnahmen der Ausgrenzung, Kennzeichnung und Ghettoisierung umgesetzt. Zweieinhalb Wochen später begannen die Deportationen. Oft wurden die Ghettobezirke vom jüdischen Ordnungsdienst und der Feldgendarmerie nachts für die Deportationen umzingelt. Die verlassenen Wohnungen wurden von deutschen Soldaten geplündert und zuletzt erschienen griechische Kollaborateure, Diebe und Bettler auf der Suche nach Wertgegenständen.
Am 1. März 1943 wurden alle jüdischen Familien aufgefordert, ihr Vermögen zu deklarieren. Am 8. März errichtete die griechische Regierung die Dienststelle zur Verwaltung des Judenvermögens (YDIP) unter dem Juristen Elias Douros. Das Amt unterstand zunächst der deutschen Militärverwaltung und mit dem Vermögen der Juden wurde kurzer Prozess gemacht. 280 Mio. Drachmen flossen an die deutsche Militärverwaltung. Die leerstehenden jüdischen Wohnungen und verlassenen Geschäfte wurden treuhänderisch dem Generalgouverneur von Makedonien übergeben.

### Serbien

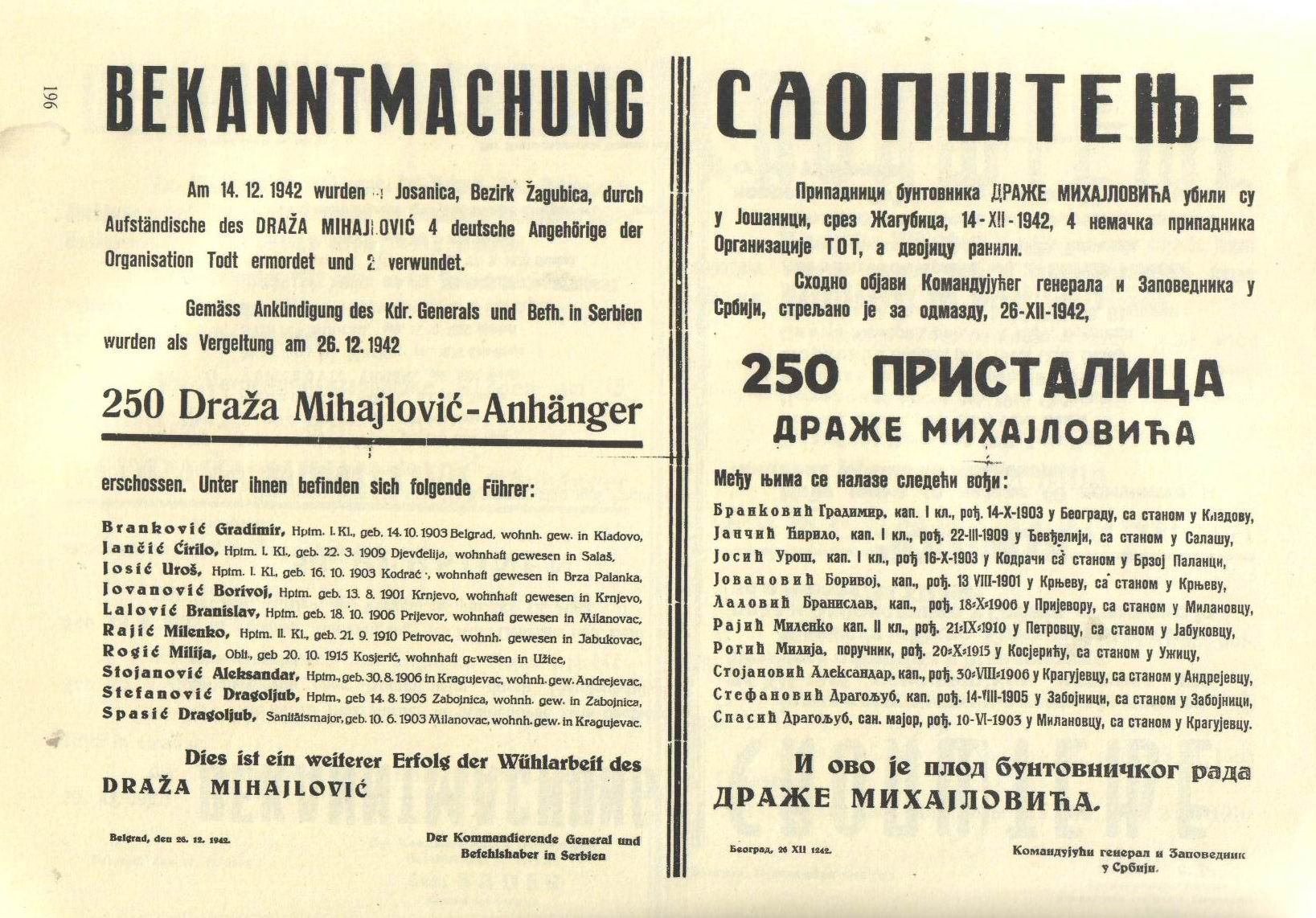
Bekanntmachung der Hinrichtung von 250 Geiseln, Kommandierender General in Serbien, 26. Dezember 1942

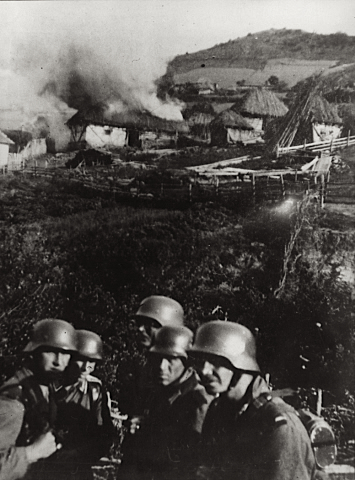
Wehrmacht setzt ein Dorf bei Kosovska Mitrovica in Brand (1941)

Da Polizei und SD-Einheiten mit der Eindämmung der Mitte 1941 einsetzenden starken Tätigkeiten von Titos Partisanen bald überfordert waren, betraute das OKW – auf Wunsch Hitlers – im August die Wehrmacht mit dieser Aufgabe. Als die militärische Bekämpfung der Partisanen durch teilweise weiterhin gemischte Einheiten aus Wehrmacht, Polizei und SD sich als relativ erfolglos erwiesen hatte, begannen die Besatzer mit „Sühneaktionen“ und Geiselerschießungen, welche sich gegen Partisanen, die Zivilbevölkerung und besonders Juden und Roma richteten. Zwei der von der Wehrmacht verübten Massaker mit den höchsten Opferzahlen unter der Zivilbevölkerung mit über 4.000 Ermordeten waren jene von Kraljevo und Kragujevac.
Ein typisches Beispiel für eine in keinem ursächlichen Zusammenhang stehende und somit kriegsrechtlich ungedeckte „Sühneaktion“ sowie die Gleichsetzung von Juden und Partisanen war die Anweisung des im September 1941 eingesetzten Bevollmächtigten Generals in Serbien, Franz Böhme, wegen 21 in einem Kampf mit Partisanen getöteter Soldaten 2.100 Häftlinge der Konzentrationslager Šabac und Belgrad, bevorzugt Kommunisten und Juden, zur Liquidierung auszuwählen.
Die Anzahl der im Zuge von Vergeltungsmaßnahmen in Serbien getöteten Personen wird von Karl H. Schlarp auf 41.000 bis 46.000 geschätzt.
Der Holocaust in Serbien war gekennzeichnet durch das koordinierte Vorgehen von Wehrmacht, Militärverwaltung, Polizei und Sondertruppen. Die Nationalsozialisten bezeichneten Serbien nach Estland als zweites besetztes Land als „judenfrei“. Der Registrierung und Kennzeichnung, Entrechtung, gesellschaftlichen Ausgrenzung und Beraubung der Juden und Roma Anfang 1941 folgte im Herbst 1941 die Erschießung von männlichen Opfern durch die Wehrmacht; nur wenige überlebten. Ab Oktober wurden nach jedem Partisanenanschlag hunderte internierter Juden ermordet. Binnen zwei Wochen exekutierten Wehrmachteinheiten insgesamt mehr als 9000 Juden, „Zigeuner“ und andere Zivilisten, wobei die Wehrmacht bei diesen Massenerschießungen zum Teil völlig autonom agierte. Ab Dezember 1941 wurden jüdische Frauen, Kinder und Greise in Serbien im KZ Sajmište interniert. Im Mai 1942 ermordete die dortige Gestapo 6000 von ihnen mit einem Gaswagen. Bis zum Herbst 1941 war die Wehrmacht an diesen Aktionen unterstützend beteiligt, beging aber ab diesem Zeitpunkt – im Gegensatz zu anderen von Deutschland besetzten Gebieten – diese Kriegsverbrechen hauptsächlich selber.

Bericht des Oberleutnants und Kompanie-Chefs Liepe über die Erschießung von 449 Juden am 9. und 11. Oktober 1941 in der Nähe von Belgrad
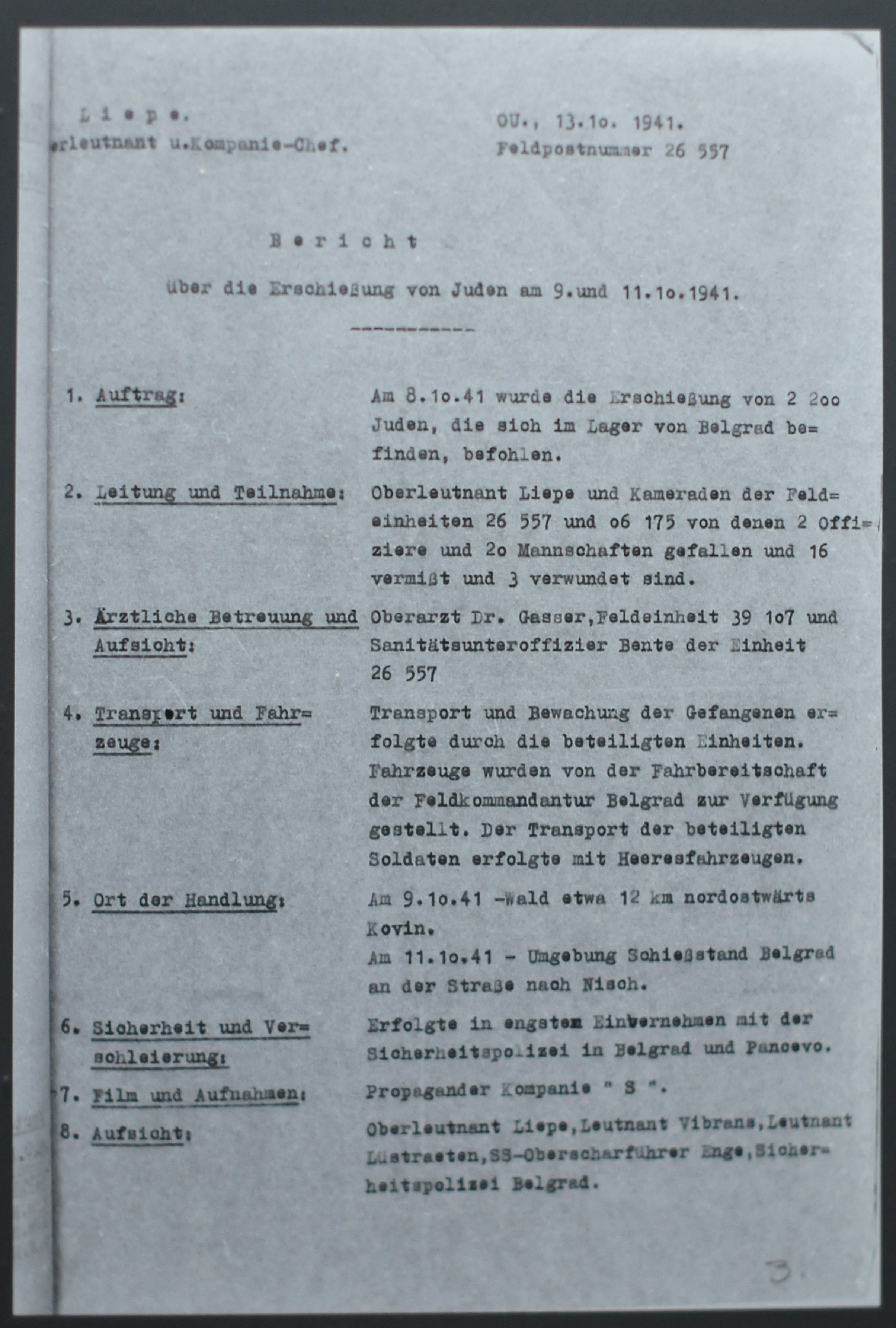
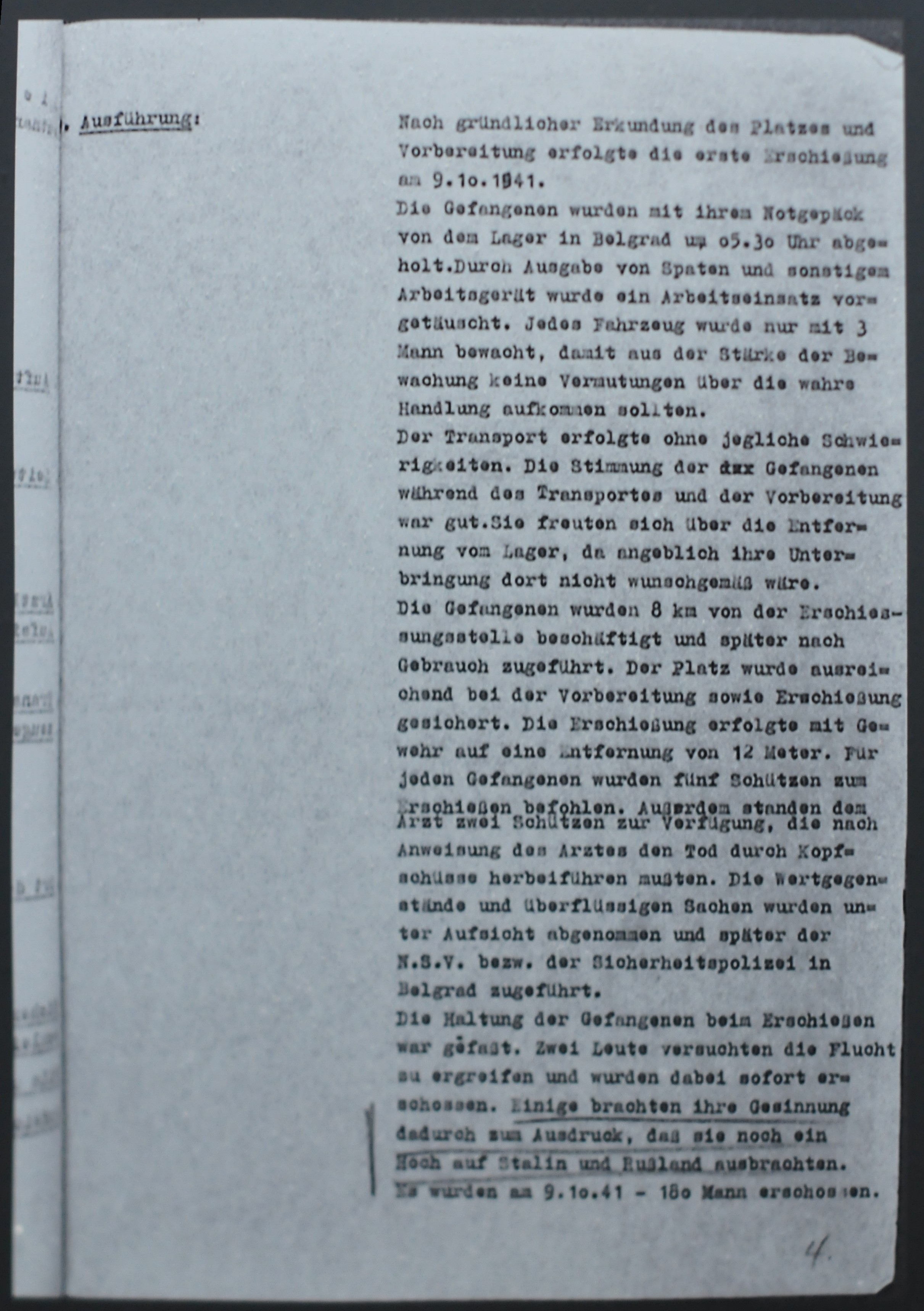
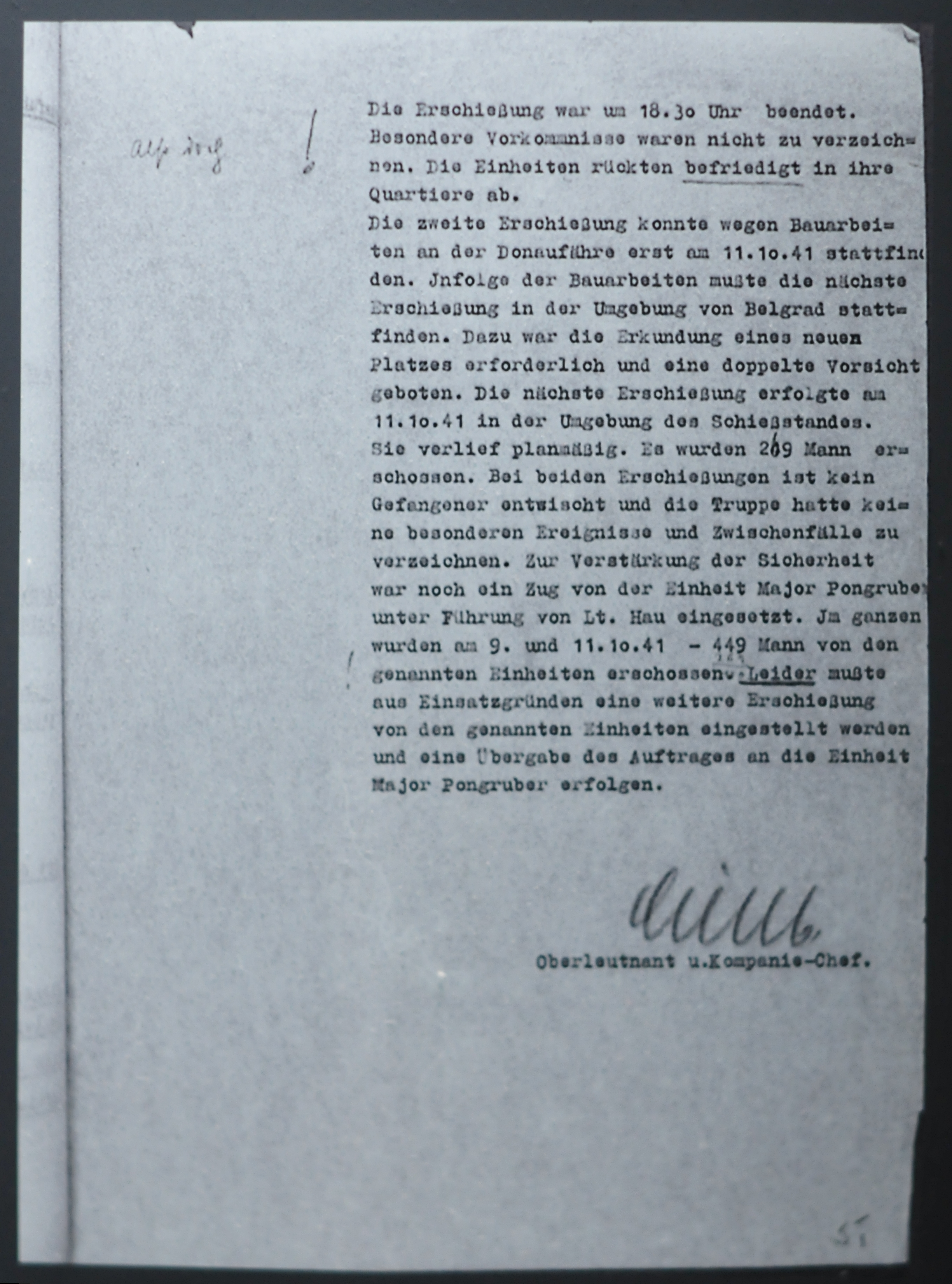

## Westeuropa

### Spanien

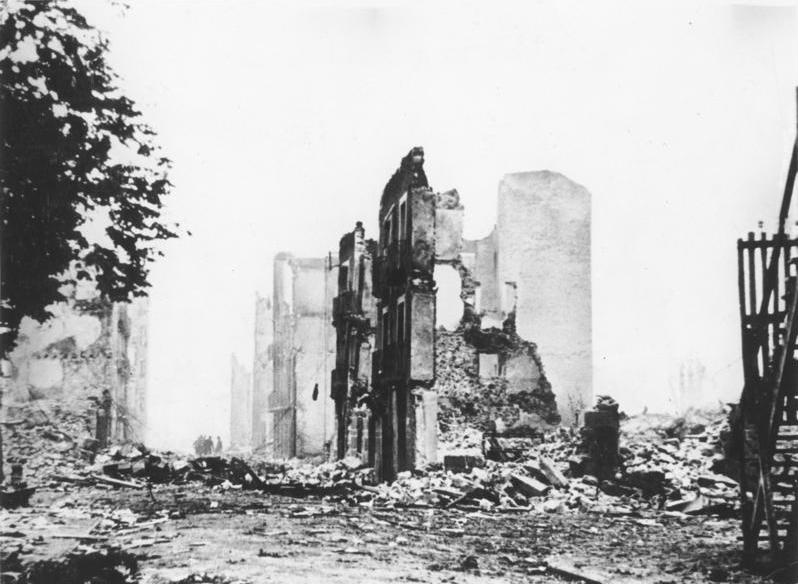
Gernika nach dem Luftangriff

Der Luftangriff auf Gernika durch deutsche Kampfflugzeuge der Legion Condor und der italienischen Aviazione Legionaria am 26. April 1937, bei dem nach neueren Schätzungen etwa 300 Menschen getötet wurden, wird häufig als erstes Kriegsverbrechen der Wehrmacht und als Verstoß gegen das Kriegsvölkerrecht gewertet. Der gesamte Komplex Luftkriegsführung wurde trotz weiterer und umfangreicherer deutscher Luftangriffe während des Zweiten Weltkrieges von den Alliierten in Nürnberg weder thematisiert noch zur Anklage gebracht, da zahlreiche verheerende Luftangriffe sowohl durch die Achsenmächte als auch die Alliierten durchgeführt worden waren.

### Frankreich

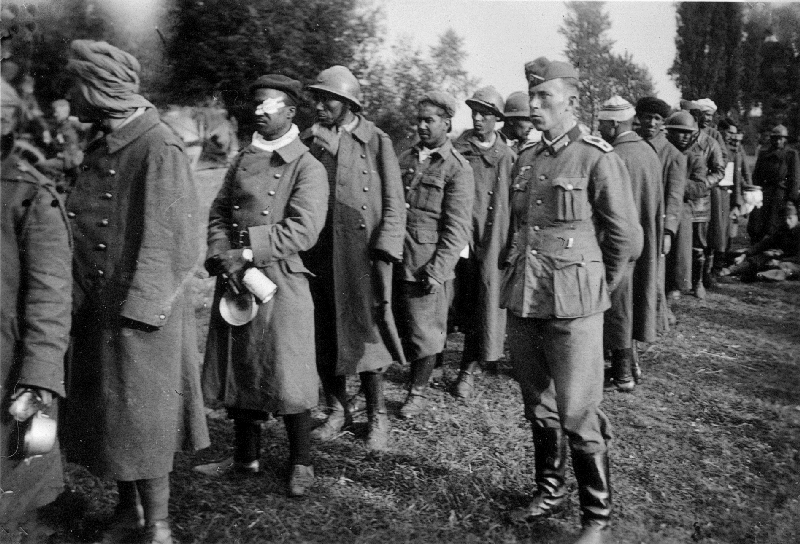
Gefangene Franzosen 1940

Im Westfeldzug und unmittelbar nach dem Waffenstillstand am 22. Juni 1940 begingen Wehrmachtsangehörige zahlreiche Kriegsverbrechen an Kriegsgefangenen wie an Zivilisten.
Aus rassistischen Motiven wurden zwischen dem 24. Mai und dem 24. Juni 1940 mindestens 3000 schwarze Soldaten Frankreichs (Tirailleurs sénégalais) ermordet, obwohl sie sich bereits ergeben hatten oder verwundet waren und nicht mehr kämpften. Ehemalige reichsdeutsche Juden, die als Emigranten in den französischen Streitkräften dienten und gefangen genommen worden waren, wurden auf Weisung der Heeresgruppe B nach Feststellung ihrer Identität in den Armeegefangenensammelstellen erschossen. Am 23. Juni 1940 ermordeten deutsche Truppen in Oignies und Courrières 114 Zivilisten, weil sie sich von Franktireurs angegriffen wähnten.
Von 1,5 Millionen französischen Kriegsgefangenen starben etwa 21.000; die meisten davon an der schlechten Behandlung in deutschen „Repressallagern“ wie Rawa-Ruska in Polen. Dort brachte man vorwiegend Gefangene unter, die Fluchtversuche gewagt oder Zwangsarbeiten verweigert hatten. Von ihnen wurden Schwarze und Orientalen nochmals schlechter behandelt. Westeuropäische Juden wurden abgesondert und zu besonders schweren und erniedrigenden Arbeiten gezwungen, bevor sie in Vernichtungslager deportiert wurden. Der Leiter des OKH Generalfeldmarschall Walther von Brauchitsch befahl Otto von Stülpnagel, dem Befehlshaber der deutschen Besatzer in Frankreich, und seinen untergebenen Militärbezirkschefs im November 1940, die Arisierung jüdischer Unternehmen in Frankreich voranzutreiben. Stülpnagel ordnete am 17. Dezember 1941 eine „Judenbuße“ von einer Milliarde Francs an, die die Vereinigung der Juden in Frankreich in Raten zahlen musste.

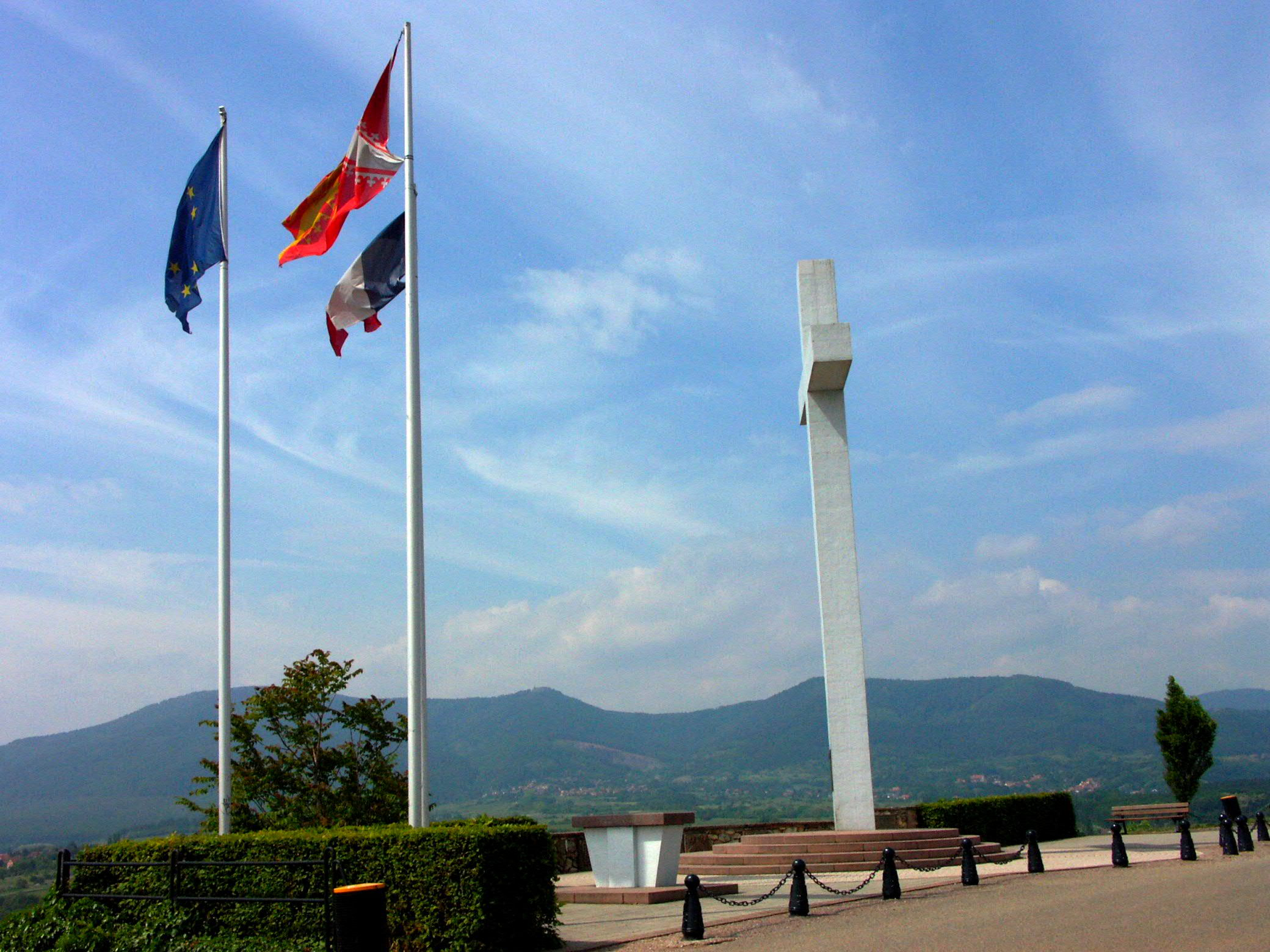
Denkmal für die Malgré-nous bei Obernai

Entgegen dem Waffenstillstand von Compiègne (1940) annektierte das Deutsche Reich faktisch das Elsass und Lothringen. Ab 1942 wurden die deutschsprachigen Franzosen dieser Gebiete entgegen der Haager Landkriegsordnung von Wehrmacht und SS zwangsrekrutiert. Von 130.000 dieser Soldaten (sie bezeichnen sich als Malgré-nous) starben 40.000 Franzosen für die Besatzungsmacht. Nach dem Krieg wurden sie in sowjetischer Gefangenschaft und in Frankreich nicht als Opfer eines Kriegsverbrechens, sondern als Kollaborateure behandelt. 1981 erklärte sich die Bundesrepublik Deutschland bereit, eine symbolische Wiedergutmachung in Höhe von 250 Mio. DM in einen Fonds zu zahlen.
Weitere direkte Kriegsverbrechen waren Zwangsverpflichtungen von Zivilisten feindlicher Staaten, etwa zum Minensuchen, einzelne Massaker (siehe Massaker von Oradour-sur-Glane, Vercors, Maillé, Tulle, Ascq und das Massaker im Tal der Saulx) sowie eine unbekannte Zahl von Vergewaltigungen einheimischer Frauen. Die Statistik deutscher Kriegsgerichte verzeichnete hier nur bekannt gewordene Fälle; angenommen wird jedoch, dass die meisten Fälle nicht angezeigt werden konnten und unentdeckt blieben.

### Niederlande
Beim Fall Putten wurden nach der Ermordung eines Wehrmachtsoldaten durch niederländische Partisanen am 1. Oktober 1941 auf Befehl des Oberbefehlshabers über die Niederlande, General Friedrich Christiansen, 661 Männer der Gemeinde Putten von der Wehrmacht in KZs überstellt (nur 49 Personen überlebten) und das Dorf anschließend niedergebrannt. Christiansen wurde von einem niederländischen Gericht zu einer Haftstrafe verurteilt und 1951 begnadigt und freigelassen.

### Belgien
Unter dem Befehl des Militärbefehlshabers für Belgien und Nordfrankreich, General Alexander von Falkenhausen, wurden durch den Wirtschaftsstab der Wehrmacht bis Ende 1942 knapp 7000 jüdische Betriebe in Belgien liquidiert oder arisiert (entjudet). Falkenhausen autorisierte die Deportation von Juden und ließ Geiseln erschießen.

### Italien
Nach dem Sturz des Diktators Benito Mussolini Ende Juli 1943 kämpfte die Regierung Badoglio noch einige Wochen auf Seiten des Reiches, bis sie einen Sonderwaffenstillstand abschloss (am 3. September; bekanntgegeben am 8. September). Hitler und die Wehrmachtführung hatten den Fall Achse vorbereiten lassen und setzten die Besetzung Italiens in Gang. Am 10. September wurde Rom von der Wehrmacht besetzt.
Am 13. Oktober 1943 erklärte die Regierung Badoglio Deutschland den Krieg und trat damit an der Seite der Alliierten in den Krieg ein.
Italienische Truppenkommandeure wurden als Freischärler standrechtlich erschossen, falls es ihnen nicht gelang, ihre Soldaten innerhalb kurzer Zeit dazu zu bringen, ihre Waffen an die Wehrmacht abzugeben und sich zu ergeben. Nach der Haager Landkriegsordnung waren diese Soldaten aber als Kriegführende berechtigt, sich der Entwaffnung zu widersetzen, und durften nicht als Freischärler behandelt werden. Dies wurde im Prozess gegen die wegen Kriegsverbrechen angeklagten Südostgeneräle eindeutig festgestellt.
Auf Hitlers Befehl hin ließen einige Wehrmachtoffiziere italienische Einheiten bei der Waffenübergabe und Gefangennahme niederschießen. Die 1. Gebirgs-Division exekutierte auf der Insel Kefalonia etwa 5000 bereits entwaffnete italienische Soldaten (Massaker auf Kefalonia) und auf der Insel Kos zirka 100 italienische Offiziere. Ähnliche Massenhinrichtungen an Italienern geschahen in Albanien und Jugoslawien.
Ein Befehl des Kommandierenden Generals des XXII. Gebirgs-Armeekorps, Hubert Lanz, besagte, dass in Zivil angetroffene italienische Soldaten völlig formlos zu erschießen seien. Er setzte sich damit über die Regeln des Standrechts hinweg.

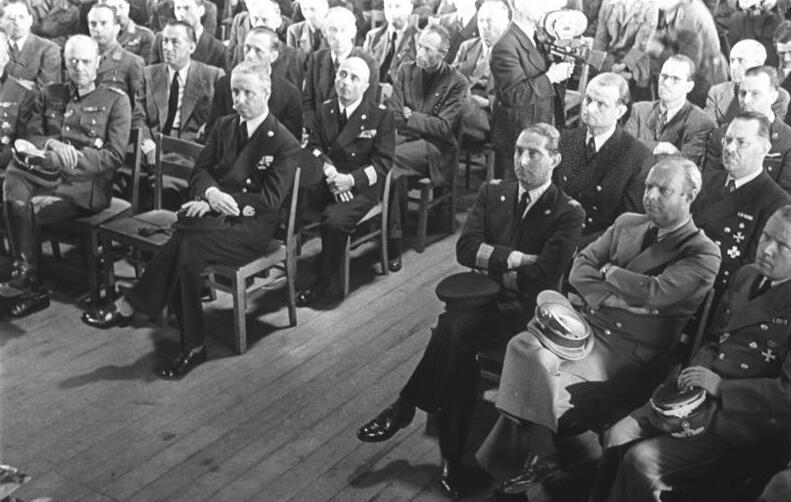
Festakt zur Überführung italienischer Kriegsinternierter in das Zivilarbeitsverhältnis, August 1944

Über 13.000 italienische Kriegsgefangene ertranken, als sie 1943 in hoffnungslos überladenen Dampfern von den griechischen Inseln auf das Festland gebracht werden sollten. Der Befehl, sie abzutransportieren ohne Rücksicht darauf, ob Rettungsmittel an Bord der Schiffe vorhanden waren, war ein Verstoß gegen das Kriegsvölkerrecht.
Der Oberbefehlshaber der Kriegsmarine Großadmiral Karl Dönitz befahl, dass alle führenden Offiziere von Submarina und anderen italienischen Marinedienststellen standrechtlich abzuurteilen seien, wenn sie Kampfhandlungen gegen deutsche Seestreitkräfte zu verantworten hatten. Dieser Befehl verlangte unter Umständen von seinen Untergebenen Kriegsverbrechen.
Etwa 600.000 Soldaten der italienischen Streitkräfte wurden entwaffnet, interniert und zur Zwangsarbeit auf das Gebiet des Reiches verschleppt. Sie wurden als „Militärinternierte“ eingestuft, um ihnen den Status von völkerrechtlich geschützten Kriegsgefangenen nicht zuerkennen zu müssen. Sie galten kollektiv als „Verräter“. Bis Kriegsende starben etwa 40.000–45.000 von ihnen an Hunger, Krankheit und Misshandlungen. Die Überlebenden wurden 1944 in den Status von Zivilgefangenen überführt und danach besser versorgt.

### Norwegen
Am 28. Oktober 1944 befahl General Alfred Jodl, Chef des Wehrmachtführungsstabes (WFSt), die vollständige und rücksichtslose Deportation (Evakuierung) der norwegischen Bevölkerung und die Zerstörung aller Unterkünfte ostwärts des Lyngenfjords im Zuge des Unternehmens Nordlicht. Der Befehl wurde an den meisten Orten mit der befohlenen Härte und Gründlichkeit durchgeführt.

## Afrika

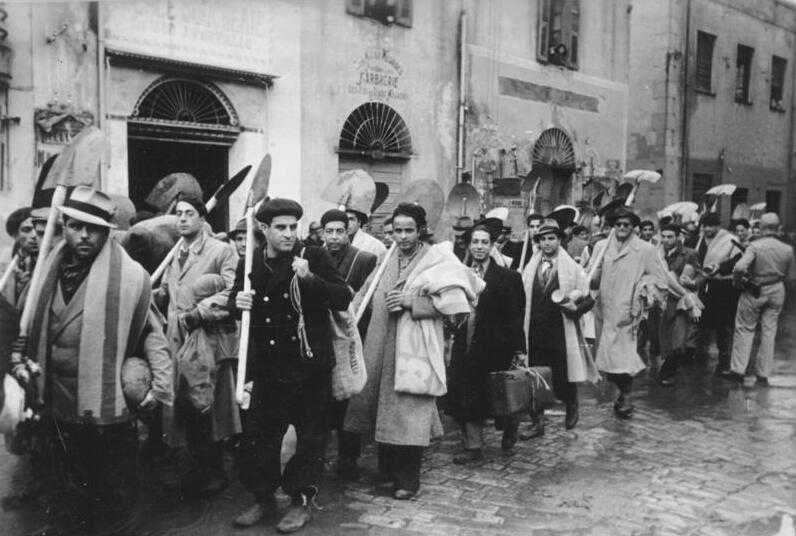
Propagandaaufnahme der Wehrmacht: Juden müssen arbeiten. – Ohne Ausnahme werden alle männlichen Juden von Tunis zur Arbeitsleistung herangezogen, Tunis, Dezember 1942

Der Befehlshaber Tunesien, General Walther Nehring, legte der jüdischen Gemeinde in Tunesien eine Geldbuße von 20 Millionen Francs auf, da das internationale Judentum für die anglo-amerikanische Landung in Nordafrika verantwortlich sei. Die jüdische Bevölkerung ließ er auf Weisung von Generalfeldmarschall Albert Kesselring entgegen der Haager Landkriegsordnung zur Zwangsarbeit beim Befestigungsbau heranziehen.

## Beteiligung an der Judenvernichtung

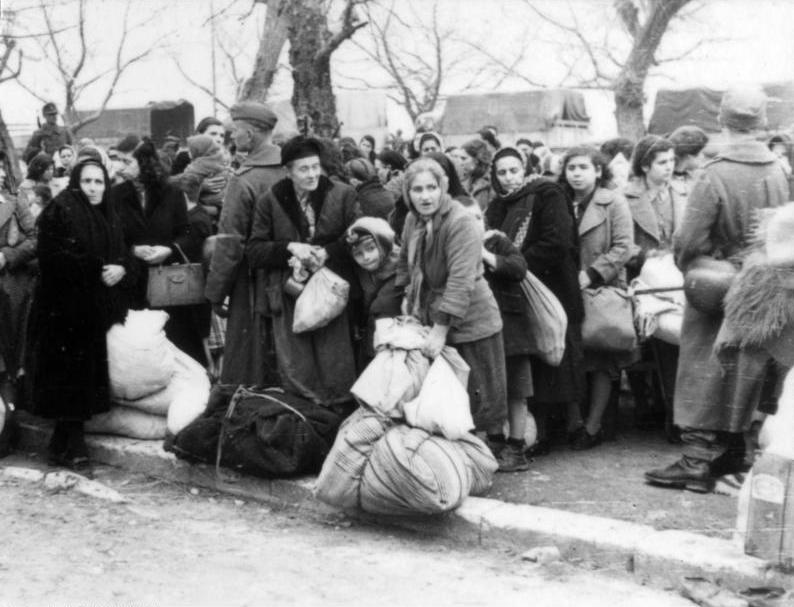
Deutsche Soldaten bei der Deportation der jüdischen Gemeinde Ioannina, 1944

Die Wehrmacht war auf mehrere Weisen an der „Endlösung der Judenfrage“ beteiligt:
- Die Oberkommandos und ein Teil der oberen Kommandoebene stimmten im Vorfeld des Überfall auf Polens (1939) und des Russlandfeldzugs den Plänen und Befehlen zur Ermordung von Führungseliten der eroberten Staaten zu, die zugleich eine flächendeckende Judenvernichtung rechtfertigten und einleiteten. Sie kannten daher frühzeitig die Pläne und Ausführung des Holocaust.
- Militärische Dienststellen waren an vielen den Eroberungen folgenden Besatzungsmaßnahmen beteiligt, darunter Deportationen, Einrichtung von Judenghettos, ausgrenzenden Verordnungen wie Kleiderkennzeichen für Juden, Aussonderung jüdischer Kriegsgefangener, Rekrutierung von „Rüstungsjuden“ für Zwangsarbeit in der deutschen Rüstungswirtschaft.
- Die Wehrmacht stellte ihre Infrastruktur, unter anderem das europaweite Wehrmachttransportwesen, vielfach für die Judendeportationen zur Verfügung, so etwa für die Transporte der französischen Juden und griechischen Juden ins KZ Auschwitz.
- Wehrmachteinheiten wirkten aktiv an als „Banden-Bekämpfung“ (Partisanenbekämpfung) gerechtfertigten Massenerschießungen mit, die einen Großteil der Judenvernichtung besonders in Russland ausmachten.[140] Diese direkte Beteiligung basierte auf einem Befehl des Reichssicherheitshauptamts vom 17. Juli 1941. Danach sollten Wehrmachteinheiten „politisch untragbare“ Gefangene an Einsatzkommandos der Sicherheitspolizei und des SD ausliefern, die diese dann töteten oder verschleppten. Nach den Ausführungsrichtlinien Reinhard Heydrichs vom selben Tag schloss der Befehl bedeutende sowjetische Staatsfunktionäre, leitende Persönlichkeiten der Zentral- und Mittelinstanzen bei sowjetischen Behörden, führende Persönlichkeiten des Wirtschaftslebens, die „sowjetischen Intelligenzler“ und „alle Juden“ ein.[141]

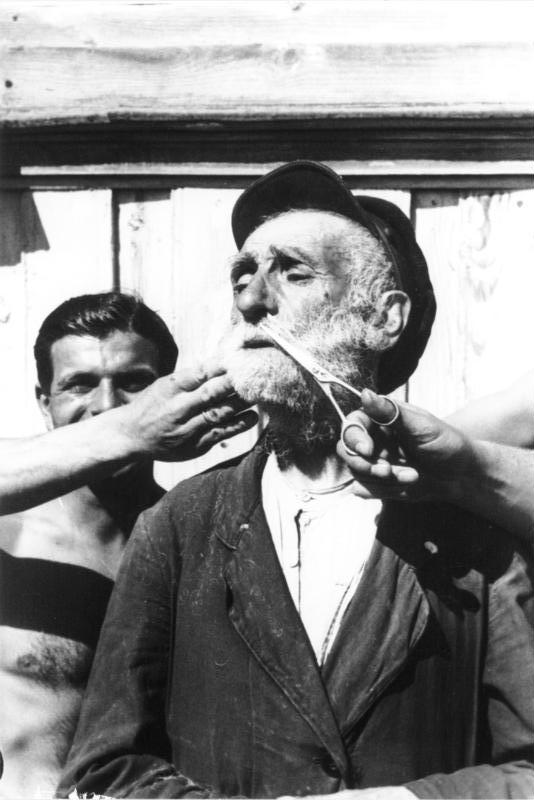
Misshandlung eines ukrainischen Juden durch Wehrmachtsoldaten (Juli 1941)

Zur psychologischen Erleichterung für die Soldaten und Förderung der Massenmorde und Verbrechen an Zivilisten und Juden wurden Juden und Partisanen gleichgesetzt. Typisch hierfür ist ein Befehl von Generalfeldmarschall Walter von Reichenau (1884–1942) vom 10. Oktober 1941:

„Der Soldat ist im Ostraum nicht nur ein Kämpfer nach den Regeln der Kriegskunst, sondern auch ein Träger einer unerbittlichen, völkischen Idee und der Rächer für alle Bestialitäten, die deutschem und artverwandtem Volkstum zugefügt wurde. Deshalb muss der Soldat für die Notwendigkeit der harten aber gerechten Sühne am jüdischen Untermenschentum volles Verständnis haben. Sie hat den weiteren Zweck, Erhebungen im Rücken der Wehrmacht, die erfahrungsgemäß stets von Juden angezettelt wurden, im Keime zu ersticken. […] Immer noch werden heimtückische, grausame Partisanen und entartete Weiber zu Kriegsgefangenen gemacht […] und wie anständige Soldaten behandelt und in die Gefangenenlager abgeführt. […] Ein solches Verhalten der Truppe ist nur noch durch völlige Gedankenlosigkeit zu erklären.“

Dass die Partisanenbekämpfung – beziehungsweise die Gleichsetzung von Partisanen und Juden – oft nur Vorwand war, legt auch folgende (kurz darauf allerdings widerrufene) Aussage von Panzergeneral Hans Röttiger vom November 1945 nahe, in der er zugibt, dass:

„… die Bandenbekämpfung, die wir führten, im Endziele den Zweck hatte, den militärischen Bandenkampf des Heeres dazu auszunutzen, um die rücksichtslose Liquidierung des Judentums und anderer unerwünschter Elemente zu ermöglichen.“

Generaloberst Erich von Manstein äußerte in einem Befehl vom 20. November 1941:

„Dieser Kampf wird nicht in hergebrachter Form gegen die sowjetische Wehrmacht allein nach europäischen Kriegsregeln geführt. […] Das Judentum bildet den Mittelsmann zwischen dem Feind im Rücken und den noch kämpfenden Resten der Roten Armee und der Roten Führung […] Das jüdisch-bolschewistische System muß ein für alle mal ausgerottet werden.“

Generaloberst Hermann Hoth formulierte dies in einem Armeebefehl der 17. Armee vom 17. November 1941 wie folgt:

„Es ist die gleiche jüdische Menschenklasse […]. Ihre Ausrottung ist ein Gebot der Selbsterhaltung.“

Heinrich Himmler sprach in seinen Posener Reden und weiteren Geheimreden zwischen Oktober 1943 und Juni 1944 vor Befehlshabern der Wehrmacht offen über die Judenvernichtung und die Vernichtungspolitik gegenüber Rotarmisten und Slawen.

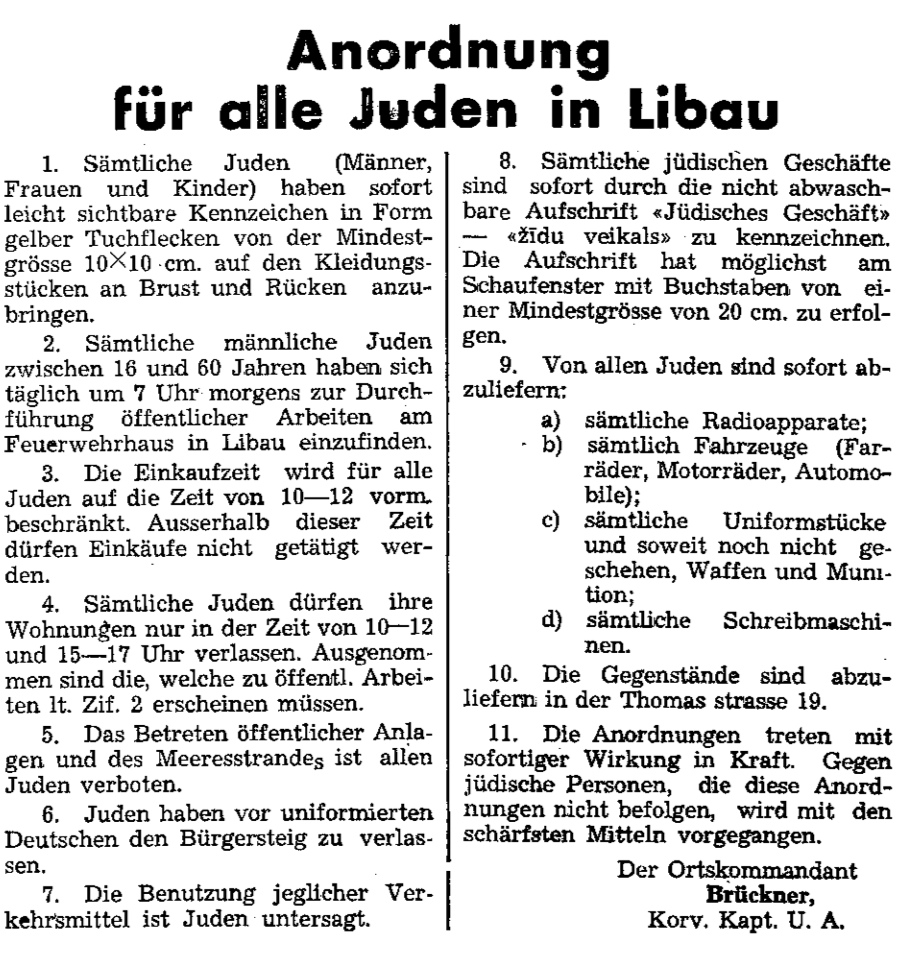
Am 5. Juli 1941 veröffentlichte antijüdische Anordnungen für Libau in Lettland

Laut Dieter Pohl war zwar nur eine Minderheit der Wehrmachtsoldaten direkt am Judenmord beteiligt, aber die Wehrmacht als Organisation nahm auf vielfache Weise daran teil: Die Militärverwaltungen gaben in vielen besetzten Gebieten jene antijüdischen Verordnungen heraus, die die Judendeportationen in die osteuropäischen Vernichtungslager vorbereiteten. In Serbien veranlasste die Militärverwaltung Mitte 1941 die Erschießung der jüdischen Männer. In der Sowjetunion sorgten die Kommandanturen für die Registrierung und Kennzeichnung der Juden, ihre Benachteiligung bei der Versorgung, und auch für die Einrichtung einzelner Ghettos. Oft arbeiteten sie bei großen Mordaktionen mit der Polizei zusammen, stellten Infrastruktur und manchmal auch Personal. Geheime Feldpolizei und Feldgendarmerie jagten versteckte Juden und töteten diese zum Teil selbst. Im Hinterland eingesetzte Wehrmachteinheiten ermordeten Juden und Zigeuner oft ebenso wie die Einsatzgruppen, so die 707. Infanterie-Division in Weißrussland.
Ferner wurden viele Angehörige von Wehrmachteinheiten Zeugen und Helfer der von den Einsatzgruppen begangenen Massenmorde. Ihre Befehlshaber ließen häufig zu, dass SD-Kommandos (SD = Sicherheitsdienst des Reichsführers SS) in den Kriegsgefangenenlagern Juden, Kommunisten und andere „Verdächtige“ aussonderten und töteten. Die Wehrmachtführung schloss im April 1940 ihrerseits fast alle „jüdischen Mischlinge“ aus ihren Reihen aus.

## Zwangsarbeit

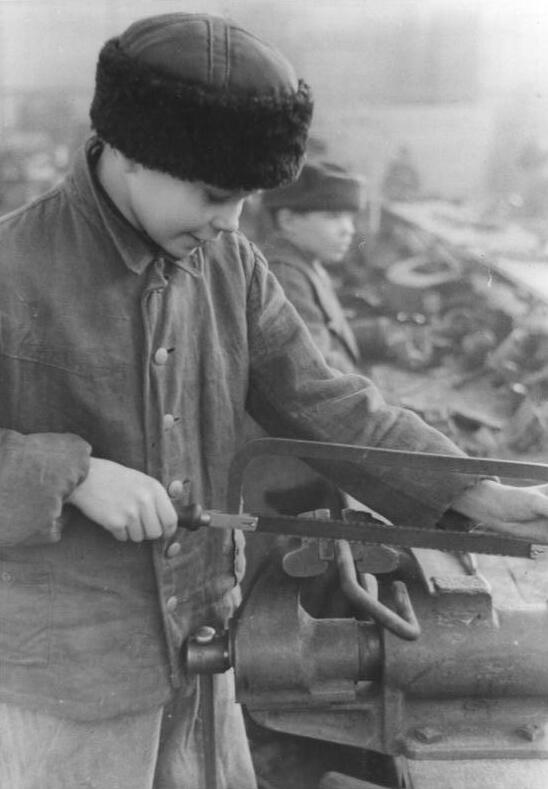
14-jähriger Ukrainer im Kraftfahrinstandsetzungswerk der Wehrmacht, Berlin, Januar 1945

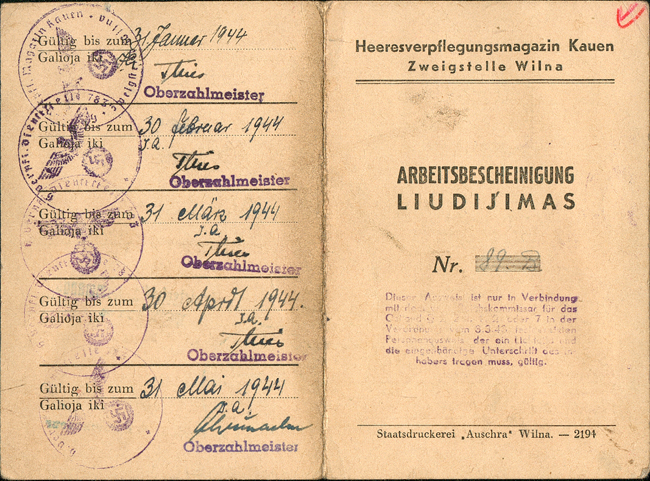
Arbeitsbescheinigung einer litauischen Arbeiterin

Auf dem östlichen Kriegsschauplatz, das heißt im heutigen Weißrussland, der Ukraine sowie in den eroberten Gebieten Russlands, wurde die Zivilbevölkerung im Rücken der Front im Rahmen der Besatzungsstrukturen auf Armee-, Korps- und Divisionsebene zur Zwangsarbeit herangezogen. Regelmäßig wurden Kontingente von Zwangsarbeitern in die rückwärtigen Heeresgebiete oder in das Deutsche Reich abgegeben. Im Zuständigkeitsbereich der Heeresgruppe Mitte wurden Menschen seit Beginn des Jahres 1944 systematisch als Zwangsarbeiter nach Deutschland deportiert. Die 9. deutsche Armee erhielt beispielsweise den Auftrag, bis Ende März 1944 25.000 Zwangsarbeiter für die Kriegswirtschaft bereitzustellen. Die Zwangsarbeiter lebten unter ähnlichen Bedingungen wie KZ-Häftlinge. Bereits für geringe Vergehen wurde die Todesstrafe verhängt. Das Regiment war darüber hinaus überaus willkürlich, wie die Erschießung von Zwangsarbeitern nach der Flucht einzelner Gefangener zeigt.
Einwohner, die als arbeitsuntauglich eingestuft waren, sah das deutsche Militär als „lästige Mitesser“ an, derer man sich zu entledigen hatte. Sie wurden zunächst ebenfalls nach Westen, ab 1943 dann aber zunehmend „feindwärts“ in das Kampfgebiet abgeschoben. Im Zuständigkeitsbereich der 9. deutschen Armee wurden beispielsweise bis Mitte März 1944 45.000 Menschen in mit Stacheldraht eingezäunten Grundstücken in der Nähe der Ortschaft Osaritschi interniert, die sich genau an der Frontlinie befanden. Nach dem Abschluss der Transporte wurde ein ca. 5 km breiter Gebietsstreifen um die Lager von den deutschen Truppen geräumt, so dass diese am 19. März von sowjetischen Soldaten übernommen wurden. Von den 45.000 Menschen hatten insgesamt nur 33.000 die Bedingungen in den gebäudelosen Arealen überlebt. Bei der 3. Panzerarmee wurden die nicht arbeitsfähigen Bewohner der Stadt Witebsk am 22. Mai 1944 in ein ähnliches Lager in Frontnähe gesperrt, wo sie von der erwarteten sowjetischen Sommeroffensive (→Operation Bagration) überrollt werden sollten.
In Wehrmachtsbordellen wurden Frauen und Mädchen der annektierten Gebiete zur Zwangsprostitution gezwungen. Entschädigungen haben die Zwangsprostituierten im Gegensatz zu den Zwangsarbeitern bisher noch nicht erhalten; zudem wird dieser Opferkreis in den Heimatländern oft diffamiert und totgeschwiegen und in der deutschen Öffentlichkeit gar nicht erwähnt oder wahrgenommen.

## Zerstörungsmaßnahmen
Während des Rückzugs aus besetzten Gebieten wurden sämtliche Einrichtungen, die für den Gegner nützlich sein konnten, von der Wehrmacht planmäßig demontiert oder vernichtet. Zuständig für die Ausarbeitung der Pläne war der Wirtschaftsstab bei der jeweiligen höheren Kommandoebene. Die arbeitsfähige Zivilbevölkerung wurde zur Zwangsarbeit verschleppt und die restlichen Bewohner hilflos in zerstörten Ortschaften zurückgelassen, damit der vordringende Gegner sich vorrangig um deren Überleben kümmern musste. Die ARLZ-Maßnahmen stellten eine Steigerung des Konzepts der verbrannten Erde durch die großangelegte Verschleppung von Menschen und die Zerstörung ganzer Siedlungs- und Industriegebiete dar. Grundsätzlich wurde in den westlichen und südlichen Operationsgebieten (Frankreich, Italien) weniger zerstört als im Osten (Sowjetunion), wo die Zerstörungsmaßnahmen so komplett wie möglich durchgeführt wurden.

## Sexuelle Gewalttaten
Sexualverbrechen und Vergewaltigungen durch Soldaten der Wehrmacht blieben bis Ende der 1990er Jahre weitgehend unerforscht. Der Militärhistoriker Wolfgang Petter wies 1999 darauf hin, dass ein Befehl des Oberkommandos des Heeres vom 5. Juli 1940 letztlich darauf hinauslief, bei Vergewaltigungen „den schonendsten Straftenor zu wählen“. Dass die Wehrmacht häufig kein Interesse daran hatte, sexuelle Gewalt gegen Zivilisten zu verfolgen und zu dokumentieren, habe daran gelegen, so die Historikerin Birthe Kundrus im gleichen, vom Militärgeschichtlichen Forschungsamt herausgegebenen Band, dass „im Rahmen des rassenideologisch motivierten Eroberungs- und Vernichtungskrieges die Demütigung der Bevölkerung einen festen Bestandteil der Kriegführung darstellte.“
In ihrer 2004 publizierten Dissertation zu sexueller Gewalt von Wehrmachtsoldaten stellte Birgit Beck fest, dass 5.349 Soldaten der Wehrmacht bis 1944 wegen „Sittlichkeitsvergehen“, vor allem „Notzucht“, verurteilt wurden. Wie groß im Verhältnis zu diesen 5.000 dokumentierten Fällen die Dunkelziffer an sexuellen Gewalttaten war, lässt sich aufgrund des mangelnden Interesses der Wehrmachtführung an Strafverfolgungen und der „dürren Quellenlage“ nicht seriös schätzen. Beck betont, dass vor allem der zum Unternehmen Barbarossa gehörende Kriegsgerichtsbarkeitserlass vom 13. Mai 1941, der Straftaten deutscher Soldaten gegen sowjetische Zivilisten dem militärgerichtlichen „Verfolgungszwang“ entzog, die Grundlage für die Strafverfolgung sexueller Delikte zerstörte und ihre Erfassung weitgehend verhinderte. Vergewaltigungen sowjetischer Frauen durch deutsche Soldaten seien am häufigsten „im Rahmen der Einquartierungen in zivile Häuser, bei angeordneten Requirierungen oder im Zusammenhang mit Plünderungen“ erfolgt. Die Militärhistoriker Michael Epkenhans und John Zimmermann konstatieren, dass Vergewaltigungen russischer Frauen durch deutsche Soldaten „zur Demütigungspraxis der Wehrmachtkriegführung in den besetzten Gebieten gezählt werden [müssen]“. Ein Interesse an entsprechender Strafverfolgung habe bei den militärischen Vorgesetzten in der Regel nicht bestanden.
Regina Mühlhäuser bestätigt in ihrer einschlägigen, speziell auf den deutsch-sowjetischen Krieg bezogenen Dissertation 2010 diese Befunde und stellt fest, dass die wenigsten von Wehrmachtsoldaten begangenen sexuellen Gewalttaten disziplinarische Konsequenzen nach sich zogen oder gerichtlich geahndet wurden. Sexuelle Gewalttaten deutscher Soldaten gegen sowjetische Frauen hätten keine seltenen Ausnahmehandlungen dargestellt, gelegentlich seien sogar ganze Einheiten in sexuelle Gewaltexzesse verwickelt gewesen. Zudem gibt es, so Mühlhäuser, „verschiedene Belege dafür, dass die Ermordung von Jüdinnen nach sexuellen Gewalttaten kein Einzelfall war“.
Zur Thematik der Zwangsprostitution für die Wehrmachtsbordelle siehe das Kapitel Zwangsarbeit. Die Sozialwissenschaftlerin Christa Paul weist darauf hin, dass der Alltag in den Wehrmachtsbordellen in Osteuropa von sexueller Gewalt geprägt war.

## Raub und Zerstörung von Kulturgütern

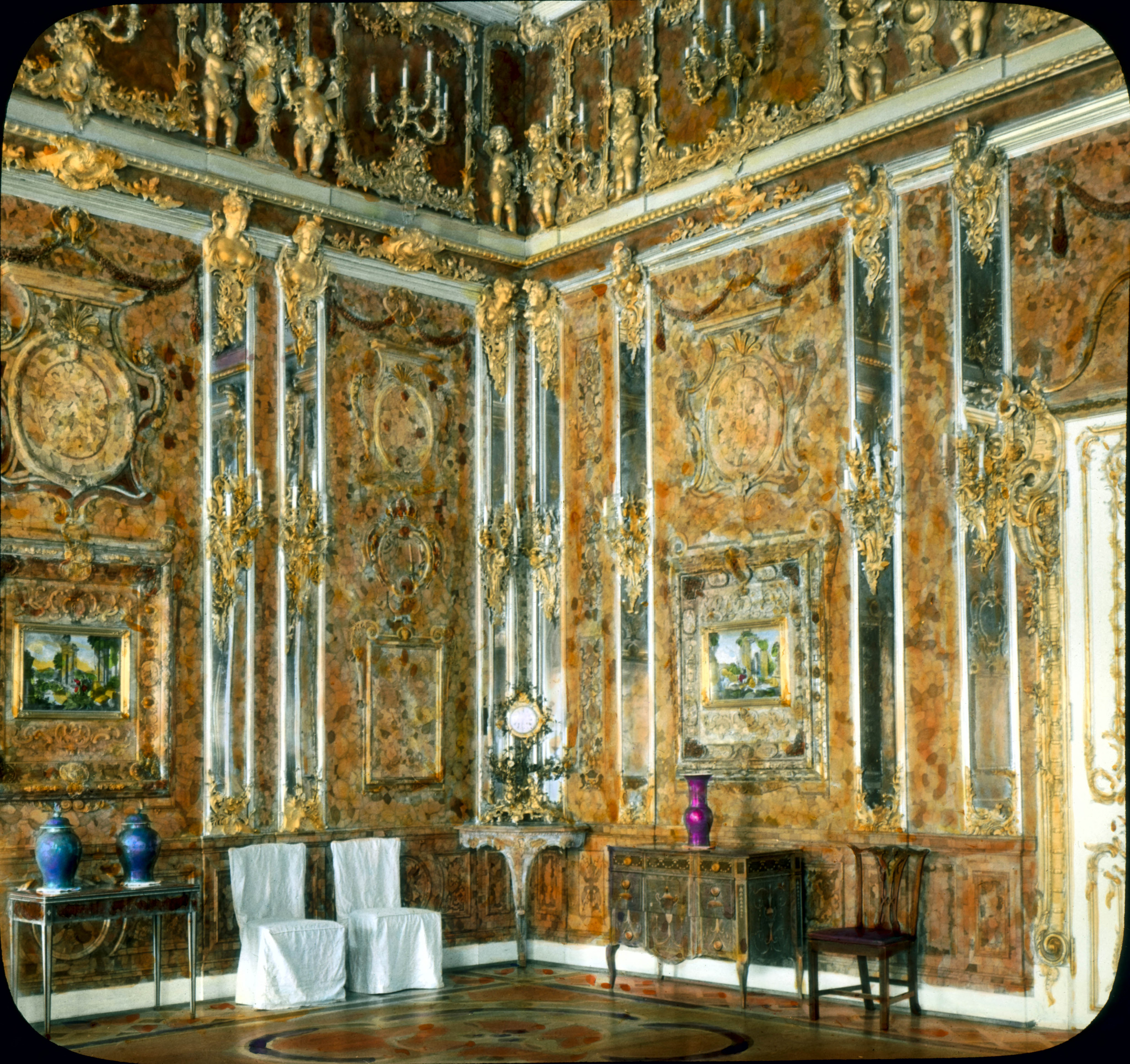
Das Bernsteinzimmer im Jahr 1931 (1941 nach Königsberg gebracht)

Auch der im großen Stil betriebene Raub von Kunst- und Kulturgütern in den besetzten Gebieten war nach Artikel 56 der Haager Konvention ein Verbrechen. So unternahm der Einsatzstab Reichsleiter Rosenberg (ERR) seit 1940 umfangreiche Beschlagnahmungen. Der Führerbefehl vom 5. Juli 1940 sowie eine Anweisung Generalfeldmarschall Wilhelm Keitel vom 17. September 1940 ermächtigten zur „Sicherstellung jeglichen herrenlosen Kulturbesitzes“. Von 1940 bis 1944 plünderten dann nationalsozialistische Organisationen Schlösser, Bibliotheken, Museen und Privatsammlungen in den von der deutschen Wehrmacht besetzten Gebieten. Der ERR war als Wehrmachtsgefolge der Wehrmacht zugeordnet, so dass er die Feldpolizei bei Beschlagnahmungen und die Möglichkeiten der Wehrmacht für den teils frontnahen Transport und die Kommunikation nutzen konnte.

## Menschenversuche

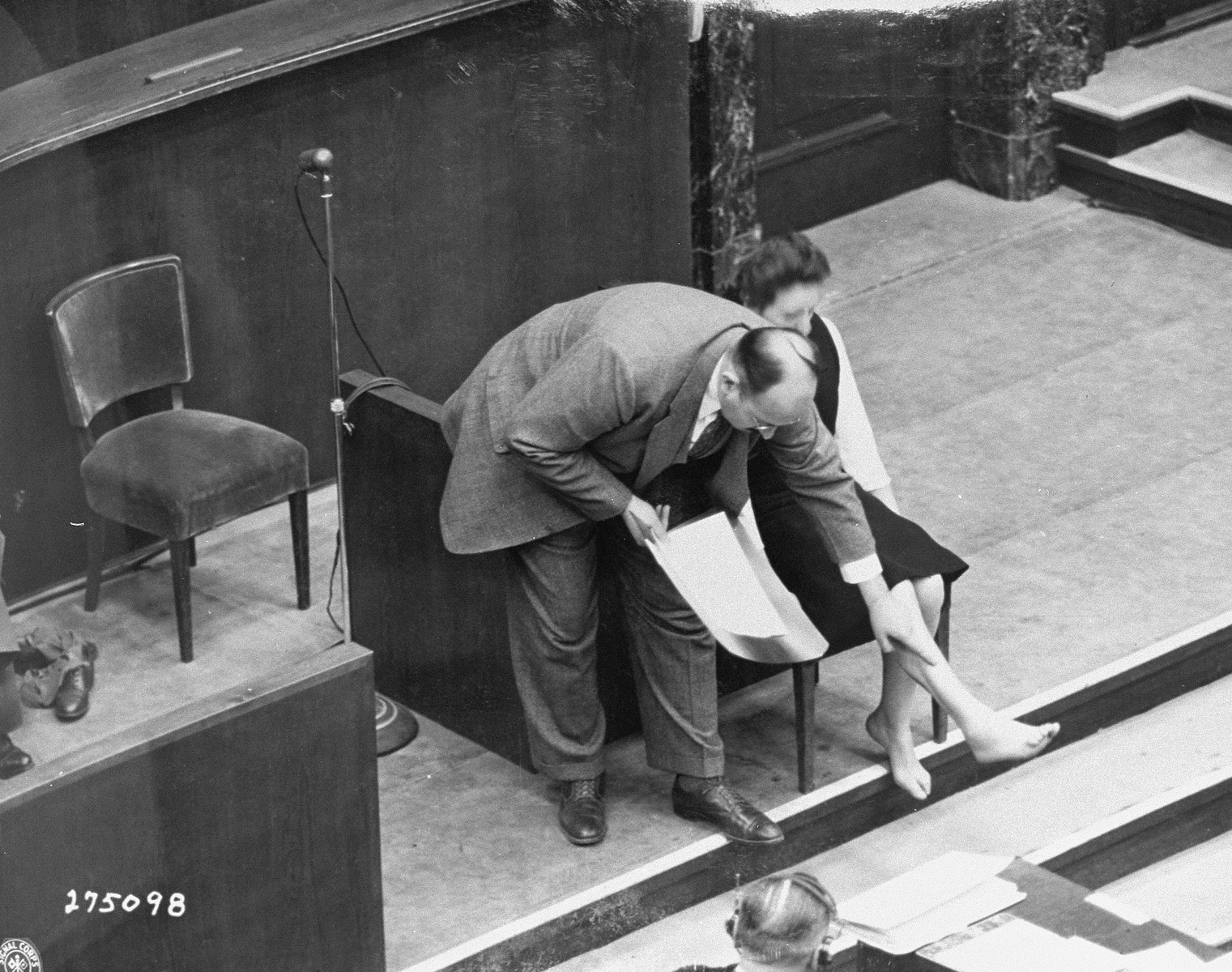
Leo Alexander erläutert am 20. Dezember 1946 während des Nürnberger Ärzteprozesses an Maria Broel Plater, die Häftling im KZ Ravensbrück war, einige Experimente der Menschenversuche

Die Wehrmacht forschte an diversen kriegswichtigen Themen. Für diese Forschungen wurden Kriegsgefangene und KZ-Häftlinge als Versuchspersonen herangezogen. Heer, Marine und Luftwaffe stellten aus Eigeninteresse Personal und Ausrüstung. Die Forschungen erstreckten sich auf
- tödliche Unterdruckversuche, um Flugzeuge in großen Höhen einsetzen zu können. Die Unterdruckkammern stellte die Luftwaffe zur Verfügung;
- tödliche Kälteversuche, um bessere Überlebenstechniken für Matrosen, Piloten und Heeressoldaten zu erforschen;
- Meerwasserversuche, um die Überlebenschancen von Matrosen und Piloten auf dem Meer zu erhöhen;
- Versuche mit Kampfgas;
- Versuche zur Vorbeugung und Bekämpfung von ansteckenden Krankheiten zur Erhöhung des Gesundheitszustandes in großen Menschenansammlungen wie Truppe oder Gefangenenlager;
- zu medizinischen Forschungszwecken wurden auch Menschen brutal verletzt und ihre Wunden verdreckt, um Kriegsverwundungen nachzustellen und die medizinische Versorgung durch Medikamente oder Chirurgie zu untersuchen.

## Wehrmacht und Recht

### Defizite beim Kriegsrecht
Die deutsche Rechtswissenschaft war seit der Reichsgründung 1871 auf die innere Einheit gerichtet, während das Völkerrecht nur ein Anhängsel des öffentlichen Rechts oder Strafrechts war. Die mangelnde Auseinandersetzung mit den Rechtsvorschriften der Haager Landkriegsordnung und der Genfer Konvention bewirkte eine unvollständige Umsetzung in das deutsche Recht. Das führte in beiden Weltkriegen zu einem fehlenden Rechtsbild des Krieges, was noch für den Zweiten Weltkrieg durch einen Rekurs auf den „Kriegsbrauch“ und „militärische Notwendigkeit“ sowie durch die nationalsozialistische Rechtsausbildung ab 1933 verstärkt wurde. Schwachstellen in beiden Kriegen waren:
- der Partisanenkrieg mit Art. 2 Haager Landkriegsordnung
- die Geisel- und Repressalieninstitute
- und die Besatzungspolitik.

Mit der Kriegsstrafverfahrensordnung (KStVO) und der Kriegssonderstrafrechtsverordnung (KSSVO) vom 17. August 1938 wurden sowohl für Deutsche als auch für „Ausländer“ die Delikte Wehrkraftzersetzung, Freischärlerei, Hochverrat, Landesverrat und Feindbegünstigung neu gefasst. Mit der Institution des Notgerichtsstandes in Form von Standgerichten auf Regimentsebene wurde ein fairer Prozess nicht mehr garantiert. Sühne gegen „Verdächtige“ wurde gegen ausländische Zivilisten und versprengte Soldaten als intentionales Strafrecht eingeführt und § 3 KSSVO ließ nur Freispruch oder Todesstrafe zu und verhinderte eine differenzierte Würdigung der Straftaten.
Das deutsche Besatzungsrecht entsprach mit der Übertragung innerstaatlicher Rechtsverhältnisse auf fremdes besetztes Territorium nicht den Regeln der occupacio bellica.
Der Zusammenbruch des Rechts wurde schließlich offenbar in vielen Kriegsgerichtsverfahren gegen Angehörige der deutschen Streitkräfte und ebenso gegen Kriegsgefangene.

### Wehrmacht-Untersuchungsstelle
Die Wehrmacht-Untersuchungsstelle – vollständig Wehrmacht-Untersuchungsstelle für Verletzungen des Völkerrechts, abgekürzt: WUSt – diente formal der Wehrmachtführung zur Klärung von Kriegsverbrechen der Gegenseite und eigener Dienststellen. Christoph Rass weist darauf hin, dass diese vierköpfige Stabsstelle aus Juristen nach den Erfahrungen des Ersten Weltkriegs als eine Art Hilfstruppe der NS-Gegenpropaganda bei Anschuldigungen gedient hat. Nach seiner Arbeit hatte 1914/18 die Militärführung in Deutschland gelernt, dass eine publizistische „Verwertung“ von Kriegsverbrechen zu einer Waffe der Politik werden konnte. Hinzu kam, dass durch die Leipziger Prozesse vor dem Reichsgericht hohen Militärs und den Wehrmachtjuristen bewusst sein musste, dass Verbrechen durch die Wehrmacht durchaus justiziabel werden konnten. Diese „Untersuchungsstelle“ wurde Mitte September 1939, durch einen auf den 4. September datierten Erlass Keitels, Chefs des OKW, bei der Rechtsabteilung des OKW eingerichtet. Ihr Auftrag lautete danach, die von den gegnerischen Militär- und Zivilpersonen gegen deutsche Wehrmachtangehörige begangenen Verstöße gegen das Völkerrecht festzustellen und zugleich die vom Auslande gegen die deutsche Wehrmacht in dieser Hinsicht erhobenen Anschuldigungen aufzuklären. Von 1939 bis 1942 gab sie dreizehn Niederschriften, sieben zum Überfall auf Polen, je zwei zum Krieg gegen Frankreich und die Sowjetunion und jeweils eine über belgische, niederländische, norwegische und über die Kämpfe mit den Briten auf Kreta, heraus. Er schätzt, dass zwischen 1939 und 1945 rund 8000 Fälle derart bearbeitet wurden. Zugrunde lagen jeweils Ermittlungen der lokal zuständigen Gerichtsoffiziere. Etwa die Hälfte des Archivs der WUSt ging im Krieg verloren, 226 Aktenbände blieben erhalten. Davon hat nur ein Band deutsche Kriegsverbrechen zum Inhalt, deren Untersuchungen durch die WUSt jedoch ergebnislos verliefen und keine Verfahren nach sich zogen. Christoph Rass weist außerdem auf die spätere selektive Publikation Franz W. Seidlers hin, Historiker an der Münchner Bundeswehrhochschule, der mit seiner »Edition« aus dem Material der Untersuchungsstelle unter dem Titel „Verbrechen an der Wehrmacht“ gegen die Wehrmachtsausstellung des Hamburger Instituts für Sozialforschung arbeitete (1998).

## Strafverfolgung
Fünf hochrangige Generäle verfassten 1945 die Denkschrift der Generäle mit dem offiziellen Titel Das Deutsche Heer von 1920–1945 für den Nürnberger Prozess gegen die Hauptkriegsverbrecher. Darin wurde die Rolle von Oberkommando der Wehrmacht und Oberkommando des Heeres im Zweiten Weltkrieg verharmlost und beschönigt. Die Schutzbehauptungen der Denkschrift bildeten den Grundgedanken für die spätere Verteidigung führender Wehrmachtsoffiziere in Kriegsverbrecherprozessen und bestimmten trotz stichhaltiger und umfangreicher Gegenbeweise das Bild der sauberen Wehrmacht in der Öffentlichkeit.
Der überwiegende Teil der Strafprozesse gegen Wehrmachtangehörige in Deutschland wurde vor der Gründung der Bundesrepublik Deutschland und der Gründung der DDR von den Alliierten geführt.

### Nürnberger Prozesse

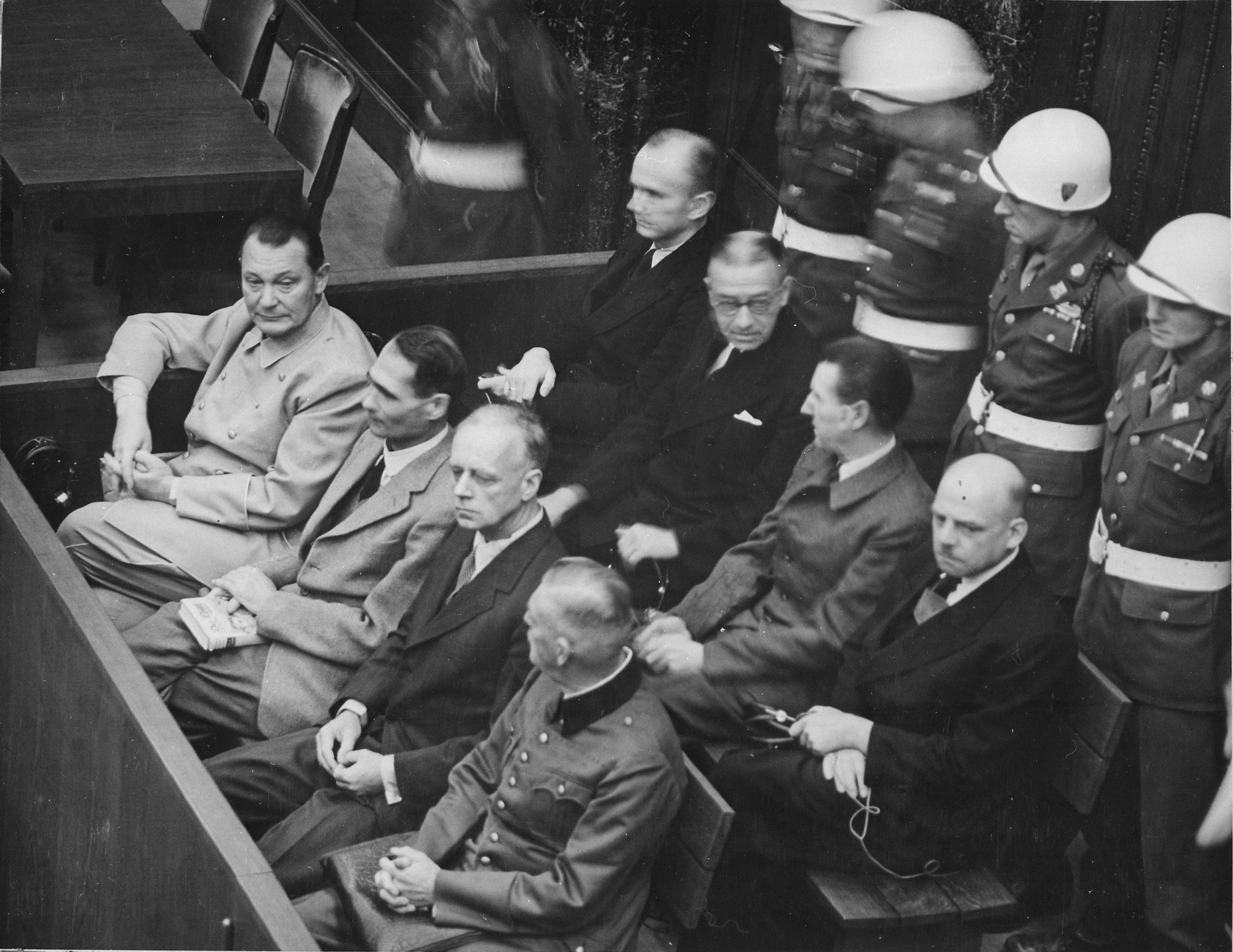
Acht der 24 Hauptangeklagten in Nürnberg: Göring, Heß, von Ribbentrop, Keitel (vordere Reihe von links), Dönitz, Raeder, von Schirach und Sauckel (dahinter)

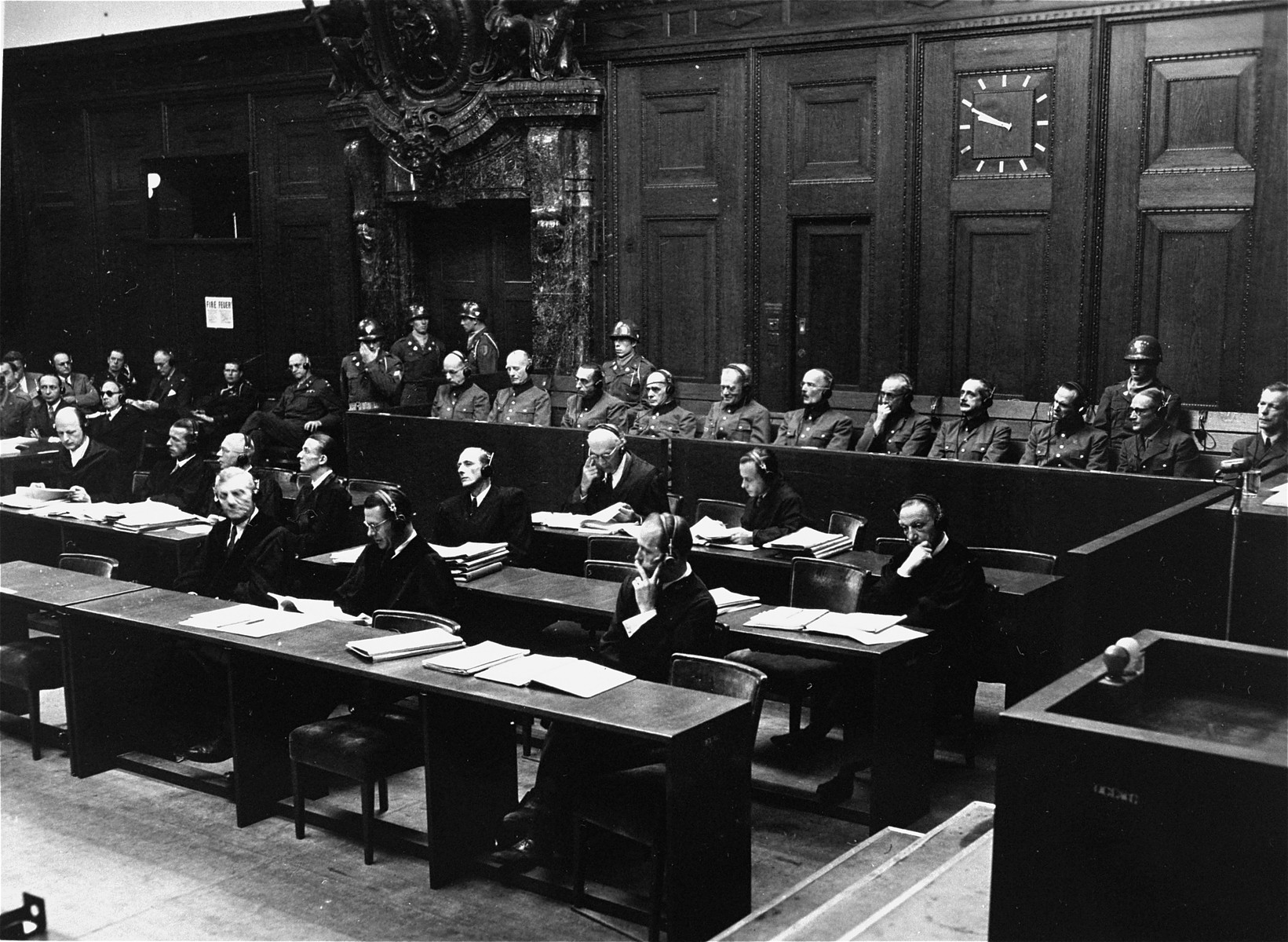
Die Angeklagten (hinten) und ihre Verteidiger im Geiselmord-Prozess

Im Nürnberger Prozess gegen die Hauptkriegsverbrecher, bei dem der Österreicher Generalmajor Erwin von Lahousen als Kronzeuge und wichtigster Zeuge der Anklage aussagte, verurteilten die von den Alliierten berufenen Richter einige Hauptverantwortliche, darunter Generäle des Oberkommandos der Wehrmacht (OKW). Sie stuften das OKW und den Generalstab jedoch – anders als Gestapo, SD und SS – nicht als kriminelle Vereinigungen ein, sondern bezeichneten die Führer der Wehrmacht als „rücksichtslose militärische Kaste“ und empfahlen, sie in künftigen Strafprozessen einzeln zur Verantwortung zu ziehen. In weiteren NS-Prozessen verurteilten sie vorwiegend Verbrechen, die an ihren eigenen Soldaten begangen worden waren.
Ausgewählte hohe Repräsentanten der Wehrmacht wurden in zwei Nürnberger Nachfolgeprozessen angeklagt. Im Prozess Generäle in Südosteuropa (Geiselmordprozess) und im Prozess Oberkommando der Wehrmacht wurden hohe und einige höchste ehemalige Kommandeure in folgenden Punkten angeklagt:
Fall VII:
1. Kriegsverbrechen und „Verbrechen gegen die Menschlichkeit“: Massenmord
2. Kriegsverbrechen und Verbrechen gegen die Menschlichkeit: Plünderung und Raub
3. Kriegsverbrechen und Verbrechen gegen die Menschlichkeit: völkerrechtswidrige Hinrichtungen
4. Kriegsverbrechen und Verbrechen gegen die Menschlichkeit: Zwangsarbeit und Deportation zur Sklavenarbeit

Von den 12 Angeklagten wurden 9 zu mehrjährigen Haftstrafen verurteilt, einer beging Selbstmord und zwei wurden freigesprochen.
Fall XII:
1. Verbrechen gegen den Frieden
2. „Kriegsverbrechen und Verbrechen gegen die Menschlichkeit“
3. gemeinsamer Plan und die Verschwörung

Diese Verbrechen wurden unterteilt in Verbrechen gegen Kriegsführende und Kriegsgefangene einerseits und Verbrechen gegen Zivilpersonen andererseits. Von den 14 Angeklagten wurden elf zu mehrjährigen Freiheitsstrafen verurteilt (einige bis zu 20 Jahre und lebenslänglich), einer beging Selbstmord und zwei wurden freigesprochen.
Verbrechen gegen die Menschlichkeit
„Verbrechen gegen die Menschlichkeit“ ist ein völkerrechtlicher Straftatbestand, der 1945 im Londoner Statut des für den Nürnberger Prozess gegen die Hauptkriegsverbrecher geschaffenen Internationalen Militärgerichtshofs vertraglich festgelegt wurde. Darunter wurden folgende Tathandlungen subsumiert:

„Verbrechen gegen die Menschlichkeit, unter anderem: Mord, ethnische Ausrottung, Versklavung, Deportation und andere unmenschliche Akte gegen die Zivilbevölkerung oder: Verfolgung aufgrund von rassistischen, politischen und religiösen Motiven; unabhängig davon, ob einzelstaatliches Recht verletzt wurde.“

Die Charta wurde als ein den nationalen Rechtssystemen übergeordnetes Recht von den Alliierten erlassen. Sie bildete die Grundlage für die Nürnberger Prozesse gegen die wichtigsten gefangenen NS-Machthaber und die zwölf Nachfolgeprozesse. Die Idee dahinter war, einen verbindlichen international gültigen Normenkatalog zu schaffen, der es erlaubt, auch Staaten, ihre Institutionen und Akteure vor einem internationalen Gerichtshof für ihre Verbrechen anzuklagen.
Die Anwendung dieses Rechtsinstituts (Normenkatalogs) wurde bereits während der Nürnberger Prozesse von der Verteidigung, aber auch von ehemaligen nationalsozialistischen Rechtswissenschaftlern kritisiert, weil die rückwirkende Heranziehung dieser Normen für die Verurteilung der Verbrechen der Wehrmacht dem in vielen Ländern gültigen Rechtsgrundsatz Nulla poena sine lege widerspräche, da diese erst nach den Tathandlungen formuliert und festgelegt wurden. Diese Argumentation wurde von den Richtern unter Hinweis auf die Rechtspraxis bei der Anwendung der Haager Landkriegsordnung zurückgewiesen. Bei ihrer Anwendung war es gebräuchlich, nicht auf der Basis von Gesetzestexten oder vereinbarter Strafkataloge zu urteilen, sondern auf der Basis von Präzedenzfällen. Ebenso wurde die Tu-quoque-Argumentation der Verteidiger der Angeklagten als Versuch der Prozessverschleppung zurückgewiesen. Diese versuchten, unter Hinweis auf die angebliche Notwendigkeit, auch Kriegsverbrechen der Alliierten zu untersuchen, die Prozesse hinauszuzögern.
Dennoch spielte diese Charta für die juristische Aufarbeitung eine eher untergeordnete Rolle, da die meisten Verbrechen auch schon vorher Straftaten waren und es dieses Grundtatbestands für eine erfolgreiche Anklage gar nicht bedurfte.

### Bundesrepublik Deutschland
Die Alliierten bestimmten im Kontrollratsgesetz Nr. 4 von 1945, dass deutsche Justizorgane nur solche Straftaten von Wehrmachtangehörigen verfolgen dürften, die gegen deutsche Soldaten oder Zivilisten begangen worden waren. Das Kontrollratsgesetz Nr. 10 von 1945 beschränkte die deutsche Justiz in ihrer Zuständigkeit bei der Verfolgung von Kriegsverbrechen und Verbrechen gegen die Menschlichkeit weiterhin. Die Alliierten konnten aber deutsche Gerichte ermächtigen, wenn die Straftaten an Deutschen oder Staatenlosen verübt worden waren. Die Besatzungsmächte handhabten diese Möglichkeit unterschiedlich. In der amerikanischen und sowjetischen Zone wurden deutsche Instanzen nur von Fall zu Fall ermächtigt, in der britischen und in der französischen Zone wurden allgemeine Zuweisungen der Zuständigkeit durch Verordnungen festgelegt. Erst 1950, fünf Jahre nach dem Krieg, reduzierten die Alliierten die Zahl der Straftatbestände, deren Verfolgung den Besatzungsbehörden vorbehalten blieb. Mit dem Kontrollratsgesetz Nr. 13 wurde 1950 die deutsche Gerichtsbarkeit auch bei Kriegsverbrechen im Wesentlichen wiederhergestellt. Danach konnten Kriegsverbrechen der Wehrmacht auch von der deutschen Justiz verfolgt werden, unabhängig von der Staatsangehörigkeit der Opfer, soweit sie sich nicht gegen alliierte Militärangehörige gerichtet hatten.
Die Westmächte zogen sich vor dem Hintergrund des heraufziehenden Kalten Krieges schon bald nach dem Kriegsende aus der strafrechtlichen Verfolgung von Kriegsverbrechen zurück. Immer mehr stand der Ost-West-Gegensatz im Vordergrund, und spätestens seit der Berliner Luftbrücke (1948 bis 1949) setzte sich die Überlegung durch, die Westdeutschen als Verbündete und nicht mehr als Besiegte zu sehen. Dies führte in vielen Fällen zu Gnadenerlassen und deutlichen Strafverkürzungen bei bereits verurteilten NS- und Kriegsverbrechern, auch zu bewusster Strafverhinderung bei der Verfolgung schwer belasteter Täter, da diese entweder aufgrund ihrer Fachkenntnis oder ihrer Kontakte, sowohl politisch als auch nachrichtendienstlich, „verwendet“ beziehungsweise ein Teil des Aufbaus der Bundesrepublik werden sollten. Ein prominentes Beispiel eines solchen Falls ist General Reinhard Gehlen, ehemaliger Leiter der Abteilung Fremde Heere Ost (FHO) des deutschen Generalstabs, Leiter der Organisation Gehlen und erster Präsident des deutschen Bundesnachrichtendienstes (BND), in den etliche ehemalige SD-Mitglieder aufgenommen wurden.
Durch Beschluss des Deutschen Bundestages vom 1. Dezember 1949 wurde die Zentrale Rechtsschutzstelle (ZRS) in Bonn errichtet, um „den Rechtsschutz für diejenigen Deutschen sicherzustellen, die in Auswirkung des Krieges im Ausland festgehalten“ wurden. Sie war bis 1953 dem Rechtsschutzreferat von Margarethe Bitter im Bundesministerium der Justiz angegliedert, dann dem Auswärtigen Amt. Leiter der ZRS war der Jurist Johann „Hans“ Gawlik. Gawlik hatte in Nürnberg die Angeklagten des SD in den Kriegsverbrecher-Prozessen verteidigt, war NSDAP-Mitglied und Staatsanwalt und Richter in Breslau gewesen. Auch sein Vertreter und Nachfolger in der ZRS im AA, Karl Theodor Redenz, war einst Parteimitglied und hatte sogar für den SD gearbeitet.
Mit Gawlik und Redenz hatte man seitens der Regierung den Bock zum Gärtner gemacht. Der Historiker Felix Bohr bezeichnet die Gründung der ZRS als „Zentralisierung der Kriegsverbrecherhilfe“. So fahndete ab 1958 die Zentrale Stelle in Ludwigsburg nach Kriegsverbrechern, während die ZRS diametral dazu bis 1968 mit Hilfe des Roten Kreuzes einen regelrechter Kriegsverbrecher-Warndienst unter dem Namen „Warndienst West“ eingerichtet hatte, der mit Haftbefehl gesuchte Kriegsverbrecher warnte.
Zahlreiche Massenverbrechen blieben ungeahndet; Gründe hierfür waren unklare Zuständigkeiten, ausländische Tatorte und unterschiedliche Wohn- und Aufenthaltsorte der Täter in Deutschland. 1958 wurde die „Zentrale Stelle der Landesjustizverwaltungen zur Aufklärung nationalsozialistischer Verbrechen“ eingerichtet; damit wurden staatsanwaltschaftliche Ermittlungen bundesweit koordiniert. Erst 1965 erhielt die zentrale Stelle die Zuständigkeit zur Verfolgung von Kriegsverbrechen. Seitdem wurden Vorermittlungen gegen Angehörige der Reichsbehörden, der Polizei und Lagermannschaften der Konzentrationslager auf dem Bundesgebiet eingeleitet und auch Verbrechen gegenüber Kriegsgefangenen verfolgt.
Eine nicht unerhebliche Rolle für die nur schleppende strafrechtliche Verfolgung von NS- und Kriegsverbrechen spielte auch die Tatsache, dass die Spruchkörper der Justiz (Gerichte) in der jungen Bundesrepublik sich in nicht unerheblichem Maße aus Juristen zusammensetzten, die bereits zur Zeit des Nationalsozialismus als Organe der Rechtspflege tätig waren.
Seit 1960 waren alle Straftaten außer Mord verjährt. Durch eine Änderung des Strafgesetzbuches, Paragraph 50, galt 1968 auch die Beihilfe zum Mord als verjährt; damit waren alle „Schreibtischtäter“ einer strafrechtlichen Verfolgung entzogen.
Von der westdeutschen Justiz wurden nach dem Krieg einige Tatkomplexe schwerpunktmäßig verfolgt. Dazu zählten Verbrechen an sowjetischen Kriegsgefangenen, Verbrechen, die sich im Zusammenspiel von Wehrmacht und Sicherheitspolizei ereigneten, wobei dies Verbrechen der Geheimen Feldpolizei der Wehrmacht einschloss. Für den Raum außerhalb der Sowjetunion kommen Geiselerschießungen in besetzten Ländern und Endphaseverbrechen hinzu.
Generell gesehen sind aber ein Großteil der Ermittlungen und Verfahren eingestellt worden. Das zahlreiche Material, das den Staatsanwaltschaften und der Zentralen Stelle zuging, hat zu nur sehr wenigen Anklagen geführt. Bei den Verurteilungen ist das geringe Strafmaß auffällig, das ganz generell für NS-Verfahren vor westdeutschen Gerichten typisch ist.
Am 20. Februar 2021 wurde bekannt, die Zentrale Stelle zur Aufklärung von NS-Verbrechen in Ludwigsburg ermittle derzeit gegen sieben ehemalige Wehrmachtssoldaten wegen möglicher Beihilfe zum Mord an sowjetischen Kriegsgefangenen. Die Soldaten sollen demnach Kriegsgefangenenlager bewacht haben, in denen Angehörige der Roten Armee massenhaft zu Tode gekommen sind. Den wesentlichen Anstoß dazu hatten die Verfahren gegen John Demjanjuk und der vom BGH bestätigte Schuldspruch gegen Oskar Gröning gegeben.

### Deutsche Demokratische Republik
Bis Ende 1946 sollen 14.098 Personen wegen Kriegsverbrechen oder Verbrechen gegen die Menschlichkeit in der sowjetischen Besatzungszone verurteilt worden sein. Dabei ist anzumerken, dass in der Sowjetunion und der Sowjetischen Besatzungszone die Verfolgung der Nazi- und Kriegsverbrecher mit Vergeltungsmaßnahmen sowie spezifischen Repressiv- und Terrormaßnahmen verbunden war. Die alliierten Bestimmungen wurden von den sowjetischen Sicherheits- und Justizorganen extensiv ausgedeutet, unter Missachtung elementarer rechtsstaatlicher Maßstäbe willkürlich angewendet und für politische Ziele massiv missbraucht.
Trotz des Selbstverständnisses der DDR als „antifaschistischer Staat“ war die Verfolgung von NS-Verbrechen in der DDR nicht intensiver als in der Bundesrepublik. Zur Unterstreichung dessen führte die Regierung häufig an, dass an die 13.000 Kriegsverbrecher verurteilt worden wären. Diese Behauptung hielt einer Prüfung der Zentralstelle der Landesjustizverwaltungen zur Aufklärung nationalsozialistischer Verbrechen nach der Wiedervereinigung allerdings nicht stand. Nur ein verschwindend kleiner Teil davon betraf Kriegsverbrechen. Der Großteil wurde wegen NS-Verbrechen und der Mitgliedschaft in für verbrecherisch erklärten Organisationen verurteilt. Von 1966 bis 1985 kam es zu 65 Verfahren und sechs Urteilen. Die großteils von der Staatssicherheit beeinflussten Verfahren dienten ab den 60er Jahren zunehmend propagandistischen Zwecken und sollten im Umfeld die mangelhafte Vergangenheitsaufarbeitung des Westens sowie den vorgeblich faschistischen Grundcharakter der Bundesrepublik, Bundeswehr und NATO aufzeigen.

### Belgien
Am 9. März 1951 wurde vom Brüsseler Kriegsrat das Urteil über den ehemaligen Militärbefehlshaber Alexander von Falkenhausen und seinen Militärverwaltungschef Eggert Reeder verkündet. Wegen ihres Beitrages zu Geiselhinrichtungen, Judendeportationen und der Zwangsarbeit wurden sie zu jeweils 12 Jahren Zwangsarbeit verurteilt. Der ebenfalls angeklagte ehemalige Generalleutnant George Bertram wurde wegen Geiselhinrichtung zu 10 Jahren Haft verurteilt.

### Frankreich
Die Aufarbeitung von Schreibtischtaten im Zusammenhang mit der Arisierung jüdischen Vermögens unter der Kontrolle des Militärbefehlshabers Frankreich wurde in der Nachkriegszeit sowohl von der Adenauer-Administration um Globke als auch durch die französische Regierung hintertrieben, da sie befürchteten, wichtige Entscheidungsträger ihrer jeweiligen Wirtschaft und Verwaltung mit der Aufrollung derer NS- und Vichy-Vergangenheit zu delegitimieren.

### Griechenland
Am 19. Dezember 1946 wurden die Generäle Bruno Bräuer, Friedrich-Wilhelm Müller und der Oberfeldwebel Friedrich Schubert wegen ihrer Verbrechen vor einem Athener Sondergericht zum Tode verurteilt. General Alexander Andrae wurde am 22. Dezember 1947 in Athen zu viermal lebenslänglich verurteilt. Wegen Wirtschaftsverbrechen wurde im selben Jahr der Major des Wirtschaftsstabs Walter Deter verurteilt.
Am 19. Februar 1948 wurden die Generäle Hellmuth Felmy wegen der Massaker von Klissura und Distomo, Wilhelm List wegen Veranlassung und Duldung der Tötung von tausenden Zivilisten, Wilhelm Speidel wegen des Massakers von Kalavryta und Hubert Lanz wegen der Kriegsverbrechen im Epirus im Nürnberger Geiselmord-Prozess verurteilt.
1959 wurde der frühere Kriegsverwaltungsrat Max Merten durch ein griechisches Militärgericht wegen seiner Beteiligung am Holocaust und an Wirtschaftsverbrechen verurteilt. Die Strafverfolgung von Kriegsverbrechen wurde in Griechenland auf wirtschaftlichen Druck aus Deutschland im gleichen Jahr eingestellt, nachdem die noch offenen Fälle zur weiteren „Verfolgung“ an die Bundesrepublik übergeben worden waren.

### Sowjetunion
Durch das Dekret „Über Maßnahmen zur Bestrafung deutschfaschistischer Verbrecher, schuldig der Tötung und Mißhandlung der sowjetischen Zivilbevölkerung und gefangener Rotarmisten, sowie von Spionen und Vaterlandsverrätern aus den Reihen der Sowjetbevölkerung und deren Unterstützer“ vom 19. April 1943 (Ukas 43) ordnete der Oberste Sowjet der UdSSR für „deutsche, italienische, rumänische, ungarische und finnische Verbrecher“ sowie für „Spione und Vaterlandsverräter unter den Sowjetbürgern“, die der „Mordtaten und Mißhandlungen an der Zivilbevölkerung und an gefangenen Rotarmisten überführt worden sind“, die Todesstrafe an. Die Hinrichtung war durch Erhängen zu vollstrecken, die Leichen der Gehängten waren zur Abschreckung einige Tage am Galgen zu belassen.
Der erste Prozess gegen Angehörige der Wehrmacht bzw. der SS fand vom 14. bis 17. Juli 1943 im Kriegsverbrecherprozess von Krasnodar gegen elf männliche Sowjetbürger und Mitglieder des SS-Sonderkommandos 10a sowie in Abwesenheit gegen fünfzehn deutsche Angeklagte statt. Es war der erste öffentliche Kriegsverbrecherprozess des Zweiten Weltkrieges. Achtmal verhängte das Gericht die Todesstrafe durch erhängen und dreimal 20 Jahre Zwangsarbeit. Die Todesurteile vollstreckte man am nächsten Tag vor über 30 000 Zuschauern.
Vom 15. bis 18. Dezember 1943 fand der Kriegsverbrecherprozess von Charkow statt. Die Angeklagten, ein Hauptmann der militärischen Abwehr, ein SS-Untersturmführer, ein Angehöriger der Geheimen Feldpolizei sowie ein einheimischer Kollaborateur wurden wegen der Tötung von gefangenen und verwundeten Rotarmisten und Zivilisten während der deutschen Besetzung Charkows zwischen Dezember 1941 und Sommer 1943 angeklagt. Die Angeklagten wurden zum Tode verurteilt und öffentlich hingerichtet.
Zwischen Dezember 1945 und Anfang Februar 1946 gab es an acht verschiedenen Gerichtsorten erneut öffentliche Verfahren gegen Wehrmachtsangehörige. Verhandelt wurde in
- Smolensk vom 16. bis 19. Dezember 1945 gegen 10 Angeklagte,
- Brjansk vom 25. bis 30. Dezember 1945 gegen 4 Angeklagte, darunter die Generale Friedrich Gustav Bernhard und Adolf Hamann,
- Leningrad vom 29. Dezember 1945 bis 5. Januar 1946 gegen 11 Angeklagte, darunter Generalmajor Heinrich Remlinger, früherer Stadtkommandant von Pskow,
- Nikolaev vom 12. bis 17. Januar 1946 gegen 9 Angeklagte, darunter Generalleutnant Hermann Winkler, früherer Ortskommandant der Stadt,
- Minsker Prozess vom 15. bis 29. Januar 1946 gegen 18 Angeklagte, darunter die Generale Johann-Georg Richert, Eberhard Herf und Gottfried von Erdmannsdorff,
- Kiew vom 17. bis 29. Januar 1946 gegen 15 Angeklagte, darunter die Generale Paul Scheer, Karl Burckhardt und Eckart von Tschammer und Osten,
- Welikije Luki vom 26. bis 31. Januar 1946 gegen 11 Angeklagte, darunter Generalleutnant Fritz-Georg von Rappard, früherer Standortkommandant der Stadt,
- Kriegsverbrecherprozess von Riga vom 28. Januar bis 3. Februar 1946 gegen 8 Angeklagte, darunter die Generale Friedrich Jeckeln, Siegfried Ruff, Albrecht Baron Digeon von Montenton, Friedrich Werther, Bronislaw Pawel, Hans Küpper und Wolfgang von Ditfurth.[204]

Die Anklagepunkte, Massenerschießungen bei Strafaktionen und andere Gräueltaten gegenüber russischen Gefangenen und Zivilisten, waren in allen Verfahren nahezu identisch. Alle 86 Angeklagte (18 Generale, 28 Offiziere und 39 Unteroffiziere und Mannschaften) wurden wegen der ihnen zur Last gelegten Verbrechen verurteilt; in 67 Fällen, darunter alle beschuldigten Generale, zum Tode durch Erhängen, in 19 Fällen zu Zwangsarbeit zwischen 12 und 20 Jahren. Die Todesurteile wurden vor zehntausenden Zuschauern öffentlich vollstreckt.
Bis April 1948 wurden 1.112 Kriegsgefangene wegen in der Sowjetunion begangener Kriegsverbrechen verurteilt, von Oktober 1947 bis Juni 1949 wurden 3.750 Urteile gefällt bei (Stand Juni 1949) 6.036 noch laufenden Untersuchungsverfahren.
Nachdem die UdSSR angekündigt hatte, sämtliche Kriegsgefangene, mit Ausnahme der von Militärtribunalen verurteilten, bis zum 1. Januar 1950 zu entlassen, wurden im November und Dezember 1949 13.603 Kriegsgefangene wegen Kriegsverbrechen verurteilt, in weiteren ca. 7.000 Fällen war die Untersuchung bis zum 1. Januar 1950 nicht abgeschlossen. 1.656 Aburteilung erfolgten im Januar 1950. Fast 86 % der Urteile lauteten auf 25 Jahre Lagerhaft, der nach Abschaffung der Todesstrafe in der UdSSR im Mai 1947 zulässigen Höchststrafe.
Die meisten Prozesse in der Sowjetunion richteten sich gegen „Vaterlandsverräter und Helfershelfer der Deutschen“. Es wurden von 1943 bis 1953 über 320.000 Sowjetbürger festgenommen. Dagegen kamen nur knapp 26.000 Deutsche vor Gericht. Das Strafmaß der Deutschen war häufig auch noch geringer als bei verurteilten Sowjetbürgern.
Die Prozesse weisen Merkmale stalinistischer Schauprozesse auf. Es ging häufig nicht um die individuellen Schuld an konkreten Verbrechen, sondern um die mutmaßliche Beteiligung an deutschen Verbrechen. Die Kriegsverbrecherprozesse nutzte man zur Re-Stalinisierung der Gesellschaft.
Die  Osteuropahistorikerin Tanja Penter vertritt die Meinung, dass Unterlagen der späteren Verfahren „eine bisher noch kaum genutzte, wichtige historische Quelle zur Erforschung der deutschen Besatzung und des Holocaust in der Sowjetunion“ darstellen, da Prozessunterlagen bei späteren Verfahren gehaltvoller waren als bei den ersten Verfahren.

## Rezeption

### Wandel des westdeutschen Geschichtsbildes
In der Nachkriegszeit bestimmten Memoiren und Gerichtsaussagen deutscher Generäle und Offiziere das westdeutsche Geschichtsbild des „anständigen deutschen Soldaten“ und der „sauberen Wehrmacht“, deren Angehörige von Ausnahmen abgesehen fair nach Kriegsvölkerrecht gekämpft hätten. Darin wurden Verbrechen der Wehrmacht kaum erwähnt, bestritten oder als Einzeltaten dargestellt.
Eine der wenigen Ausnahmen bilden die Aussagen des Generalmajors Erwin von Lahousen, der sich im Rahmen des Prozesses gegen die Hauptkriegsverbrecher in Nürnberg der Anklage als Kronzeuge zur Verfügung stellte.
Breiteren Raum nehmen dagegen taktische Fragen ein, wie man den Krieg ohne die Einmischung von Hitler doch noch hätte gewinnen können. In Illustriertenromanen wurde der deutsche Soldat meist als pflichtbewusst, engagiert, im Kampf hart, aber fair, kameradschaftlich, freundlich, gebildet und gutaussehend dem Partisanen gegenübergestellt. Dieser ist oft geschildert als heimtückisch-verräterischer Kommunist, Krimineller, Zuhälter oder Drogenhändler mit einer Physiognomie, die den nationalsozialistischen Rassevorstellungen entsprach. Deutsche Kriegsverbrechen kamen nur sehr selten vor und wurden dann der SS angelastet.
Seit den Nürnberger Prozessen galt die Wehrmacht als Ganzes in der Öffentlichkeit als „freigesprochen“; Verbrechen von Truppenteilen wurden vorwiegend als Handlungen von Einzeltätern betrachtet. Die enge institutionelle Verbindung der Wehrmachtspitze mit dem nationalsozialistischen Partei- und Staatsapparat und damit ihre Gesamtverantwortung für deren Vernichtungskrieg blieben weitgehend unberücksichtigt, ebenso die Zusammenarbeit von Soldaten jeden Ranges mit den verbrecherischen Organisationen SD, SS und Gestapo. Nach den ersten Kollektivschulddebatten der Nachkriegszeit wurden bis etwa 1955 Amnestiegesetze erlassen, die diese Einstellung für mehr als ein Jahrzehnt zementierten. Hannes Heer fasst die damalige Haltung folgendermaßen zusammen:

„Sinnhafte Interpretationen der eigenen Erfahrung wurden abgedrängt auf Bereiche des Funktionsstolzes über Effektivität, Kompetenz und Kampfkraft oder in private Bereiche erfahrener und bestätigter Kameradschaft einer Schicksals- und Überlebensgemeinschaft – auf Bereiche also, die für Wiederaufbau und Wirtschaftswunder anschlußfähig waren. Politischer oder antipolitischer Sinn war daraus nicht zu generieren, das Interpretationsschema kam vielmehr einem unpolitischen privatistischen Habitus entgegen.“

Die erste wissenschaftliche Arbeit zu den Verbrechen der Wehrmacht war die 1978 veröffentlichte Dissertation von Christian Streit Keine Kameraden. Ihr Schwerpunkt war die Behandlung kriegsgefangener Sowjetsoldaten und die damit eng verknüpften Themen Kommissarbefehl und Zwangsarbeit. Streits Dissertation wurde jahrelang kaum rezipiert.
Mit Rückgriff auf inzwischen zugängliche neue Quellen, darunter Akten der Wehrmacht, Prozessunterlagen, Zeugenaussagen, Feldpost, Tagebücher, widerlegte eine jüngere Historikergeneration die Legende der „sauberen“, unpolitischen, irregeführten und vom NS-Regime missbrauchten sauberen Wehrmacht. So wurde etwa die bis dahin bestrittene Ausführung des Kommissarbefehls und die Eigenbeteiligung ganzer Einheiten an Massenmorden bewiesen. Im Ergebnis ging diese Generation der Militärhistoriker „von einer problematischen Verstrickung der Wehrmacht in die NS-Verbrechen während des Krieges“ aus: Sie sei „letztlich als ‚Komplize des Bösen‘ und ‚stählerner Garant‘ und nicht als vermeintlich unpolitischer Bereich des NS-Staates anzusehen“.

### DDR-Rezeption
In der DDR stand der Charakter des Zweiten Weltkrieges als Vernichtungskrieg, vor allem in Osteuropa, nie außer Frage und es galt nie die Legende von der sauber gebliebenen Wehrmacht, der immer das Adjektiv „faschistisch“ beigegeben wurde. Anders als im Westen nahmen in den in der DDR erschienenen Memoiren ehemaliger Offiziere der Wehrmacht die Auseinandersetzung mit der verbrecherischen Politik und Kriegführung einen breiten Raum ein. Die Wahrnehmung und Interpretation der Wehrmacht in der DDR war hauptsächlich durch das marxistisch-leninistische Geschichtsbild (siehe Imperialismustheorie und Marxistische Faschismustheorie) geprägt. Die Wehrmacht war aus diesem Blickwinkel „… das wichtigste Instrument der deutschen Monopolbourgeoisie zur Sicherung der Herrschaft über das eigene Volk, insbesondere zur Niederhaltung der Arbeiterbewegung, und zur Durchsetzung der Weltmachtpläne der Großbourgeoisie, vor allem der reaktionären Klassenziele gegenüber der Sowjetunion.“ Diese Sichtweise erforderte einen strengen Klassengegensatz innerhalb der Wehrmacht in Form von ausbeutender und unterdrückender Generalität und höherem Offizierskorps als Werkzeugen des Kapitalismus und ausgebeuteten, unterdrückten einfachen Soldaten und Unteroffizieren.
Im Weltbild der SED-Propaganda wurde die DDR zum „Staat der Opfer“ und „Staat des Antifaschismus“. Etliche persönlich verfolgte Kommunisten in Staats- und Parteiführung galten als Beweis dieser Doktrin. Die historische Verantwortung für NS-Verbrechen wurde an den Westen delegiert und loyalen Bürgern der DDR somit das Angebot einer Generalabsolution gemacht.

### Mediale Darstellung
Die Verbrechen der Wehrmacht waren in der Bundesrepublik vor 1989 auch in den Medien thematisiert worden, etwa 1978 durch die amerikanisch-sowjetische Fernsehdokumentation Der unvergessene Krieg. Während des Historikerstreits 1986/87 spielten sie jedoch nur eine untergeordnete Rolle. Nach der Wiedervereinigung erschienene Forschungsliteratur von 1991 wie das Buch von Reinhard Rürup Der Krieg gegen die Sowjetunion 1941–1945. Eine Dokumentation oder der von Peter Jahn und Reinhard Rürup herausgegebene Band Erobern und Vernichten. Der Krieg gegen die Sowjetunion 1941–1945 fanden über Fachkreise hinaus kaum Beachtung.

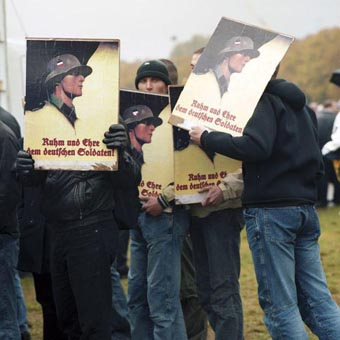
Neonaziaufmarsch gegen die Ausstellung Verbrechen der Wehrmacht. Dimensionen des Vernichtungskrieges 1941–1944 in München, 2002

Erst die in 34 deutschen und österreichischen Städten gezeigten beiden Wehrmachtsausstellungen „Vernichtungskrieg. Verbrechen der Wehrmacht 1941 bis 1944“ (erste Fassung: 1995 bis 1999; zweite Fassung: 2001 bis 2004) machten das von der Geschichtswissenschaft inzwischen korrigierte Geschichtsbild zur Wehrmacht auch in der Bevölkerung bekannter. Sie verbreiteten mit vielen Bild- und Schriftdokumenten das Wissen, dass sich ganze Truppenteile an Massenerschießungen von Zivilisten, Juden und an Vergeltungsaktionen beteiligt hatten. Damit ließen sich Kriegsverbrechen nicht mehr nur auf verbrecherische Befehle zurückführen, Einzeltätern anlasten und von der Völkermordpolitik des NS-Regimes getrennt betrachten.
Die Ausstellung rief Proteste in Teilen der bundesdeutschen Öffentlichkeit, insbesondere bei ehemaligen Wehrmachtangehörigen, darunter auch renommierten Persönlichkeiten wie den ehemaligen Wehrmachtsoffizieren Helmut Schmidt und Richard von Weizsäcker, hervor, fand aber auch Zustimmung sowie fundierte Kritik. Einige Historiker wiesen auf einige falsch zugeordnete Fotografien hin, die irrtümlich Verbrechen der Roten Armee oder anderer, mit Deutschland verbündeter Militärs zeigten.
Daraufhin wurden die Exponate wissenschaftlich überprüft und die Ausstellung entsprechend überarbeitet.
Die zweite Ausstellung stellte in den Vordergrund, dass eine Nichtbefolgung verbrecherischer Befehle in der Wehrmacht möglich gewesen war. Offiziere, die bei Massenmorden nicht mitmachen wollten oder konnten, wären nach Darstellung der Ausstellung allenfalls versetzt worden und ansonsten unbehelligt geblieben.
Im Rechtsextremismus werden beide Ausstellungsversionen als Propagandashow zur Verleumdung ehrlicher deutscher Soldaten dargestellt und bekämpft; die marginalen Fehler der ersten Fassung werden zur Diskreditierung der gesamten Grundthese benutzt.

### Rezeption in der Bundeswehr
Der erste Traditionserlass der Bundeswehr von 1965 lobte die Widerstandskämpfer des 20. Juli 1944 mit den Worten „Zuletzt nur noch dem Gewissen verantwortlich, haben sich Soldaten im Widerstand gegen Unrecht und Verbrechen der nationalsozialistischen Gewaltherrschaft bis zur letzten Konsequenz bewährt“, vermied jedoch klarstellende Aussagen über die Beurteilung der Wehrmacht als Gesamtinstitution bzw. ihre Verbrechen.
Mit dem Traditionserlass vom 20. September 1982 hat sich die Bundeswehr von den Traditionen der Wehrmacht stärker abgegrenzt und reklamiert das Attentat vom 20. Juli 1944 dagegen als ihr Vorbild für den „Staatsbürger in Uniform“. Im Erlass von 1982 sind die Schwerpunkte gegenüber 1965 etwas anders gesetzt, und es wird zum ersten Mal selbstkritisch von „Schuld“ gesprochen: „Im Nationalsozialismus waren Streitkräfte teils schuldhaft verstrickt, teils wurden sie schuldlos missbraucht. Ein Unrechtsregime wie das Dritte Reich kann Tradition nicht begründen.“
Der Umgang mit der Wehrmachtsausstellung war in der Bundeswehr uneinheitlich. Verschiedene Standortkommandeure besuchten die Ausstellung mit ihren Soldaten oder empfahlen den Besuch, und der ehemalige Generalinspekteur der Bundeswehr Ulrich de Maizière war bei einer Podiumsdiskussion anwesend. Im Gegensatz dazu verboten Verteidigungsminister Volker Rühe und sein Nachfolger Rudolf Scharping, dass Soldaten als Redner bei Veranstaltungen im Rahmen der Wehrmachtsausstellung auftreten und dass Angestellte des militärgeschichtlichen Forschungsamtes über die Ausstellung diskutieren.

## Ursachenforschung
Von der Wissenschaft wurden verschiedene, umstrittene und teilweise widersprüchliche Thesen entwickelt, welche zu erklären versuchen, warum Angehörige der Wehrmacht Kriegsverbrechen begangen haben beziehungsweise wie ihre Hemmschwelle zur Begehung bzw. Vermeidung dieser Taten ausgestaltet war. Dabei bleiben viele dieser Erklärungsmodelle recht spekulativ, da sie sich auch aufgrund von Mangel an Quellenmaterial schwer statistisch verifizieren oder falsifizieren lassen.

„Für die Faktoren, die für die Haltung und das Verhalten jener Soldaten ausschlaggebend waren, die nicht der höheren militärischen Führung angehörten, aber trotzdem für die Durchführung der Besatzungspolitik verantwortlich waren, wurden bisher gewisse Erklärungsmodelle gefunden, die aber alle als problematisch zu bezeichnen sind.“

### Entmodernisierung des Krieges
Dem Historiker Omer Bartov zufolge begünstigten verschiedene Faktoren die Kriegsverbrechen durch Wehrmachtsoldaten: so die sogenannte „Entmodernisierung“, das heißt ein zunehmender Ausfall moderner Kampfmittel, eine drastische Verschlechterung der Lebensumstände und wachsende geistige Entfernung vom modernen Leben der Kampfeinheiten und eine daraus resultierende Verrohung, besonders an der Ostfront ab 1941. Dies habe zu physisch-psychischen Erschöpfungszuständen und seelischer Abstumpfung bei den Soldaten geführt. In den vereinzelten, immer weniger einer modernen Armee gleichenden Kampfverbänden hätten sich defätistisch-nihilistische, sozialdarwinistische Rechtfertigungsmuster sowie die Verachtung traditioneller Autoritäten und Werte breitgemacht. Er zitiert einen damaligen Kriegsteilnehmer:

„Der Mensch wird zum Tier. Er muss vernichten, um zu überleben […] Der Kampf nimmt hier wieder seine urtümlichste, tierähnlichste Form an […]“

Man führe „einen Kampf ums Überleben, in dem alles erlaubt sei, was die Vernichtung des einzelnen Soldaten und darüber hinaus auch seiner Kameraden, seiner Einheit, seiner Rasse und seines Landes verhindern könne.“ Diese Haltungen machten eventuell zusätzlich empfänglicher für ideologische Indoktrination. Den Soldaten sei auch im Rahmen gewöhnlicher Kampfhandlungen zunehmend gestattet worden, Ärger und Frustrationen an feindlichen Soldaten und Zivilisten „auszulassen“. Diese „Entmodernisierung“ an der Front trug auch nach Hannes Heer erheblich zur Brutalisierung der Truppe bei.

### Funktion von Primärgruppen
Auch „Primärgruppen“, also landsmannschaftlich und regional organisierte Einheiten, die auch einen quasi familiären Zusammenhalt bieten konnten, könnten im Osten das Durchhaltevermögen, die Brutalität und Neigung zu Verbrechen und Anfälligkeit für Ideologisierung gefördert haben. In welcher Richtung und welchem Maß, ist jedoch umstritten. Während einige in diesen Primärgruppen den Grund für die besondere Leistungsbereitschaft und mitunter auch die Verbrechen der Wehrmachtangehörigen sehen, sehen andere gerade den Ausfall traditioneller Bindungen als Einfallstor für nationalsozialistische Indoktrination und vermehrte Kriegsverbrechen. Entgegen der Ansicht, dass soziale Ordnung Ideologie entbehrlich machte, wird angeführt, dass gerade an der relativ aussichtslosen, von „sozialer Ordnung entleerten“ Ostfront im Gegensatz zur Westfront erbittert gekämpft worden sei. In dem Maß, wie funktionierende soziale Bande zerbrochen seien, habe die ideologische Motivation vermehrt an Bedeutung gewonnen.

### Ideologie
Die Verbrechen der Wehrmacht in Osteuropa beruhten großenteils wie sonstige NS-Verbrechen auf einem Rassismus, der die Bevölkerung der Feindstaaten nicht als gleichwertige Rechtssubjekte anerkannte und damit die Grundlage des geltenden Völkerrechts außer Kraft setzte. Dabei strebten NS- und Wehrmachtführung gleichermaßen die Vernichtung der Staatsstrukturen, nationalen Einheit und politischen Führungskräfte der eroberten Gebiete sowie deren demographische Umgestaltung an.
Die Rolle der Ideologie innerhalb der Wehrmacht als Ursache von Verbrechen wird unterschiedlich bewertet. Während Autoren wie Omer Bartov und Hannes Heer die Funktion der nationalsozialistischen Ideologie als essentielle Mitursache für die Verbrechen der Wehrmacht einschätzen und eine Übereinstimmung zwischen Überzeugungen von Wehrmachtführung und Regime konstatieren, schreibt Klaus Jochen Arnold:

„Mit Blick auf die Wehrmacht, nicht auf Hitler, Himmler etc., handelte es sich eben nicht um eine lang geplante Massenvernichtung von Juden oder Slawen aus ideologischen Gründen, sondern vor allem um Krieg, und dieser von beiden Seiten mit Erbitterung geführte Krieg schuf ein Klima, in dem Massenmord zum Alltagsgeschäft „normaler Männer“ werden konnte.“

Christian Gerlach sieht in der Besatzungspolitik im Osten eher ein radikalökonomisches, rücksichtsloses Zweckmäßigkeitsdenken, in welchem die Ideologie eine eher untergeordnete Rolle gespielt habe.
Die maßgebliche Beeinflussung der Heeresführung und der oberen Ränge durch die nationalsozialistische Propaganda ist relativ eindeutig zu konstatieren. So schreibt Mark Mazover dazu:

„Jüngere Studien haben nicht nur gezeigt, wie stark die politische Indoktrination in das Offizierskorps eingedrungen war und dort sogar institutionalisiert worden war, sondern auch, wie sich die NS-Ideologie in den Befehlen und Aktivitäten der militärischen Befehlshaber widerspiegelte.“

Dagegen ist die Wirksamkeit dieses Faktors für die mittleren und speziell unteren Ränge eher fraglich bzw. nicht eindeutig beantwortbar. Rolf-Dieter Müller schreibt dazu in Bezug auf die Forschungen zur „Alltagsgeschichte des Soldaten“:

„Welche Rolle spielten dabei Ideologie und Propaganda? Systematische Untersuchungen dazu fehlen fast völlig. Über Motivation und Mentalitäten innerhalb der Wehrmacht wissen wir abseits von Einzelbefunden, die sich zudem meist nur auf die Ostfront beziehen, relativ wenig. […] Wie lassen sich Wirkungen der Unterdrückung und Disziplinierung in einer Armee des blinden Gehorsams abgrenzen gegenüber den Wirkungen von Ideologisierung und Propaganda?“

Während Manfred Messerschmidt trotz seiner umfangreichen Darstellung der nationalsozialistischen Indoktrination der Wehrmacht bezweifelt, dass „diese wirklich einen Einfluß auf die Soldaten“ hatte, und Hans Mommsen die Ansicht vertritt, dass „die Mentalität des durchschnittlichen Landsers eher von Nüchternheit und Ablehnung der realitätsfernen Propagandatiraden“ geprägt gewesen sei, setzt Hannes Heer zumindest für den Bereich der Judenverfolgung Führung und Truppe in eins, indem er schreibt:

„Die Beteiligung der Wehrmacht am Holocaust erfolgte auf allen Ebenen der militärischen Befehlsgewalt […] bis zu den Truppenführern. […] Die Mentalität der Wehrmachtsführung entsprach dem Bewußtsein der Truppe.“